# Liste der Kulturdenkmale in Leipzig-Südvorstadt, A–H
Die Liste der Kulturdenkmale in Leipzig-Südvorstadt enthält die Kulturdenkmale des Leipziger Ortsteils Südvorstadt, die in der Denkmalliste vom Landesamt für Denkmalpflege Sachsen mit Stand 2017 erfasst wurden.
Aus Platzgründen ist diese Liste geteilt. In dieser Liste sind die Kulturdenkmale in den Straßen mit den Anfangsbuchstaben A–H erfasst. Die Kulturdenkmale in den Straßen I–K sind in der Liste der Kulturdenkmale in Leipzig-Südvorstadt, I–K und in den Straßen L–Z in der Liste der Kulturdenkmale in Leipzig-Südvorstadt, L–Z aufgeführt.

## Legende
- Bild: Bild des Kulturdenkmals, ggf. zusätzlich mit einem Link zu weiteren Fotos des Kulturdenkmals im Medienarchiv Wikimedia Commons. Wenn man auf das Kamerasymbol klickt, können Fotos zu Kulturdenkmalen aus dieser Liste hochgeladen werden:
- Bezeichnung: Denkmalgeschützte Objekte und ggf. Bauwerksname des Kulturdenkmals
- Lage: Straßenname und Hausnummer oder Flurstücknummer des Kulturdenkmals. Die Grundsortierung der Liste erfolgt nach dieser Adresse. Der Link (Karte) führt zu verschiedenen Kartendiensten mit der Position des Kulturdenkmals. Fehlt dieser Link, wurden die Koordinaten noch nicht eingetragen. Sind diese bekannt, können sie über ein Tool mit einer Kartenansicht einfach nachgetragen werden. In dieser Kartenansicht sind Kulturdenkmale ohne Koordinaten mit einem roten bzw. orangen Marker dargestellt und können durch Verschieben auf die richtige Position in der Karte mit Koordinaten versehen werden. Kulturdenkmale ohne Bild sind an einem blauen bzw. roten Marker erkennbar.
- Datierung: Baubeginn, Fertigstellung, Datum der Erstnennung oder grobe zeitliche Einordnung entsprechend des Eintrags in der sächsischen Denkmaldatenbank
- Beschreibung: Kurzcharakteristik des Kulturdenkmals entsprechend des Eintrags in der sächsischen Denkmaldatenbank, ggf. ergänzt durch die dort nur selten veröffentlichten Erfassungstexte oder zusätzliche Informationen
- ID: Vom Landesamt für Denkmalpflege Sachsen vergebene, das Kulturdenkmal eindeutig identifizierende Objekt-Nummer. Der Link führt zum PDF-Denkmaldokument des Landesamtes für Denkmalpflege Sachsen. Bei ehemaligen Kulturdenkmalen können die Objektnummern unbekannt sein und deshalb fehlen bzw. die Links von aus der Datenbank entfernten Objektnummern ins Leere führen. Ein ggf. vorhandenes Icon  führt zu den Angaben des Kulturdenkmals bei Wikidata.

## Liste der Kulturdenkmale in Leipzig-Südvorstadt, A–H
| Bild                                    | Bezeichnung | Lage                                                            | Datierung                                                                                                 | Beschreibung | ID       |
| --------------------------------------- | --- | --------------------------------------------------------------- | --- | --- | -------- |
|                                         | Platzanlage | Albrecht-Dürer-Platz (Karte)                                    | ab 1883 (Schmuckplatz)                                                                                    | Schmuckplatz mit altem Baumbestand und originaler Wegeführung, umgeben von Resten einer ehemals geschlossenen historischen Mietshausbebauung, ortsgeschichtlich und entwicklungsgeschichtlich von Bedeutung Denkmaltext Quadratischer Platz zwischen der Schenkendorf-, Arndt-, Bernhard-Göring- und Arthur-Hoffmann-Straße. Schon im Bebauungsplan von 1866 in annähernd gleicher Form als freier Platz eingetragen. Ursprünglich an der Südseite durch die VI. Bürgerschule (1875), an der Westseite durch das Carola-Gymnasium (um 1906) begrenzt (beide kriegszerstört). Gärtnerische Gestaltung erst ab 1883 nach einem Projekt von Gartendirektor Wittenberg als regelmäßige Anlage mit zentraler runder Freifläche und diagonal sich kreuzenden Wegen. Die Mitte aus Gründen der größeren Plastizität und besseren Entwässerung etwas erhöht. Die mittlere Freifläche und die umlaufende 13,6 Meter breite Promenade mit Platenen-Randbepflanzung. Gesamtfläche etwa 10 × 10 Meter. 1907 Erweiterung des mittleren Spielplatzes von 30 × 30 auf 45 × 45 Meter. 1928 – zum 400. Todestag – Benennung in Albrecht-Dürer-Platz. LfD/1998 (vgl. Denkmaltopographie Stadt Leipzig) | 09295745 |
|                                         | Mietshaus in geschlossener Bebauung | Alfred-Kästner-Straße 1 (Karte)                                 | 1908–1909 (Mietshaus)                                                                                     | mit Tordurchfahrt, schlichte Putzfassade mit Erkern, im Reformstil der Zeit um 1910, baugeschichtlich von Bedeutung Denkmaltext Viergeschossiges Mietshaus in Ecklage zur Fockestraße, das 1908–1909 durch den auch als Bauherrn zeichnenden Baumeister Walter Seyfarth errichtet wurde. Die Putzfassade mit abgesetzter Sockelzone wird unterhalb der Sohlbänke des zweiten Obergeschosses von einem schmalen ziegelgedeckten Fußwalm untergliedert. Unterbrochen wird der Fußwalm an beiden Straßenfronten von zwei Kastenerkern mit anstoßenden Balkonen, während er um den abgeschrägten Eckerker herumgeführt ist. Die Front zur Fockestraße mit einem breiten gebrochenen Giebel. In der Souterrainzone zur Fockestraße zwei Garageneinfahrten, der rundbogige Eingang in der Front zur Alfred-Kästner-Straße. Im Hausflur Wandkacheln und Tonnendecke, in den Geschossen jeweils gutbürgerliche Wohnungen mit Salon und Herrenzimmer. LfD/1998 (vgl. Denkmaltopographie Stadt Leipzig) | 09295089 |
|                                         | Mietshaus in geschlossener Bebauung | Alfred-Kästner-Straße 2 (Karte)                                 | bezeichnet 1910 (Mietshaus)                                                                               | zweifarbige Putzfassade mit ziegelverblendetem Sockel, durch Erker gegliedert, im Reformstil der Zeit um 1910, baugeschichtlich von Bedeutung Denkmaltext 1910 nach Plänen des auch als Bauherren zeichnenden Architekten Ernst Arthur Hänsch errichtetes viergeschossiges Mietshaus in Ecklage zur Fockestraße. Der Putzbau als steil aufragender Baukörper auf hohem ziegelverblendeten Sockel mit kontrastreich gestalteter Fassade durch in unterschiedlicher Höhe ansetzenden Erker sowie vor- und rückgestellte Giebel. An den Wandflächen der Erker wie auch der Rücklagen ornamentale und figürliche Antragsarbeiten. Die Gebäudeecke über dem abgefasten Erdgeschoss rechtwinklig vorstehend und mit verschiefertem Dachaufsatz, sie wird flankiert von zwei schlanken Erkern mit gebrochenen Giebeln. Der Erker an der Front zur Fockestraße mit anstoßenden Balkonen, dagegen besitzt die Fassade zur Alfred-Kästner-Straße einen zweiten gerade abschließenden Erker, darüber zurückliegend in der Fassadenflucht ein weiterer gebrochener Giebel. Die Haustreppe mit schmiedeeisernem Gitter. In den ersten drei Geschossen ursprünglich jeweils eine Wohnung und ein Büro, das oberste Geschoss mit zwei Wohnungen. LfD/1998 (vgl. Denkmaltopographie Stadt Leipzig) | 09295232 |
|                                         | Mietshaus in offener Bebauung mit seitlicher Einfriedung und Pforte | Alfred-Kästner-Straße 9 (Karte)                                 | 1904 (Mietshaus)                                                                                          | Eckbetonung durch vorkragenden Eckturm, schlichte Putzfassade, durch Erker gegliedert, im Reformstil der Zeit um 1910, baugeschichtlich von Bedeutung Denkmaltext Nach Plänen des Architekten Karl Poser 1904 für den Maurermeister Carl August Müller an der Ecke zur Brandvorwerkstraße erbautes dreigeschossiges Mietshaus. Nur sehr sparsam gegliedert, wirkt der Putzbau insbesondere durch seine Kubatur, dabei als beherrschendes Motiv der ab dem ersten Obergeschoss abgeschrägt vorstehende Eckbereich mit verschiefertem Aufsatz und geschweifter Haube. An den beiden Straßenfronten wird die Fassade von leicht vorstehenden übergiebelten Seitenrisaliten mit vorgehängten Erkern eingespannt, angrenzend an den Eckbereich an der Front zur Brandvorwerkstraße ein weiterer gleich gestalteter Erker. Im Unterschied zu diesen in der Vertikale betonten Kompartimenten sind die Rücklagen durch schmale Gurtgesimse horizontal gegliedert. Die Geschosse mit jeweils zwei Wohnungen. LfD/1998 (vgl. Denkmaltopographie Stadt Leipzig) | 09295088 |
|                                         | Vereinshaus in offener Bebauung | Alfred-Kästner-Straße 11 (Karte)                                | 1907–1908 (Vereinshaus)                                                                                   | markant gestaltete Putzfassade, im Reformstil der Zeit um 1910, baugeschichtlich von Bedeutung Denkmaltext Als Versammlungsheim für den Alte-Herren-Verband der Lausitzer Prediger-Gesellschaft nach Plänen des Architekten Georg Wünschmann 1907–1908 errichtetes eingeschossiges Vereinshaus. Der kompakt wirkende Putzbau auf hoher durch eine Nutung in Rauputz gestalteter Sockelzone. An den beiden Achsen links wird die Nutung als Vertikalgliederung bis zur Traufe hochgeführt, darauf als Stuckarbeiten Wappen mit Sichel und Bierkrug. Über diesen Achsen ein Dachausbau mit breitem Dreiecksgiebel, dem ein etwas kleinerer Giebel über der als Eingangsfront mit hoher Außentreppe gestalteten rechten Seite entspricht. Der Eingang als barockisierendes Portal mit männlichen Hermen und Kartusche, das Dach als Mansarddach mit einer Fledermausgaube ebenfalls barockisierend. Im Sockelgeschoss Küche und Versorgungskeller, das Erdgeschoss mit Saal und Bibliothek, im Dachgeschoss die Gastzimmer. Seit 1963 Nutzung durch die Evangelische Studentengemeinde. LfD/1998 (vgl. Denkmaltopographie Stadt Leipzig) | 09295087 |
|                                         | Mietshaus in geschlossener Bebauung | Alfred-Kästner-Straße 14 (Karte)                                | 1878 (Mietshaus)                                                                                          | klassisch gestaltete historistische Klinker-Putz-Fassade, baugeschichtlich von Bedeutung Denkmaltext Schmales, viergeschossiges Mietshaus, das 1878 durch den auch als Bauherrn verantwortlichen Architekten Albert Hennicker errichtet wurde. Erdgeschoss, erstes und zweites Obergeschoss mit Klinkerverkleidung und Stuckgliederung, das oberste Geschoss mit Putzrahmen zwischen den Fenstern. Im Mansardbereich drei Dachhäuser. Das seitlich links im hinteren Gebäudeteil untergebrachte Treppenhaus erschließt pro Geschoss eine Wohnung. LfD/1998 (vgl. Denkmaltopographie Stadt Leipzig) | 09295231 |
|                                         | Mietshaus in geschlossener Bebauung | Alfred-Kästner-Straße 16 (Karte)                                | 1878–1879 (Mietshaus)                                                                                     | historistische Putzfassade, mit Hausdurchgang und ehemals mit Eckladen, baugeschichtlich von Bedeutung Denkmaltext 1878–1879 nach Plänen des Architekten Albert Hennicker, der auch als Bauherr fungiert, erbautes viergeschossiges Mietshaus in abgefaster Ecklage. Die Putzfassade mit Nutung und im Eckbereich mit Riffelung. Die Fenster besitzen Stuckgliederungen mit Verdachungen und zum Teil mit Giebeln, an der abgefasten Ecke und am dritten Obergeschoss werden sie von Pilastern flankiert. Zwei Gurtgesimse und ein kräftiges, auf Konsolen ruhendes Hauptgesims untergliedern die Fassade horizontal, darüber das Mansarddach mit auf die Fenster- bzw. die Fensterzwischenachsen bezogenen Dachhäusern. Im Erdgeschoss neben einer Wohnung eine Gaststätte und ein Eckladen, in den Obergeschossen befindet sich jeweils eine großflächige Wohnung. LfD/1998 (vgl. Denkmaltopographie Stadt Leipzig) | 09295230 |
|                                         | Mietshaus in halboffener Bebauung, mit seitlicher Einfriedung | Alfred-Kästner-Straße 18 (Karte)                                | 1884–1885 (Mietshaus)                                                                                     | mit Läden, reich gegliederte Putzfassade, im Stil des Historismus, baugeschichtlich von Bedeutung Denkmaltext Das viergeschossige Mietshaus in abgefaster Ecklage entstand 1884–1885 nach Plänen des Architekten Richard Hagemann für Louis Friedrich Kramer. Die durch Gesimse auf Konsolen horizontal untergliederte Putzfassade mit Stuckrahmungen und Verdachungen der Obergeschossfenster, dabei über den Fenstern des zweiten Obergeschosses kleinteilige Stuckarbeiten. Das Erdgeschoss mit Putznutung, im Bereich des Eckladens mit Putzrahmungen wie sie auch zwischen den Fensterachsen des dritten Obergeschosses vorkommen. Die Obergeschosse beinhalten jeweils zwei Wohnungen, darunter eine großzügigere mit Salon. LfD/1998 (vgl. Denkmaltopographie Stadt Leipzig) | 09295229 |
|                                         | Mietshaus in halboffener Bebauung | Alfred-Kästner-Straße 20 (Karte)                                | 1896–1897 (Mietshaus)                                                                                     | prächtige mittenbetonte Klinker-Putz-Fassade, im Stil des Historismus, baugeschichtlich von Bedeutung Denkmaltext Nummer 20 und Nummer 22: Zwei stattliche Mietshäuser, davon Nummer 22 in repräsentativer Ecklage zur August-Bebel-Straße, die 1896–1897 nach Plänen des Architekten Paul Richter für den Schlossermeister Theodor Bergk errichtet wurden. Die reichgestalteten Klinkerfassaden mit Stuckdekor in Formen der italienischen Renaissance, mit Dreiecks- und Rundgiebeln über den Obergeschossfenstern und Stuckornamentik in Form von Masken, Engelsköpfchen und Blüten sowie einem von Konsolen getragenen Hauptgesims. In den durch eine abgekantete Putznutung gestalteten Erdgeschossen sind zwei von Säulen flankierte Eingänge mit Sprenggiebeln eingelassen. Die Fassade von Nummer 20 symmetrisch gestaltet durch zwei mittlere in den Obergeschossen verputzten Achsen mit Pilastergliederung über dem Eingang, die von einem Dreiecksgiebel bekrönt werden. Bei Nummer 22 stattdessen ein seitlich links von der Eingangsachse versetzter zweiachsiger Erker von gleicher Gestaltung, während die Eckachsen zur August-Bebel-Straße leicht vortreten und durch Diamatsteine abgesetzt sind. Zur August-Bebel-Straße ein repräsentatives dreiachsiges, durch Pilaster und Gesimse zusammengefasstes Kompartiment, seitlich rechts davon eine vor die Fassade gesetzte viergeschossige gusseiserne Veranda. Die Hausflure mit Holzpaneelen und Stuckdekor. In beiden Häusern befanden sich ursprünglich zwei Wohnungen in jedem Geschoss, darunter in Nummer 22 zur August-Bebel-Straße jeweils eine äußerst repräsentative mit Salon. Aus den Jahren 1910 und 1914 stammen die rückseitigen Küchenaustritte. 1939 erfolgte eine Veränderung der Geschossgrundrisse in Nummer 22 durch eine Aufteilung in nunmehr drei Wohnungen. Nach einer Zerstörung des dritten Obergeschosses und des Daches von Nummer 22 durch eine Brandbombe im Dezember 1943 fand ab 1947 ein vereinfachter Wiederaufbau statt. Bis zu seiner Verhaftung und Hinrichtung 1945 lebte in Nummer 20 der Widerstandskämpfer Alfred Kästner. LfD/1998 (vgl. Denkmaltopographie Stadt Leipzig) | 09295228 |
|                                         | Mietshaus in geschlossener Bebauung, mit Vorgarten | Alfred-Kästner-Straße 22 (Karte)                                | 1896–1897 (Mietshaus)                                                                                     | prächtige Klinker-Putz-Fassade, durch Erker und gusseiserne Veranda betont, im Stil des Historismus, baugeschichtlich von Bedeutung Denkmaltext Nummer 20 und Nummer 22: Zwei stattliche Mietshäuser, davon Nummer 22 in repräsentativer Ecklage zur August-Bebel-Straße, die 1896–1897 nach Plänen des Architekten Paul Richter für den Schlossermeister Theodor Bergk errichtet wurden. Die reichgestalteten Klinkerfassaden mit Stuckdekor in Formen der italienischen Renaissance, mit Dreiecks- und Rundgiebeln über den Obergeschossfenstern und Stuckornamentik in Form von Masken, Engelsköpfchen und Blüten sowie einem von Konsolen getragenen Hauptgesims. In den durch eine abgekantete Putznutung gestalteten Erdgeschossen sind zwei von Säulen flankierte Eingänge mit Sprenggiebeln eingelassen. Die Fassade von Nummer 20 symmetrisch gestaltet durch zwei mittlere in den Obergeschossen verputzten Achsen mit Pilastergliederung über dem Eingang, die von einem Dreiecksgiebel bekrönt werden. Bei Nummer 22 stattdessen ein seitlich links von der Eingangsachse versetzter zweiachsiger Erker von gleicher Gestaltung, während die Eckachsen zur August-Bebel-Straße leicht vortreten und durch Diamatsteine abgesetzt sind. Zur August-Bebel-Straße ein repräsentatives dreiachsiges, durch Pilaster und Gesimse zusammengefasstes Kompartiment, seitlich rechts davon eine vor die Fassade gesetzte viergeschossige gusseiserne Veranda. Die Hausflure mit Holzpaneelen und Stuckdekor. In beiden Häusern befanden sich ursprünglich zwei Wohnungen in jedem Geschoss, darunter in Nummer 22 zur August-Bebel-Straße jeweils eine äußerst repräsentative mit Salon. Aus den Jahren 1910 und 1914 stammen die rückseitigen Küchenaustritte. 1939 erfolgte eine Veränderung der Geschossgrundrisse in Nummer 22 durch eine Aufteilung in nunmehr drei Wohnungen. Nach einer Zerstörung des dritten Obergeschosses und des Daches von Nummer 22 durch eine Brandbombe im Dezember 1943 fand ab 1947 ein vereinfachter Wiederaufbau statt. Bis zu seiner Verhaftung und Hinrichtung 1945 lebte in Nummer 20 der Widerstandskämpfer Alfred Kästner. LfD/1998 (vgl. Denkmaltopographie Stadt Leipzig) | 09295195 |
|                                         | Mietshaus in halboffener Bebauung, mit Vorgarten | Alfred-Kästner-Straße 22b (Karte)                               | 1898–1899 (Mietshaus)                                                                                     | stattliche Klinker-Putz-Fassade, Betonung durch Eckrisalit mit Drillingsfenstern, im Stil des Historismus, baugeschichtlich von Bedeutung Denkmaltext Das repräsentative viergeschossige Eckgebäude im italienischen Palazzistil wurde 1898–1899 durch das Baugeschäft Schutz und Placke errichtet. Zu beiden Straßenfronten breitgelagerte Klinkerfassaden mit Stuck- und Ziegelgliederungen, das Erdgeschoss verputzt mit vorstehender horizontaler Streifung. Zur Straßenecke ein Eckrisalit mit Drillingsfenstern und Doppelfenstern mit zwischenliegenden Nischen, darüber ein steiler Mansarddachaufsatz mit stehenden Fenstern, wodurch das Gebäude mit den ähnliche Dachformen aufweisenden Nachbarhäusern an der August-Bebel-Straße eine reizvolle städtebauliche Einheit bildet. Zur August-Bebel-Straße hin an den Eckrisaliten angrenzend und auf einem gemauerten eingeschossigen Vorbau eine dreigeschossige gusseiserne Veranda, davor befindet sich ein Vorgarten mit schmiedeeiserner Einfriedung. Die Geschosse beinhalten jeweils zwei Wohnungen, die größere zur August-Bebel-Straße gelegene war mit Salon und Bad ausgestattet. In den Jahren 1909–1910 erhielten die Wohnungen rückseitig Küchenaustritte. LfD/1998 (vgl. Denkmaltopographie Stadt Leipzig) | 09295194 |
|                                         | Mietshaus in geschlossener Bebauung | Alfred-Kästner-Straße 28c (Karte)                               | um 1895 (Mietshaus)                                                                                       | mit Tordurchfahrt, ehemals mit Laden, klassisch gegliederte historistische Putzfassade, baugeschichtlich von Bedeutung | 09294975 |
|                                         | Mietshaus in geschlossener Bebauung | Alfred-Kästner-Straße 31 (Karte)                                | 1876 (Mietshaus)                                                                                          | Putzfassade mit reicher Stuckdekoration, im Stil des Historismus, baugeschichtlich von Bedeutung Denkmaltext Stattliches fünfgeschossiges Mietshaus, das 1876 nach Plänen des Architekten Hugo Franz für den Bauunternehmer Wilhelm Richter errichtet wurde. Die das erste und zweite Obergeschoss zusammenfassende Vertikalgliederung gibt der Putzfassade einen repräsentativen Charakter. Das Erdgeschoss ursprünglich mit Nutung, die Obergeschosse mit reichem und außergewöhnlich fein gearbeitetem Stuckdekor, Wappen mit Stäben und fliegenden Bändern an den Fensterbrüstungen, von Blattranken umwundene Stäbe auf den Vertikalgliederungen sowie Frauen- und Satyrmasken unter den Fensterverdachungen. LfD/1998 (vgl. Denkmaltopographie Stadt Leipzig) | 09295086 |
|                                         | Mietshaus in geschlossener Bebauung | Alfred-Kästner-Straße 33 (Karte)                                | 1876–1877 (Mietshaus)                                                                                     | mit Tordurchfahrt, ehemals mit Laden, mittenbetonte historistische Putzfassade noch von klassizistischer Wirkung, baugeschichtlich von Bedeutung Denkmaltext 1876–1877 durch den Bauunternehmer Gottlob Carl Wilhelm Deutschbein erbautes viergeschossiges Mietshaus. Putzfassade mit Gliederungen und vierachsigem, eine zentrale Tordurchfahrt beinhaltendem leicht vorstehendem Mittelrisalit. Das Erdgeschoss und der Mittelrisalit mit Nutung, die Fensterverdachungen der mittleren Achsen auf zarten Konsolen aufliegend. Im Dachbereich vier jeweils auf zwei Gebäudeachsen bezogene Dachhäuser, durch die zwei Wohnungen belichtet werden, ebenso viele, wie auch die anderen Geschosse aufweisen. Der Ladeneinbau im Erdgeschoss datiert von 1902. Im Hof befand sich bis zur Kriegszerstörung ein zweigeschossiges Hintergebäude mit Tischlerwerkstätten. | 09295085 |
|                                         | Mietshaus in geschlossener Bebauung | Alfred-Kästner-Straße 34 (Karte)                                | 1888 (Mietshaus)                                                                                          | mit Läden, Eckbetonung durch Abschrägung und flache Balkons, repräsentative Putzfassade, im Stil des Historismus, baugeschichtlich von Bedeutung Denkmaltext Das fünfgeschossige Eckhaus entstand 1888 nach Plänen des als Bauherr verantwortlichen Architekten Otto Pönitz. Putzbau mit Stuckgliederungen, die Fenster des ersten und zweiten Obergeschosses im Wechsel mit geraden Verdachungen und Dreiecksgiebeln, die von feingliedrigen Konsolen getragen werden. Die abgefaste Ecke mit den beiden sie flankierenden Achsen leicht vortretend, wie auch an beiden Straßenfronten die Seitenrisalite. Der Hausflur weist eine Pilastergliederung und ein Kreuzgratgewölbe auf. Pro Geschoss drei Wohnungen, davon eine mit Ecksalon. Die drei rechten Achsen des vierten Obergeschosses an der Front zur Alfred-Kästner-Straße wurden 1947 nach Kriegszerstörung vereinfacht wiedererrichtet. LfD/1998 (vgl. Denkmaltopographie Stadt Leipzig) | 09295193 |
|                                         | Mietshaus in geschlossener Bebauung | Alfred-Kästner-Straße 35 (Karte)                                | 1875 (Mietshaus)                                                                                          | reich dekorierte historistische Putzfassade noch von klassizistischer Wirkung, baugeschichtlich von Bedeutung Denkmaltext Bei dem viergeschossigen, 1875 durch den Zimmerer Hermann Winkler für den Maler Carl Hüper errichteten Mietshaus handelt es sich um das erste fertiggestellte Gebäude in der im selben Jahr angelegten Alfred-Kästner-Straße. Die Putzfassade mit kleinteiligem Stuckdekor, dabei die von Konsolen getragenen Verdachungen der mittleren und äußeren Fenster mit Akroterien, während sich darunter ornamental dekorierte Stuckfelder befinden. Über dem von ebenso zarten Konsolen getragenen Hauptgesims vier auf jeweils zwei Fensterachsen bezogene Dachhäuser. Das Erdgeschoss ursprünglich mit Nutung. Das Dachgeschoss enthält wie auch die anderen Geschosse zwei Wohnungen. LfD/1998 (vgl. Denkmaltopographie Stadt Leipzig) | 09295084 |
|                                         | Mietshaus in geschlossener Bebauung | Alfred-Kästner-Straße 36 (Karte)                                | um 1885 (Mietshaus)                                                                                       | klassisch gegliederte historistische Putzfassade, baugeschichtlich von Bedeutung | 09299174 |
|                                         | Mietshaus in geschlossener Bebauung | Alfred-Kästner-Straße 38 (Karte)                                | 1878–1879 (Mietshaus)                                                                                     | mit Tordurchfahrt, repräsentetativ gestaltete Putzfassade, im Stil des Historismus, baugeschichtlich von Bedeutung Denkmaltext 1878 nach Plänen der Architekten Blankenburg und Lohausen für den Bauunternehmer Heinrich Voigt erbautes fünfgeschossiges Mietshaus. Putzfassade mit einfachen Stuckgliederungen und zwei leicht vortretenden Seitenrisaliten, die über einem kräftigen Konsolgesims mit zwei segmentbogigen Giebeln abschließen. In den Giebeln und zwischen den Fensterachsen der Seitenrisalite feinteilige Stuckarbeiten. Das Erdgeschoss und das erste Obergeschoss werden durch eine kräftige Nutung zu einer Zone zusammengefasst, die Erdgeschossfenster wie auch die Tordurchfahrt sind dabei rundbogig gestaltet. Das vierte Obergeschoss mit Pilastergliederung. LfD/1998 (vgl. Denkmaltopographie Stadt Leipzig) | 09295192 |
| Direkt Bild zu diesem Denkmal hochladen | Mietshaus in halboffener Bebauung | Alfred-Kästner-Straße 39 (Karte)                                | 1879 (Mietshaus)                                                                                          | mit Tordurchfahrt, klassisch gegliederte historistische Putzfassade, baugeschichtlich von Bedeutung Denkmaltext 1879 für Gotthardt und Maria Henriette Reichardt erbautes fünfgeschossiges Mietshaus. Putzbau mit zwei Seitenrisaliten. Der sparsam eingesetzte Stuckdekor an den Risaliten mit einer Pilastergliederung am ersten und Dreiecksgiebeln am zweiten Obergeschoss, die durchlaufenden Gurtgesimse und das abschließende von Konsolen getragene Hauptgesims geben der Fassade eine streng wirkende Gestaltung. Die Tordurchfahrt mit Holzpaneel, Wandmalerei und Stuckdecke, das Treppenhaus mit Stuckmedaillons. Die Geschosse enthalten jeweils zwei Wohnungen im Korridortypus. Im Hof ein viergeschossiges Hintergebäude mit Wohnungen und ehemals zwei Pferdeställen im Erdgeschoss sowie ein dreigeschossiges linkes Seitengebäude, das ursprünglich Wagenremisen, Heu- und Trockenböden enthielt. LfD/1998 (vgl. Denkmaltopographie Stadt Leipzig) | 09295083 |
|                                         | Mietshaus in geschlossener Bebauung | Alfred-Kästner-Straße 40 (Karte)                                | bezeichnet 1875 (Mietshaus)                                                                               | symmetrisch gestaltete Putzfassade, im Stil des Historismus, baugeschichtlich von Bedeutung Denkmaltext Bei dem viergeschossigen Mietshaus aus dem Jahr 1875 handelt es sich um das erste Gebäude der erst im selben Jahr angelegten Straße. Bauherr war Friedrich August Neumann, von dem vermutlich auch die Pläne stammen. Putzbau mit zwei leicht vortretenden Seitenrisaliten, durchlaufenden Gesimsen und einfacher Stuckgliederung. Die Fensterbrüstungen der Seitenrisalite weisen feingliedrige florale Stuckdekorationen auf. Über dem von Konsolen getragenen Hauptgesims fünf auf die Fensterachsen bezogene Dachhäuser. Der Hausflur mit Stuckdekoration und dekorativer Malerei. LfD/1998 (vgl. Denkmaltopographie Stadt Leipzig) | 09295191 |
|                                         | Mietshaus in geschlossener Bebauung | Alfred-Kästner-Straße 41 (Karte)                                | 1885 (Mietshaus)                                                                                          | mit Tordurchfahrt, historistische Klinkerfassade, baugeschichtlich von Bedeutung Denkmaltext Das fünfgeschossige Mietshaus entstand 1885 nach Plänen des Architekten Richard Hagemann für den Tischlermeister Hermann Müller. Durch Stuckgliederungen, Putzflächen und kräftige Gesimse abwechslungsreich gestaltete Klinkerfassade mit Fenstern in einfacher Reihung, dabei zwischen den Fensterachsen des Erd- und ersten Obergeschosses vorstehende Putz- bzw. Ziegelpfen als Vertikalgliederungen. Die Tordurchfahrt mit Holzpaneel und Stuckdecke, die Geschosse enthalten jeweils zwei Wohnungen. Im Hof ein viergeschossiges Hinterhaus mit Wohnungen, das im Erdgeschoss gewölbte Räume mit Tischlerwerkstatt und Niederlage enthielt, die nach dem Tod Hermann Müllers 1904 zu Wohnungen umgebaut wurden. LfD/1998 (vgl. Denkmaltopographie Stadt Leipzig) | 09295082 |
|                                         | Mietshaus in geschlossener Bebauung | Alfred-Kästner-Straße 43 (Karte)                                | 1885 (Mietshaus)                                                                                          | mit Tordurchfahrt, mehrfarbige historisierende Klinkerfassade, baugeschichtlich von Bedeutung Denkmaltext 1885 durch den auch als Bauherr fungierenden Maurermeister Otto Enke errichtetes fünfgeschossiges Mietshaus. Die Fassade mit dekorativem Klinkermuster, Sandsteingesimsen und, am zweiten und dritten Obergeschoss, mit Putzrahmungen der Fenster. Das Erdgeschoss verputzt und genutet. Der Hausflur mit Pilastergliederungen und ausgemaltem segmentbogigem Gewölbe, das Treppenhaus mit Wand- und Deckenmalereien. Das viergeschossige Hintergebäude mit Wohnungen, während die Kellerräume zeitweise gewerblich genutzt wurden. LfD/1998 (vgl. Denkmaltopographie Stadt Leipzig) | 09295081 |
|                                         | Gefängnis | Alfred-Kästner-Straße 45; 47; 49 (Karte)                        | 1906 (Gefängnis)                                                                                          | markant gestaltete Putzfassade mit Sandsteingliederungen, im Stil des Historismus, angebaut an das ehemalige Landgerichtsgebäude (siehe auch Bernhard-Göring-Straße 64 und Arndtstraße 48), ortsgeschichtlich und baugeschichtlich von Bedeutung Denkmaltext Ehemaliges Königliches Landgericht, errichtet 1906 zusammen mit einem rückwärtig angrenzenden Untersuchungsgefängnis (heute Justizvollzugsanstalt Leipzig) nach Plänen des Architekten Theodor Kösser. Der ursprünglich dreigeschossige, in Formen der deutschen Renaissance um zwei Innenhöfe errichtete Vierflügelbau verputzt mit Sandsteingliederungen, die hohe Sockelzone und die Gebäudekanten bossiert. Die Hauptfront zur Bernhard-Göring-Straße wird durch einen breiten Mittelrisaliten mit Balkonvorbau auf zwei mächtigen romanisierenden Säulen und einem dreibogigen Eingang sowie durch polygonale Erker an den Gebäudekanten akzentuiert. Weitere breite Risalite an den Seitenfronten. Die Fensteröffnungen als zwei- bis dreigeteilte Kreuzstockfenster mit Sandsteinfaschen, die mit ihren teilweise als Vorhangbögen ausgebildeten Abschlüssen in einer landschaftsgebundenen Tradition stehen. Der heutige blockhafte Eindruck des Gerichtsgebäudes wird weitgehend durch den massiven Wiederaufbau des kriegszerstörten Dachgeschosses verursacht, ursprünglich war die Dachlandschaft lebendiger gestaltet durch hohe Renaissancegiebel über den Risaliten und den Rücklagen sowie einen oktogonalen Eckturm mit geschweifter schiefer- und kupfergedeckter Haube an der Ecke zur Alfred-Kästner-Straße. Der Eingang wird flankiert von zwei Flachreliefs mit Veritas und Justitia symbolisierenden Gewandfiguren. Im Inneren ein als Säulenhalle gestaltetes Vestibül mit durch eine Holzbalustrade abeteiltem Oberlicht, zwei Treppenhäuser und kreuzgratgewölbte Korridore. Die Treppenhausfenster mit farbiger Bleiverglasung. Westlich anschließend an das Landgericht die Strafvollzugsanstalt. Hinter einer bossierten Mauer mit geschwungenem Portal an der Arndtstraße die Hauptfront des drei Innenhöfe einfassenden Gefängnisgebäudes als viergeschossige, wie das Gericht in Renaissanceformen gehaltene Putzfassade mit Sandsteingliederungen sowie bossierten Sockeln und Gebäudekanten. Westlich anschließend in der Flucht der Mauer ein vorgelegter Gebäudetrakt mit polygonalem Eckerker. Die rückliegende Hauptfront besitzt einen breiten, asymmetrisch von der Mittelachse nach rechts verschobenen Risaliten mit hohem dreibahnigen Treppenhausfenster und geschweiftem Giebel. Beidseitig davon die Fassaden in hochformatigen geschossübergreifenden Fensterflächen aufgelöst und das Dachgeschoss mit einer Abfolge kleiner geschwungener Giebel ausgebaut. Der rückwärtige Gefängnistrakt zur Alfred-Kästner-Straße hingegen schlichter mit bossierter Sockelzone, zwei Seitenrisaliten, Erkern und einem kleinen Balkon. Zwischen beiden Gebäudetrakten ein Verbindungsflügel mit zentraler Kuppel und einem quer anschließenden Trakt. Mit Alfred-Kästner-Straße 45, 47 und 49 sowie Arndtstraße 48 und 50. LfD/1998 (vgl. Denkmaltopographie Stadt Leipzig) | 09295080 |
|                                         | Mietshaus in geschlossener Bebauung | Alfred-Kästner-Straße 48 (Karte)                                | 1887 (Mietshaus)                                                                                          | mit Tordurchfahrt, reich gestaltete Putzfassade, im Stil des Historismus, baugeschichtlich von Bedeutung Denkmaltext Das fünfgeschossige Mietshaus entstand 1887 nach Plänen des Architekturbüros Bock und Conrad für Chr. Wilhelm Schmalstich. Durch Gesimse stark horizontal gegliederte Putzfassade mit zwei leicht vorstehenden Seitenrisaliten und Stuckgliederungen in Form von Fensterverdachungen auf Konsolen sowie Dreiecks- und Rundgiebeln mit Frauenmasken an den Seitenrisaliten. Das Erdgeschoss mit Putzquaderung und das mit einer feineren Putznutung versehene erste Obergeschoss bilden zusammen eine optische Einheit, in die bis zum zweiten Obergeschoss auch die Seitenrisalite durch eine Eckquaderung einbezogen sind. LfD/1998 (vgl. Denkmaltopographie Stadt Leipzig) | 09295189 |
|                                         | Mietshaus (Nr. 50) in geschlossener Bebauung und ehemaliges Lagergebäude (Nr. 50a) im Hof sowie mit rückseitigem Schlosserei-Gebäude und Esse | Alfred-Kästner-Straße 50; 50a (Karte)                           | 1888–1889 (Mietshaus), 1908 (Schlosserei u. Lagergeb.)                                                    | Vorderhaus mit Tordurchfahrt, reich gegliederte Putzfassade, im Stil des Historismus, baugeschichtlich von Bedeutung | 09295188 |
| Direkt Bild zu diesem Denkmal hochladen | Gerichtsgebäude (Anschrift: Bernhard-Göring-Straße 64, Alfred-Kästner-Straße 51 und Arndtstraße 50) | Alfred-Kästner-Straße 51 (Karte)                                | 1906 (Gericht)                                                                                            | Vierflügelbau mit Zwischentrakt um zwei Innenhöfe, repräsentative Werkstein-Putz-Fassade, Eckerker, wuchtiges Eingangsportal, vorderer Teil Gerichtsgebäude, hinterer Teile ehemals Strafanstalt (siehe Arndtstraße 48 und Alfred-Kästner Straße 45-49), im Stil des Historismus, Architekt: Theodor Kösser, ortsgeschichtlich, sozialgeschichtlich, künstlerisch und baugeschichtlich von Bedeutung Denkmaltext Ehemaliges Königliches Landgericht, errichtet 1906 zusammen mit einem rückwärtig angrenzenden Untersuchungsgefängnis (heute Justizvollzugsanstalt Leipzig) nach Plänen des Architekten Theodor Kösser. Der ursprünglich dreigeschossige, in Formen der deutschen Renaissance um zwei Innenhöfe errichtete Vierflügelbau verputzt mit Sandsteingliederungen, die hohe Sockelzone und die Gebäudekanten bossiert. Die Hauptfront zur Bernhard-Göring-Straße wird durch einen breiten Mittelrisaliten mit Balkonvorbau auf zwei mächtigen romanisierenden Säulen und einem dreibogigen Eingang sowie durch polygonale Erker an den Gebäudekanten akzentuiert. Weitere breite Risalite an den Seitenfronten. Die Fensteröffnungen als zwei- bis dreigeteilte Kreuzstockfenster mit Sandsteinfaschen, die mit ihren teilweise als Vorhangbögen ausgebildeten Abschlüssen in einer landschaftsgebundenen Tradition stehen. Der heutige blockhafte Eindruck des Gerichtsgebäudes wird weitgehend durch den massiven Wiederaufbau des kriegszerstörten Dachgeschosses verursacht, ursprünglich war die Dachlandschaft lebendiger gestaltet durch hohe Renaissancegiebel über den Risaliten und den Rücklagen sowie einen oktogonalen Eckturm mit geschweifter schiefer- und kupfergedeckter Haube an der Ecke zur Alfred-Kästner-Straße. Der Eingang wird flankiert von zwei Flachreliefs mit Veritas und Justitia symbolisierenden Gewandfiguren. Im Inneren ein als Säulenhalle gestaltetes Vestibül mit durch eine Holzbalustrade abeteiltem Oberlicht, zwei Treppenhäuser und kreuzgratgewölbte Korridore. Die Treppenhausfenster mit farbiger Bleiverglasung. Westlich anschließend an das Landgericht die Strafvollzugsanstalt. Hinter einer bossierten Mauer mit geschwungenem Portal an der Arndtstraße die Hauptfront des drei Innenhöfe einfassenden Gefängnisgebäudes als viergeschossige, wie das Gericht in Renaissanceformen gehaltene Putzfassade mit Sandsteingliederungen sowie bossierten Sockeln und Gebäudekanten. Westlich anschließend in der Flucht der Mauer ein vorgelegter Gebäudetrakt mit polygonalem Eckerker. Die rückliegende Hauptfront besitzt einen breiten, asymmetrisch von der Mittelachse nach rechts verschobenen Risaliten mit hohem dreibahnigen Treppenhausfenster und geschweiftem Giebel. Beidseitig davon die Fassaden in hochformatigen geschossübergreifenden Fensterflächen aufgelöst und das Dachgeschoss mit einer Abfolge kleiner geschwungener Giebel ausgebaut. Der rückwärtige Gefängnistrakt zur Alfred-Kästner-Straße hingegen schlichter mit bossierter Sockelzone, zwei Seitenrisaliten, Erkern und einem kleinen Balkon. Zwischen beiden Gebäudetrakten ein Verbindungsflügel mit zentraler Kuppel und einem quer anschließenden Trakt. Mit Alfred-Kästner-Straße 45, 47 und 49 sowie Arndtstraße 48 und 50. LfD/1998 (vgl. Denkmaltopographie Stadt Leipzig) | 09295645 |
|                                         | Mietshaus in geschlossener Bebauung | Alfred-Kästner-Straße 52 (Karte)                                | 1897–1898 (Mietshaus)                                                                                     | mit Tordurchfahrt, einfach gestaltete historisierende Putzfassade, prächtiges Eingangsportal, baugeschichtlich von Bedeutung | 09299203 |
|                                         | Mietshaus in geschlossener Bebauung | Alfred-Kästner-Straße 57 (Karte)                                | 1896 (Mietshaus)                                                                                          | schlichte historistische Putzfassade, Hausflur und Treppenhaus mit wertvoller Ausmalung, baugeschichtlich von Bedeutung Denkmaltext Nummer 57 und Nummer 59: Bereits 1889 war auf dem Hintergelände der vier Parzellen Alfred-Kästner-Straße 57-63 das Fabrikgebäude der 1874 gegründeten Baubeschlägefabrik und Kunstgießerei Grunert und Lehmann erbaut worden (Arthur-Hoffmann-Straße 77). In der Folgezeit entstanden für Grunert und Lehmann auf den vorgelagerten Parzellen drei fünfgeschossige Mietshäuser nach Plänen des Architekten Max Werner, Alfred-Kästner-Straße Nummer 57 1896, Nummer 59 1898–1899 und Nummer 61 um 1900. Nach weitgehender Glättung sind von der Gestaltung der Putzfassaden nur noch die Gesimse und die Fensterverdachungen übriggeblieben. Doch sind in den Hausfluren und Treppenhäusern von Nummer 57 und 59 die Wand- und Deckenmalereien aus der Zeit um 1930 bemerkenswert, Blumenmotive sowie See- und Flusslandschaften zeigende Medaillons. LfD/1998 (vgl. Denkmaltopographie Stadt Leipzig) | 09295079 |
|                                         | Mietshaus in geschlossener Bebauung | Alfred-Kästner-Straße 59 (Karte)                                | 1898–1899 (Mietshaus)                                                                                     | schlichte historistische Putzfassade, Hausflur und Treppenhaus mit wertvoller Ausmalung, baugeschichtlich von Bedeutung Denkmaltext Nummer 57 und Nummer 59: Bereits 1889 war auf dem Hintergelände der vier Parzellen Alfred-Kästner-Straße 57-63 das Fabrikgebäude der 1874 gegründeten Baubeschlägefabrik und Kunstgießerei Grunert und Lehmann erbaut worden (Arthur-Hoffmann-Straße 77). In der Folgezeit entstanden für Grunert und Lehmann auf den vorgelagerten Parzellen drei fünfgeschossige Mietshäuser nach Plänen des Architekten Max Werner, Alfred-Kästner-Straße Nummer 57 1896, Nummer 59 1898–1899 und Nummer 61 um 1900. Nach weitgehender Glättung sind von der Gestaltung der Putzfassaden nur noch die Gesimse und die Fensterverdachungen übriggeblieben. Doch sind in den Hausfluren und Treppenhäusern von Nummer 57 und 59 die Wand- und Deckenmalereien aus der Zeit um 1930 bemerkenswert, Blumenmotive sowie See- und Flusslandschaften zeigende Medaillons. LfD/1998 (vgl. Denkmaltopographie Stadt Leipzig) | 09295078 |
|                                         | Fabrikgebäude, heute Wohnhaus (mit zwei Hausnummern) | Alfred-Kästner-Straße 63; 65 (Karte)                            | 1952 (Fabrik)                                                                                             | langgestreckter dreigeschossiger Stahlskelettbau längs der Straße, Fassade mit Klinkerverbindern und mit verglaster Front in der Erdgeschosszone, alte Krahnbahnhalle einer ehemaligen Maschinenfabrik, im Stil der Moderne, baugeschichtlich und technikgeschichtlich von Bedeutung | 09295077 |
|                                         | Mietshaus in ehemals geschlossener Bebauung | Alfred-Kästner-Straße 68 (Karte)                                | 1894 (Mietshaus)                                                                                          | reich dekorierte Klinkerfassade, im Stil des Historismus, baugeschichtlich von Bedeutung Denkmaltext 1894 durch die Baufirma Ohme & Bechert errichtetes viergeschossiges Mietshaus mit Seitenflügel. Das Souterrain weist eine Putzquaderung auf, das Erdgeschoss eine Putznutung, die Obergeschosse sind klinkerverkleidet und besitzen Stuckgliederungen. Beidseitig werden die zwei äußeren Fensterachsen durch Fensterbänke, Verdachungen und überfangende Bögen zusammengefasst und durch Stuckdekor in Form von Masken und in den Überfangbögen sitzenden Muscheln hervorgehoben. Die Geschosse weisen jeweils zwei Wohnungen auf. Das recht hohe Souterrain war gewerblich genutzt, hier befanden sich ein Arbeitsraum und ein Kontor. LfD/1998 (vgl. Denkmaltopographie Stadt Leipzig) | 09295186 |
|                                         | Mietshaus in ehemals geschlossener Bebauung | Alfred-Kästner-Straße 72 (Karte)                                | 1894–1896 (Mietshaus)                                                                                     | reich dekorierte Klinkerfassade, im Stil des Historismus, baugeschichtlich von Bedeutung. Denkmaltext: Nachdem 1894 nach Plänen des Architekten Guido Schorler mit dem Bau begonnen und das Kellergeschoss vollendet wurde, erfolgte die Fertigstellung in den Jahren den Jahren 1895–1896. Unter weitgehender Beibehaltung der Grundrisspläne Schorlers entwarf der Bauunternehmer und Zimmermeister Karl Göldner als neuer Bauherr statt der ursprünglich vorgesehenen Putzfassade wie bei Nummer 74 eine fünfgeschossige Klinkerfassade mit genutetem Erdgeschoss und Stuckgliederungen. Unterhalb des das vierte Obergeschoss absetzenden Gesimses mit Rosettenfries werden zu beiden Seiten die zwei äußeren Achsen mit Rund- und Dreiecksgiebeln zusammengefasst, in denen Wappenschilder haltende Putti, Blattwerkdekor oder Frauenmasken zu sehen sind. Die Fenster der drei mittleren Achsen mit geraden, von Konsolen getragenen Verdachungen. LfD/1998 (vgl. Denkmaltopographie Stadt Leipzig) | 09295185 |
|                                         | Mietshaus in geschlossener Bebauung, mit zwei Hintergebäuden im Hof | Alfred-Kästner-Straße 74 (Karte)                                | 1893–1894, bezeichnet 1893 (Mietshaus)                                                                    | mit Tordurchfahrt, reich gestaltete Putzfassade, im Stil des Historismus, baugeschichtlich von Bedeutung Denkmaltext Das fünfgeschossige Mietshaus entstand 1893–1894 nach Plänen des auch als Bauherr verantwortlich zeichnenden Architekten Guido Schorler. Putzfassade mit Gliederungen, das Erdgeschoss mit einer Nutung. Die vier mittleren Fensterachsen sind paarweise zusammengefasst, in den Obergeschossen sind die Fensterpaare jeweils mit einer Mittelsäule versehen. In den seitlichen Rahnmungen der Fenster des ersten bis dritten Obergeschosses horizontal gestellte Putzquader. Nach Kriegszerstörungen wurde das oberste Geschoss notdürftig durch eine Ziegelausmauerung wiederhergestellt und ist seitdem nur zur Hälfte bewohnbar. Die erhaltene Hofbebauung besteht aus einem zweigeschossigen, zeitgleich mit dem Vorderhaus als Waschanstalt und darüberliegender Wohnung errichtetem Seitengebäude und einem 1900 als Geschäft für die Flaschenbierhandlung Emil Rödiger erbautem eingeschossigem Hintergebäude. LfD/1998 (vgl. Denkmaltopographie Stadt Leipzig) | 09295184 |
| Weitere Bilder                          | Fabrikgebäude, später Wohnheim, heute Wohnhaus in offener Bebauung und in Ecklage | Alfred-Kästner-Straße 75 (Karte)                                | im Kern 1908–1909, Stoffhandschuhfabrik (Wohnhaus), 1934–1935, bezeichnet 1934, Umbau Wohnheim (Wohnhaus) | frei stehendes, zum Wohnheim umgebautes Fabrikgebäude, Eckbetonung durch Eckabschrägung und Bauplastik im Art-Déco-Stil, einfache Putzfassade, technikgeschichtlich, sozialgeschichtlich und baugeschichtlich von Bedeutung | 09295076 |
| Weitere Bilder                          | Mietshaus in geschlossener Bebauung (bauliche Einheit mit Nr. 78) | Alfred-Kästner-Straße 76 (Karte)                                | 1890–1891 (Mietshaus)                                                                                     | mit Tordurchfahrt, prächtig dekorierte Putzfassade, im Stil des Historismus, baugeschichtlich von Bedeutung Denkmaltext Nummer 76 und Nummer 78: Die beiden fünfgeschossigen, zusammen eine breitgelagerte fünfzehnachsige Straßenfront bildenden Mietshäuser wurden nach Plänen des Architekten Paul Richter für den Speditionsunternehmer Friedrich Maximilian Schleussing errichtet. Zunächst entstand 1889–1890 Nummer 78 als Putzbau mit reichhaltigen Stuckgliederungen und betonter Mittelachse, dann wurde 1890–1891 Nummer 76 angebaut. Die Erdgeschosse mit Nutung, die Fenster des ersten und zweiten Obergeschosses besitzen als Verdachungen gestelzte Rund- und spitzwinklige Dreieckgiebel, in denen Kinderköpfe vor Muschelkalotten und Kugeln auf Girlanden sitzen. Bei Nummer 78 wird die mittlere Achse durch eine Einrahmung von übereinander angeordneten und in korinthischen Kapitellen abschließenden Putzfeldern sowie durch einen Dachaufsatz mit Dreiecksgiebel und angedeuteten Voluten betont. Demgegenüber ist bei Nummer 76 eine Betonung der jeweils zwei seitlichen Achsen bemerkbar, durch die paarweise Zusammenstellung der Fensterachsen und ihr Überfangen mit breiten Rund- oder Dreiecksgiebeln im Bereich des ersten und zweiten Obergeschosses. Die durchlaufenden Gesimse, insbesondere das ausladendere von Konsolen getragene Kopfgesims vermitteln einen einheitlichen Eindruck der gesamten Front, gleichwohl die unterschiedliche Fassadengestaltung wie auch die Tordurchfahrt in Nummer 76 deutlich macht, dass Nummer 76 als Anbau des Hauptgebäudes Nummer 78 zu verstehen ist. Der vornehmere Charakter von Nummer 78 äußert sich auch in der Größe der Wohnungen. Während hier jedes Geschoss von nur einer Großwohnung eingenommen wird, sind in den Obergeschossen des Nachbargebäudes jeweils zwei Wohnungen vorhanden. Im gemeinsamen Hof befanden sich die Lagergebäude, die Pferdeställe, die Remisen und eine Stellmacherwerkstatt für Schleussings Speditionsgeschäft. 1934–1935 wurden die Hofgebäude durch Garagen und Autoreparaturwerkstätten ersetzt. LfD/1998 (vgl. Denkmaltopographie Stadt Leipzig) | 09295183 |
|                                         | Mietshaus in geschlossener Bebauung (bauliche Einheit mit Nr. 76) | Alfred-Kästner-Straße 78 (Karte)                                | 1889–1890 (Mietshaus)                                                                                     | prächtig dekorierte und mittenbetonte Putzfassade, im Stil des Historismus, baugeschichtlich von Bedeutung Denkmaltext Nummer 76 und Nummer 78: Die beiden fünfgeschossigen, zusammen eine breitgelagerte fünfzehnachsige Straßenfront bildenden Mietshäuser wurden nach Plänen des Architekten Paul Richter für den Speditionsunternehmer Friedrich Maximilian Schleussing errichtet. Zunächst entstand 1889–1890 Nummer 78 als Putzbau mit reichhaltigen Stuckgliederungen und betonter Mittelachse, dann wurde 1890–1891 Nummer 76 angebaut. Die Erdgeschosse mit Nutung, die Fenster des ersten und zweiten Obergeschosses besitzen als Verdachungen gestelzte Rund- und spitzwinklige Dreieckgiebel, in denen Kinderköpfe vor Muschelkalotten und Kugeln auf Girlanden sitzen. Bei Nummer 78 wird die mittlere Achse durch eine Einrahmung von übereinander angeordneten und in korinthischen Kapitellen abschließenden Putzfeldern sowie durch einen Dachaufsatz mit Dreiecksgiebel und angedeuteten Voluten betont. Demgegenüber ist bei Nummer 76 eine Betonung der jeweils zwei seitlichen Achsen bemerkbar, durch die paarweise Zusammenstellung der Fensterachsen und ihr Überfangen mit breiten Rund- oder Dreiecksgiebeln im Bereich des ersten und zweiten Obergeschosses. Die durchlaufenden Gesimse, insbesondere das ausladendere von Konsolen getragene Kopfgesims vermitteln einen einheitlichen Eindruck der gesamten Front, gleichwohl die unterschiedliche Fassadengestaltung wie auch die Tordurchfahrt in Nummer 76 deutlich macht, dass Nummer 76 als Anbau des Hauptgebäudes Nummer 78 zu verstehen ist. Der vornehmere Charakter von Nummer 78 äußert sich auch in der Größe der Wohnungen. Während hier jedes Geschoss von nur einer Großwohnung eingenommen wird, sind in den Obergeschossen des Nachbargebäudes jeweils zwei Wohnungen vorhanden. Im gemeinsamen Hof befanden sich die Lagergebäude, die Pferdeställe, die Remisen und eine Stellmacherwerkstatt für Schleussings Speditionsgeschäft. 1934–1935 wurden die Hofgebäude durch Garagen und Autoreparaturwerkstätten ersetzt. LfD/1998 (vgl. Denkmaltopographie Stadt Leipzig) | 09295182 |
|                                         | Mietshaus (Nr. 80) in geschlossener Bebauung und Fabrikgebäude (Nr. 80a) im Hof | Alfred-Kästner-Straße 80; 80a (Karte)                           | 1906–1907 (Mietshaus), 1906–1907 (Fabrikgebäude)                                                          | Vorderhaus mit Tordurchfahrt, einfache historisierende Putzfassade, baugeschichtlich von Bedeutung Denkmaltext Verhältnismäßig schlichtes viergeschossiges Mietshaus, das 1906–1907 nach Plänen des Architekten Franz Hannemann für den Töpfermeister Alfred Hasenpusch errichtet wurde. Putzfassade mit genutetem Erdgeschoss und einfachen Gliederungen. Das langgestreckte seitliche Fabrikgebäude im Hof entstand 1906–1907 für denselben Bauherrn nach Plänen des Architekten Otto Schmidt. LfD/1998 (vgl. Denkmaltopographie Stadt Leipzig) | 09295181 |
|                                         | Mietshaus (Nr. 82) in geschlossener Bebauung und Hinterhaus (Nr. 82a) im Hof | Alfred-Kästner-Straße 82; 82a (Karte)                           | 1903 (Mietshaus)                                                                                          | Vorderhaus mit Tordurchfahrt zum Hof mit dem Mittelwohngebäude, das ehemals dahinter liegende Lagerhaus abgebrochen, Vorderhaus mit reich dekorierter historistischer Klinkerfassade, baugeschichtlich von Bedeutung Denkmaltext 1903 nach Plänen des Architekten F. Otto Gerstenberger für den Maurermeister Friedrich Koppehl erbautes viergeschossiges Mietshaus. Das Erdgeschoss ursprünglich mit Putznutung, die Obergeschosse klinkerverkleidet mit einfachen Stuckgliederungen in geometrisierenden Jugendstilformen. Die beiden mittleren Achsen sind durch geschwungene Fensterverdachungen und ein mittig angeordnetes Dachhaus hervorgehoben. Die Erschließung des Treppenhauses erfolgt durch die Tordurchfahrt vom Hof aus. Zeitgleich entstand die aus dem zweigeschossigen Mittelwohngebäude und dem eingeschossigen hinteren Lagerhaus bestehende Hofbebauung. LfD/1998 (vgl. Denkmaltopographie Stadt Leipzig) | 09295180 |
|                                         | Mietshaus in geschlossener Bebauung | Alfred-Kästner-Straße 84 (Karte)                                | 1905–1906 (Mietshaus)                                                                                     | mit Tordurchfahrt, einfache historisierende Klinkerfassade, Fabrikgebäude im Hof abgebrochen, baugeschichtlich von Bedeutung | 09295179 |
|                                         | Mietshaus in geschlossener Bebauung und Hinterhaus im Hof | Alfred-Kästner-Straße 86 (Karte)                                | 1904–1905 (Mietshaus)                                                                                     | Vorderhaus mit Tordurchfahrt, historisierende Klinkerfassade, baugeschichtlich von Bedeutung Denkmaltext Viergeschossiges 1904–1905 nach Plänen des Architekten Richard Müller für den Fuhrwerksbesitzer Friedrich Hermann Richter erbautes Mietshaus. Klinkerfassade mit verputztem und genutetem Erdgeschoss und einfachen Stuckgliederungen. Unter den Fensterbänken des ersten Obergeschosses sowie der seitlichen und mittleren Achsen flache Stuckfelder mit Blütendekor. Mittig angeordnetes Dachhaus, der Dachausbau rechts davon von 1925. Im Hof ein zweigeschossiges Mittelgebäude mit Kontor, Niederlage, Laderampe und Kutscherwohnung für Richters Fuhrgeschäft. LfD/1998 (vgl. Denkmaltopographie Stadt Leipzig) | 09295178 |
| Weitere Bilder                          | Mietshaus in geschlossener Bebauung | Alfred-Kästner-Straße 88 (Karte)                                | 1903–1904 (Mietshaus)                                                                                     | Klinker-Putz-Fassade mit Jugendstildekor, baugeschichtlich von Bedeutung Denkmaltext Mit Nummer 90: Zwei 1903–1904 durch den Maurermeister Franz Schilling für die Bau- und Fuhrgeschäftsinhaberin Rosa Schilling errichtete viergeschossige Mietshäuser. Die Erdgeschosse verputzt mit segmentbogigen Fensterrahmungen, die Obergeschosse mit Klinkerverblendung. Die Fenstergewände an der etwas später fertiggestellten Nummer 88 mit stärker durchgebildeten Profilierungen. Beherrschendes Motiv der Fassaden sind die leicht vorstehenden verputzten Seitenrisalite mit jeweils drei gestaffelten Fenstern und Dreipaßgiebeln als oberen Abschlüssen. Insbesondere an den Risaliten finden sich bemerkenswerte flach aufgelegte Stuckdekorationen, bei Nummer 88 mehr figürlicher Art mit Masken und geflügelten Wesen, bei Nummer 90 eher floral und ornamental mit Blattwerk und von Kränzen umgebenen muschelartigen Motiven in den Dreipassgiebeln. Der zurückliegende Mittelteil mit breiten, durch aufgelegte Stuckbänder dekorierten Feldern unterhalb der Gurtgesimse, bei Nummer 90 das Erbauungsdatum beinhaltend. Nummer 88 besaß ursprünglich eine Tordurchfahrt ebenso wie Nummer 90, die 1905 bei einer Wohnungsvergrößerung beseitigt wurde. Ganz im Gegensatz zu den repräsentativen Fassaden stehen die Geschossgrundrisse. Die Erdgeschosse beider Häuser enthalten jeweils zwei, die Obergeschosse jeweils drei verhältnismäßig kleine Wohnungen. LfD/1998 (vgl. Denkmaltopographie Stadt Leipzig) | 09295177 |
| Weitere Bilder                          | Mietshaus in ehemals geschlossener Bebauung | Alfred-Kästner-Straße 90 (Karte)                                | bezeichnet 1903 (Mietshaus)                                                                               | mit Tordurchfahrt und mit Laden, Klinker-Putz-Fassade mit Jugendstildekor, baugeschichtlich von Bedeutung Denkmaltext s. Nummer 88 | 09295176 |
| Weitere Bilder                          | Ehemaliges Pförtnerhaus des Schlachthofes, heute Kindergarten | Altenburger Straße 3 (Karte)                                    | 1907 (Pförtnerhaus)                                                                                       | gelber Klinkerbau, siehe auch Kantstraße 69-73, ortsgeschichtlich und baugeschichtlich von Bedeutung | 09295660 |
|                                         | Mietshaus in ehemals halboffener Bebauung | Altenburger Straße 4 (Karte)                                    | 1912 (Mietshaus)                                                                                          | Putzfassade mit Erker, Reformstil-Architektur, baugeschichtlich von Bedeutung Denkmaltext Das viergeschossige Mietshaus entstand 1912 zusammen mit der kriegszerstörten, ehemals spiegelsymmetrisch entsprechenden Nummer 2 als freistehendes Doppelhaus. Die Pläne stammen von dem Architekten Alfred Rieffel, der auch als Bauherr verantwortlich zeichnet. Putzbau mit genutetem Erdgeschoss, zweiachsigem, nachträglich mit einer verglasten Loggia übersetzten Mittelerker und Walmdach. Die drei Achsen rechts bis in den Dachbereich massiv aufgeführt und ehemals mit den drei seitlichen Achsen von Nummer 2 einen erhöhten Mittelteil bildend. Links die vordere Kante abgeschrägt und leicht vortretend mit Ecktürmchen. An der linken Giebelfront ein an den Kanten abgeschrägter Treppenhausrisalit, rückseitig daran anschließend eine viergeschossige Holzveranda. Von den zwei Wohnungen pro Geschoss wurde eine mit Bad eingerichtet. LfD/1998 (vgl. Denkmaltopographie Stadt Leipzig) | 09295487 |
| Direkt Bild zu diesem Denkmal hochladen | Sachgesamtheit Wohnanlage Altenburger Straße des Bauvereins zur Beschaffung preiswerter Wohnungen, bestehend aus zwei Wohnanlagen mit folgenden Einzeldenkmalen: vier Mehrfamilienhäuser (siehe Einzeldenkmalliste – Obj. 09295402, Altenburger Straße 6-14), vier Mehrfamilienhäuser (siehe Einzeldenkmalliste – Obj. 09295788, Altenburger Straße 16-22), zwei Mehrfamilienhäuser (siehe Einzeldenkmalliste – Obj 09295401, Hardenbergstraße 55/57), drei Mehrfamilienhäuser (siehe Einzeldenkmalliste – Obj. 09295789, Hardenbergstraße 80-84), vier Mehrfamilienhäuser (siehe Einzeldenkmalliste – Obj. 09295329, Lößniger Straße 31-41), vier Mehrfamilienhäuser (siehe Einzeldenkmalliste – Obj. 09295787, Lößniger Straße 43-49), zwei Mehrfamilienhäuser (siehe Einzeldenkmalliste – Obj. 09295403, Scharnhorststraße 44/46) und zwei Mehrfamilienhäuser (siehe Einzeldenkmalliste – Obj. 09295790, Steinstraße 83/85) weiterhin mit zwei begrünten Innenhöfen sowie mit folgenden Sachgesamtheitsteilen: zwei Mehrfamilienhäuser Altenburger Straße 12 und 24, Mehrfamilienhäuser Lößniger Straße 35/37 und Baulücke Steinstraße 81 sowie vier Verbindungsbauten (mit Tordurchfahrt) an der Hardenbergstraße, Steinstraße und Scharnhorststraße | Altenburger Straße 6; 8; 10; 12; 14; 16; 18; 20; 22; 24 (Karte) | 1912–1914 (Wohnanlage)                                                                                    | zwei geschlossen erhaltene Wohnanlagen des »Bauvereins zur Beschaffung preiswerter Wohnungen«, im Reformstil der Zeit um 1910, niedriger Verbindungsbauten mit gewölbter Tordurchfahrt und seitlichen Funktionsräumen, baugeschichtlich von Bedeutung | 09304594 |
| Weitere Bilder                          | Einzeldenkmal der Wohnanlage Altenburger Straße: vier Mehrfamilienhäuser einer Wohnanlage (siehe auch Sachgesamtheitsdokument – Obj. 09304594, Altenburger Straße 6-24) | Altenburger Straße 6; 8; 10; 14 (Karte)                         | 1912–1913 (Mehrfamilienwohnhaus)                                                                          | Teile einer geschlossenen Wohnanlage um begrünten Innenhof, im Reformstil der Zeit um 1910, zusammen mit Altenburger Straße 16, 18, 20, 22, Lößniger Straße 31, 33, 39, 41 und 43, 45, 47, 49, Scharnhorststraße 44, 46 und Hardenbergstraße 55, 57 und 80, 82, 84, Steinstraße 83, 85, Nummer 6 mit originalem Laden, Nummer 12 nachkriegszeitliche Lückenbebauung, baugeschichtlich von Bedeutung Denkmaltext mit Lößniger Straße 31, 33 ,39 ,41 sowie Scharnhorststraße 44, 46 und Hardenbergstraße 44, 46. 1912 erwarb der „Bauverein zur Beschaffung preiswerter Wohnungen“ eine Fläche von 5.878,5 m² zwischen Lößniger-, Altenburger-, Scharnhorst- und Hardenbergstraße und ließ nach Plänen des Architekten Hermann Stock eine Wohnanlage errichten. 15 viergeschossige Häuser umgeben in geschlossener Bebauung einen rechteckigen begrünten Innenhof. An den Schmalseiten (Scharnhorst- und Hardenbergstraße) gewähren eingeschossige Verbindungsbauten mit gewölbten Durchfahrten den Hofzugang, gleichzeitig waren hier Versorgungseinrichtungen (Bäckerei, Milchladen, Schuster und Friseur) untergebracht. Um den Eindruck einer gleichförmigen Reihung zu vermeiden, arbeitete der Architekt mit den Mitteln der Höhenstaffelung und Erkergruppierung: In der aus sechs Häusern bestehenden Reihe an der Lößniger Straße ragten die mittleren drei (Nummer 35, 37, 39) durch ihre größere Geschosshöhe und Dachaufbauten sowie durch fünf reich mit Kassettenmotiven geschmückte Erker hervor. (Nummer 35 und 37 nach Kriegszerstörung durch Neubauten ersetzt, das System dadurch verunklärt). Die anstoßenden „Flügelbauten“ (Nummer 31, 33 und 41) sind nicht nur niedriger, sondern durch ein zweites Gurtgesims und die bandartige Betonung des Obergeschosses stärker horizontal betont. Auch die Eingänge der Mittelbauten waren durch eine aufwendigere Gestaltung hervorgehoben. Die Reihe an der Altenburger Straße ist durch Höhenstaffelung in anderer Gruppierung gegliedert. Hier ist die Mitte durch einen Trakt mit Kollossallisenen betont, die in den niedrigeren Seitenflügeln zweigeschossig wiederkehren. Auch hier sind die Hauseingänge unterschiedlich gestaltet, in den Dekorationen überwiegen Noppen, Rhomben Kassetten und Diamantierung. Die einzelnen Häuser von unterschiedlicher Achsenbreite enthielten je zwei 2- bis 3-Zimmer-Wohnungen, nur die größeren waren mit Bad und Mädchenkammer ausgestattet, zum Innenhof hin sind Küchenbalkons an die Treppenhausvorsprünge angefügt. LfD/1998 (vgl. Denkmaltopographie Stadt Leipzig) | 09295402 |
| Weitere Bilder                          | Einzeldenkmal der Wohnanlage Altenburger Straße: vier Mehrfamilienhäuser einer Wohnanlage (siehe auch Sachgesamtheitsdokument – Obj. 09304594, Altenburger Straße 6-24) | Altenburger Straße 16; 18; 20; 22 (Karte)                       | 1913–1914 (Mehrfamilienwohnhaus)                                                                          | Teile einer geschlossenen Wohnanlage um begrünten Innenhof, im Reformstil der Zeit um 1910, zusammen mit Altenburger Straße 6, 8, 10, 14, Lößniger Straße 31, 33, 39, 41 und 43, 45, 47, 49, Scharnhorststraße 44, 46 und Hardenbergstraße 55, 57 und 80, 82, 84, Steinstraße 83, 85, Nummer 24 nachkriegszeitliche Lückenbebauung, baugeschichtlich von Bedeutung | 09295788 |
|                                         | Einzeldenkmal der Wohnanlage Lößniger Straße: Wohnhauszeile einer Wohnanlage (siehe auch Sachgesamtheitsdokument – Obj. 09304592, Lößniger Straße 51-62c) | Altenburger Straße 26; 28; 30; 32; 34; 36 (Karte)               | 1924–1925, Wohnhauszeile (Mehrfamilienwohnhaus)                                                           | bemerkenswerte Wohnanlage der 1920er Jahre, markante Klinkerbauten, im traditionalistischen Stil, siehe auch Fichtestraße 51-61, Lößniger Straße 51-57 und 62-62c und Steinstraße 60-76, Architekt: Stadtbaurat James Bühring, baugeschichtlich, künstlerisch, sozialgeschichtlich und städtebaulich von Bedeutung | 09295772 |
|                                         | Mietshaus in geschlossener Bebauung | Altenburger Straße 48 (Karte)                                   | 1902–1903, bezeichnet 1903 (Mietshaus)                                                                    | historistische Klinkerfassade, baugeschichtlich von Bedeutung Denkmaltext 1902–1903 durch den Zimmermeister Hermann Röder errichtetes viergeschossiges Mietshaus. Klinkerfassade mit Gurtgesimsen aus Sandstein und Stuckdekorationen. Beidseitig die zwei äußeren Fensterachsen im ersten und zweiten Obergeschoss leicht in der Fassade vertieft und durch Stuckdekor enthaltene Kielbögen zusammengefasst. Der mittig angeordnete Eingang als Säulenportal ausgebildet, das darüberliegende Fenster mit Brüstung, flankierenden Pfen und Sprenggiebel. Der Hausflur enthält Ornamentfliesen, Holzpaneele und Stuckdekor. Die Obergeschosse mit jeweils drei Wohnungen, davon eine mittig zur Straßenseite angelegte. LfD/1998 (vgl. Denkmaltopographie Stadt Leipzig) | 09295557 |
| Direkt Bild zu diesem Denkmal hochladen | Handschwengelpumpe mit Brunnenschacht und Abdeckplatte | Arndtstraße (Karte)                                             | 1887 (Handschwengelpumpe)                                                                                 | gegenüber Nummer 60, am Albrecht-Dürer-Platz, Pumpe zur Zeit entfernt, ortsgeschichtlich von Bedeutung | 09294843 |
|                                         | Doppelmietshaus in halboffener Bebauung, mit Aufzug im Treppenhaus | Arndtstraße 1; 1a (Karte)                                       | im Kern 1879–1882 (Mietshaus Nummer1a), 1910–1911 (Mietshaus Nummer 1 und Umbau Nummer 1a)                | unmittelbar am später zugeschütteten Pleiße-Mühlgraben gelegen, ehemals hier auch Gondelhalle und Gondelausleihe, reich gegliederte Putzfassade, im Reformstil der Zeit um 1910, im Innern mit schmiedeeisernem Aufzug, Nummer 1a im Kern älter aus der Zeit des Historismus, technikgeschichtlich und baugeschichtlich von Bedeutung | 09295175 |
|                                         | Mietshaus in geschlossener Bebauung, mit Vorgarten | Arndtstraße 2 (Karte)                                           | 1911 (Mietshaus)                                                                                          | Putzfassade, Reformstil-Architektur, baugeschichtlich von Bedeutung Denkmaltext 1911 zusammen mit der Eckbebauung Fockestraße nach Plänen von Martin May für Zimmermeister Franz Dietze errichtet. Die Gebäudehöhe ist nach dem hohen Eckbau hin gestaffelt, daher die unsymmetrische Fassadengestaltung: Von den zwei tiefen Standerkern, die den mit dorischen Säulen geschmückten Eingang flankieren, setzt sich der rechte im übergiebelten Dachaufbau fort. Diese Höhenbetonung wird durch alle Fassadendetails unterstützt: Von dem flach gefugten Natursteinsockel aus laufen die Erkerlisenen bis ins Obergeschoss durch, in die vertikale Gliederung fügen sich die hochrechteckigen Putzfelder mit hochovalen Antragsarbeiten und die schmalen dreiteiligen Fenster mit Oberlichtsprossen. Erhalten sind die Pfen der Einfriedung und die Ausstattung des Flurs mit Kacheln und Stuckdekoration. LfD/1998 (vgl. Denkmaltopographie Stadt Leipzig) | 09295160 |
|                                         | Mietshaus in geschlossener Bebauung | Arndtstraße 3 (Karte)                                           | 1879 (Mietshaus)                                                                                          | mit Tordurchfahrt und ehemals mit Laden, historistische Putzfassade mit Sandsteingliederung, Balkons, baugeschichtlich von Bedeutung Denkmaltext Der Architekt und Maurermeister Heinrich Lindemann fertigte Pläne für ein mehrgeschossiges Mietshaus im Auftrag von Ernst Hüniger, die Umsetzung innerhalb von fünf Monaten im Jahr 1879. Im Folgejahr wurde ein separater Eingang ins Erdgeschoss eingerichtet, 1881 das Waschhaus im Hof gebaut und ein Mezzaningeschoss durch die Bauherren und Fabrikanten Gebr. Weber eingefügt. Im Hof befanden sich der Garten, Pferdestallungen, eine Kegelbahn und ein gedeckter Gang zwischen hinterem Stall und Wohngebäude. 1912 wurde ein Dachhaus aufgesetzt unter Heinrich Voigt und Bauleiter Hugo Schuhknecht, 1929 Genehmigung für zwei Dachwohnungen. Ab 1931 im Besitz der Bierbrauerei Ernst Bauer. Auf der Bauakte wirkt die Sandstein –und Stuckdekoration der Putzfassade verspielt und beinahe überladen, unterstrichen durch eng stehende und vielteilig gefasste Fenster. Die beiden äußeren Achsen hervorgehoben durch reichen Stuckdekor und Austritte mit Baluster-Brüstungen im 1. und 2. Obergeschoss, das prächtige Mezzaningeschoss durch Dachausbau verloren. LfD/2006 | 09301730 |
|                                         | Wohnhauszeile in ehemals halboffener Bebauung, mit Einfriedung sowie Vorgarten mit Terrassen und Freitreppen | Arndtstraße 4; 6; 8; 10; 12; 14 (Karte)                         | bezeichnet 1875 (Wohnhaus)                                                                                | bautypologisch ungewöhnliche Villenreihe, historistische Putzfassaden mit reicher Stuckgliederung, baugeschichtlich von Bedeutung Denkmaltext Die „Herrmannschen Villen“, eine zusammenhängende Reihe von 6 dreiachsigen und zweieinhalbgeschossigen Mietvillen wurden 1875 für den Klempnermeister Wilhelm Herrmann von Bauunternehmer Wilhelm Plessing erbaut. Sie waren jeweils für eine Familie gedacht und enthielten Wirtschaftsräume und Bad im Souterrain, Wohn-Schlaf-Speise- und Gesellschaftszimmer in den oberen Etagen. Rückseitig schließen sich Gärten an, Freitreppen führen in die eingefriedeten Vorgärten. Die Fassade dieser bautypologisch ungewöhnlichen Villenreihe ist sehr anspruchsvoll im Stil der italienischen Renaissance gestaltet: 4 Risalite gliedern die 18-achsige Reihe, ein Mezzaningeschoss unter üppigem Konsolgesims mit Zahnschnittfries und ionischem Kymation schließt sie horizontal zusammen. Zwischen den reich geschmückten Risalit-Dachaufbauten verbindet ein Drempel mit kleinen Rundfenstern die Dachzone. Durch nach oben an Stärke abnehmende Putzquaderung ist die Fassade plastisch durchgeformt, das 2. Geschoss wird mit der prunkvollen Ädikula-Rahmung der Rundbogenfenster deutlich als Beletage gekennzeichnet. Die beiden äußeren Achsen der langgestreckten, einst freistehenden Reihe sind durch ihre leichtere Gestaltung als Seitenflügel charakterisiert. Den mit der prächtigen Fassade gesetzten Anspruch entsprachen die Villen in ihrer Ausführung nicht: schon 1884 traten Klagen über „unzureichende und vorschriftswidrige Ausführung.. dieser auf Speculation gebauten“ Häuser auf, die in der Folgezeit einem besonders häufigen Besitzerwechsel unterworfen waren. LfD/1998 (vgl. Denkmaltopographie Stadt Leipzig) | 09295159 |
|                                         | Mietshaus in geschlossener Bebauung | Arndtstraße 5 (Karte)                                           | 1880 (Mietshaus)                                                                                          | mit Tordurchfahrt, historistische Putzfassade, baugeschichtlich von Bedeutung Denkmaltext 1879 entwarf Heinrich Lindemann für den Bauunternehmer Bernhard Vierling die Pläne für ein Vorderhaus nebst Pferdestall, Kutscherwohnung und Remise (nicht erhalten). Das durch Glättung des ursprünglich gequaderten Erdgeschosses, Abriss der schmiedeeisernen Balkons und des Schlussgesimses geschädigte Haus besitzt eine ausgewogene Fassadengliederung mit zwei angedeuteten Seitenrisaliten, die, üppiger noch als der Mitteltrakt, mit feinteiligem Stuck: Festons, Masken, Rosetten und kannelierten Pilastern geschmückt sind. Auch die Putzflächen sind durch Ritzungen sorgfältig gegliedert. LfD/1998 (vgl. Denkmaltopographie Stadt Leipzig) | 09295174 |
|                                         | Mietshaus in geschlossener Bebauung | Arndtstraße 7 (Karte)                                           | 1879 (Mietshaus)                                                                                          | mit Tordurchfahrt, historistische Putzfassade, baugeschichtlich von Bedeutung Denkmaltext 7 und 9. Die fünfgeschossigen Häuser mit Hof- und Seitengebäuden 1879 nach Plänen von Bernhard Lindemann für den Steinmetzmeister Karl Haring erbaut. Beide Fassaden nach dem gleichen Grundprinzip: Zusammenfassung der drei mittleren Geschosse durch Gurtgesimse, niedrigeres durchlaufendes Obergeschoss unter kräftigem Konsolgesims, darüber Drempel. Die 1. und 2. Etage ist auch hier durch Dreiecks- und Segmentbogenbekrönungen hervorgehoben. An den flachen Risaliten stützen Hermenpilaster die Balustraden bzw. die (abgebrochenen) schmiedeeisernen Balkons. Zusammen mit Nummer 5 sind die drei im gleichen Jahr entstandenen Bauten des gleichen Architekten ein Beispiel für die Vielfalt der Fassadenlösungen innerhalb eines Grundmusters. Die große Tordurchfahrt in Nummer 9 führte zum Hof mit einem viergeschossigen Hinterhaus (1886, Wohnungen) und viergeschossigem Seitengebäude, in dem sich um 1907 der Stall für 80 Pferde der städtischen Müllabfuhr befand. LfD/1998 (vgl. Denkmaltopographie Stadt Leipzig) | 09295173 |
|                                         | Mietshaus in geschlossener Bebauung | Arndtstraße 9 (Karte)                                           | 1879 (Mietshaus)                                                                                          | mit Tordurchfahrt, historistische Putzfassade, baugeschichtlich von Bedeutung Denkmaltext s. Nummer7 | 09295070 |
| Direkt Bild zu diesem Denkmal hochladen | Mietshaus (Nr. 16) in geschlossener Bebauung und Hinterhaus (Nr. 16a) | Arndtstraße 16; 16a (Karte)                                     | 1881 (Mietshaus)                                                                                          | Vorderhaus mit Tordurchfahrt, historistische Putzfassade mit feinen Stuckreliefs, baugeschichtlich von Bedeutung Denkmaltext 1881 von Richard Hagemann für den Bauunternehmer Josef Pirat gebaut, gehört das einst in geschlossener Bebauung stehende Mietshaus zu den ältesten der Arndtstraße. Seine mit feinen Stuckreliefs im Stil der „hellenistischen Renaissance“ (Rankenfries, Greifen- und Dreifuß-Motive) reich geschmückte Fassade ist – bis auf das Kranzgesims – original und vollständig erhalten. Ebenso sorgfältig sind das Türblatt mit geschmiedetem Gitter, die Durchfahrt und das von dieser ausgehende Treppenhaus gestaltet. Ein zweigeschossiges Hinterhaus mit übergiebeltem Mitteltrakt, 1912 neu erbaut, enthielt Pferdestall, Werkstatt und Wohnungen. LfD/1998 (vgl. Denkmaltopographie Stadt Leipzig) | 09295158 |
|                                         | Mietshaus in ehemals geschlossener Bebauung | Arndtstraße 22 (Karte)                                          | um 1895 (Mietshaus)                                                                                       | mit Tordurchfahrt, historistische Putzfassade, Balkons, baugeschichtlich von Bedeutung | 09299056 |
|                                         | Mietshaus in geschlossener Bebauung | Arndtstraße 23 (Karte)                                          | 1882 (Mietshaus)                                                                                          | mit Tordurchfahrt, historistische Putzfassade, baugeschichtlich von Bedeutung Denkmaltext 1882 ließ der Gärtnermeister Wilhelm Rischer, Besitzer der großen Gärtnerei, die sich mit ihren Gewächshausanlagen an der ehemaligen Kaiser-Wilhelm Straße befand, Wohnhäuser an der Arndtstraße erbauen. Die erhaltene Nummer 23, von Zimmermeister August Leonhardt entworfen, weist noch die feine Putzfassade mit flacher Quaderung in Erdgeschoss und Seitenrisaliten, mit Mäanderfries, feingearbeiteten Konsolen und Bedachungen auf. Auch die schmiedeeisernen Balkongitter, die originalen Fenster und das schöne Tor der Durchfahrt sind erhalten. LfD/1998 (vgl. Denkmaltopographie Stadt Leipzig) | 09295069 |
|                                         | Mietshaus in geschlossener Bebauung | Arndtstraße 25 (Karte)                                          | 1891 (Mietshaus)                                                                                          | mit Tordurchfahrt und mit Laden, historisierende schlichte Klinkerfassade, baugeschichtlich von Bedeutung Denkmaltext Nummer 25, 25c, 25d, 27, 29, 31, 33: 1885 begann der Gärtnermeister Rischer mit der Bebauung seines Areals von der Kochstraße aus (Nummer 33). Richard Hagemann schuf die Pläne für eine geschlossene Reihe von viergeschossigen Vorderhäusern, an die sich in den 60 Meter tiefen Grundstücken eine zusammenhängende Reihe von ebenfalls viergeschossigen Mittelgebäuden und dahinter zweigeschossige Fabrik- und Werkstattbauten schlossen. Noch während der Bauzeit wechselten die Besitzer bei Nummer 31, 29 und 27, die Architekten Gustav Klarner (Nummer 29) und Richard Senf (Nummer 27) übernahmen die Bauleitung und wahrscheinlich auch die Fassadengestaltung der Vorderhäuser. Die Fertigstellung zog sich bis 1890 hin (Nummer 25). Auf Grund des ansteigenden Terrains sind die unteren (westlichen) Häuser fünfgeschossig, in den hohen Souterrains befanden sich Läden und Werkstätten. Die Gestaltung der Fassaden ist in der Großgliederung (Zusammenfassung der zwei bzw. drei mittleren Geschosse, durchlaufendes Obergeschoss) aufeinander abgestimmt, in den Einzelformen unterschiedlich. Sie bewegt sich zwischen einem den frühen achtziger Jahren nahestehenden feinteiligen Schmuckreichtum (Nummer 27) und den gröberen Formen der Zeit um 1890 (Nummer 33). Die Mittelgebäude enthielten einfache Wohnungen, da der baupolizeiliche Lichteinfallswinkel von 45 Grad für die Erdgeschosse nicht eingehalten werden konnte, waren diese Räume nur als Niederlagen genehmigt. Die Werkstätten in der dritten Hofebene waren zu allen Zeiten stark frequentiert. Um 1900 waren unter anderem hier ansässig: die Senffabrik Hecht, die Buch- und Accidenzdruckerei Stockmann, die Lithographie- und Steindruckerei Starke (Nummer 25), die Silberwarenmanufaktur Berndt, die Eisenmöbelfabrik Kuntze, die chemische Fabrik Dr. Ehrlich und die Fabrik zur Herstellung wissenschaftlicher Apparate Louis Schopper. Die Nummer 33 gehört seit 1926 der bis heute bestehenden Firma Horn (Branntwein- und Likörfabrik, Horns Weinstuben). Der Bereich zwischen Koch- und August-Bebel-Straße ist das am dichtesten bebaute und am intensivsten gewerblich genutzte Gebiet in der Südvorstadt. LfD/1998 (vgl. Denkmaltopographie Stadt Leipzig) | 09295068 |
|                                         | Mietshaus in geschlossener Bebauung und Hinterhaus | Arndtstraße 25c (Karte)                                         | 1891 (Mietshaus)                                                                                          | mit Hausdurchfahrt, historistische Putzfassade, baugeschichtlich von Bedeutung Denkmaltext Nummer 25, 25c, 25d, 27, 29, 31, 33: 1885 begann der Gärtnermeister Rischer mit der Bebauung seines Areals von der Kochstraße aus (Nummer 33). Richard Hagemann schuf die Pläne für eine geschlossene Reihe von viergeschossigen Vorderhäusern, an die sich in den 60 Meter tiefen Grundstücken eine zusammenhängende Reihe von ebenfalls viergeschossigen Mittelgebäuden und dahinter zweigeschossige Fabrik- und Werkstattbauten schlossen. Noch während der Bauzeit wechselten die Besitzer bei Nummer 31, 29 und 27, die Architekten Gustav Klarner (Nummer 29) und Richard Senf (Nummer 27) übernahmen die Bauleitung und wahrscheinlich auch die Fassadengestaltung der Vorderhäuser. Die Fertigstellung zog sich bis 1890 hin (Nummer 25). Auf Grund des ansteigenden Terrains sind die unteren (westlichen) Häuser fünfgeschossig, in den hohen Souterrains befanden sich Läden und Werkstätten. Die Gestaltung der Fassaden ist in der Großgliederung (Zusammenfassung der zwei bzw. drei mittleren Geschosse, durchlaufendes Obergeschoss) aufeinander abgestimmt, in den Einzelformen unterschiedlich. Sie bewegt sich zwischen einem den frühen achtziger Jahren nahestehenden feinteiligen Schmuckreichtum (Nummer 27) und den gröberen Formen der Zeit um 1890 (Nummer 33). Die Mittelgebäude enthielten einfache Wohnungen, da der baupolizeiliche Lichteinfallswinkel von 45 Grad für die Erdgeschosse nicht eingehalten werden konnte, waren diese Räume nur als Niederlagen genehmigt. Die Werkstätten in der dritten Hofebene waren zu allen Zeiten stark frequentiert. Um 1900 waren unter anderem hier ansässig: die Senffabrik Hecht, die Buch- und Accidenzdruckerei Stockmann, die Lithographie- und Steindruckerei Starke (Nummer 25), die Silberwarenmanufaktur Berndt, die Eisenmöbelfabrik Kuntze, die chemische Fabrik Dr. Ehrlich und die Fabrik zur Herstellung wissenschaftlicher Apparate Louis Schopper. Die Nummer 33 gehört seit 1926 der bis heute bestehenden Firma Horn (Branntwein- und Likörfabrik, Horns Weinstuben). Der Bereich zwischen Koch- und August-Bebel-Straße ist das am dichtesten bebaute und am intensivsten gewerblich genutzte Gebiet in der Südvorstadt. LfD/1998 (vgl. Denkmaltopographie Stadt Leipzig) | 09295067 |
|                                         | Mietshaus in geschlossener Bebauung und Hinterhaus | Arndtstraße 25d (Karte)                                         | 1888 (Mietshaus)                                                                                          | Vorderhaus mit originalem Laden im Souterrain, historistische Putzfassade, baugeschichtlich von Bedeutung Denkmaltext Nummer 25, 25c, 25d, 27, 29, 31, 33: 1885 begann der Gärtnermeister Rischer mit der Bebauung seines Areals von der Kochstraße aus (Nummer 33). Richard Hagemann schuf die Pläne für eine geschlossene Reihe von viergeschossigen Vorderhäusern, an die sich in den 60 Meter tiefen Grundstücken eine zusammenhängende Reihe von ebenfalls viergeschossigen Mittelgebäuden und dahinter zweigeschossige Fabrik- und Werkstattbauten schlossen. Noch während der Bauzeit wechselten die Besitzer bei Nummer 31, 29 und 27, die Architekten Gustav Klarner (Nummer 29) und Richard Senf (Nummer 27) übernahmen die Bauleitung und wahrscheinlich auch die Fassadengestaltung der Vorderhäuser. Die Fertigstellung zog sich bis 1890 hin (Nummer 25). Auf Grund des ansteigenden Terrains sind die unteren (westlichen) Häuser fünfgeschossig, in den hohen Souterrains befanden sich Läden und Werkstätten. Die Gestaltung der Fassaden ist in der Großgliederung (Zusammenfassung der zwei bzw. drei mittleren Geschosse, durchlaufendes Obergeschoss) aufeinander abgestimmt, in den Einzelformen unterschiedlich. Sie bewegt sich zwischen einem den frühen achtziger Jahren nahestehenden feinteiligen Schmuckreichtum (Nummer 27) und den gröberen Formen der Zeit um 1890 (Nummer 33). Die Mittelgebäude enthielten einfache Wohnungen, da der baupolizeiliche Lichteinfallswinkel von 45 Grad für die Erdgeschosse nicht eingehalten werden konnte, waren diese Räume nur als Niederlagen genehmigt. Die Werkstätten in der dritten Hofebene waren zu allen Zeiten stark frequentiert. Um 1900 waren unter anderem hier ansässig: die Senffabrik Hecht, die Buch- und Accidenzdruckerei Stockmann, die Lithographie- und Steindruckerei Starke (Nummer 25), die Silberwarenmanufaktur Berndt, die Eisenmöbelfabrik Kuntze, die chemische Fabrik Dr. Ehrlich und die Fabrik zur Herstellung wissenschaftlicher Apparate Louis Schopper. Die Nummer 33 gehört seit 1926 der bis heute bestehenden Firma Horn (Branntwein- und Likörfabrik, Horns Weinstuben). Der Bereich zwischen Koch- und August-Bebel-Straße ist das am dichtesten bebaute und am intensivsten gewerblich genutzte Gebiet in der Südvorstadt. LfD/1998 (vgl. Denkmaltopographie Stadt Leipzig) | 09295066 |
|                                         | Mietshaus in geschlossener Bebauung und Hinterhaus | Arndtstraße 27 (Karte)                                          | 1888 (Mietshaus)                                                                                          | mit Tordurchfahrt, historistische Putzfassade, baugeschichtlich von Bedeutung Denkmaltext Nummer 25, 25c, 25d, 27, 29, 31, 33: 1885 begann der Gärtnermeister Rischer mit der Bebauung seines Areals von der Kochstraße aus (Nummer 33). Richard Hagemann schuf die Pläne für eine geschlossene Reihe von viergeschossigen Vorderhäusern, an die sich in den 60 Meter tiefen Grundstücken eine zusammenhängende Reihe von ebenfalls viergeschossigen Mittelgebäuden und dahinter zweigeschossige Fabrik- und Werkstattbauten schlossen. Noch während der Bauzeit wechselten die Besitzer bei Nummer 31, 29 und 27, die Architekten Gustav Klarner (Nummer 29) und Richard Senf (Nummer 27) übernahmen die Bauleitung und wahrscheinlich auch die Fassadengestaltung der Vorderhäuser. Die Fertigstellung zog sich bis 1890 hin (Nummer 25). Auf Grund des ansteigenden Terrains sind die unteren (westlichen) Häuser fünfgeschossig, in den hohen Souterrains befanden sich Läden und Werkstätten. Die Gestaltung der Fassaden ist in der Großgliederung (Zusammenfassung der zwei bzw. drei mittleren Geschosse, durchlaufendes Obergeschoss) aufeinander abgestimmt, in den Einzelformen unterschiedlich. Sie bewegt sich zwischen einem den frühen achtziger Jahren nahestehenden feinteiligen Schmuckreichtum (Nummer 27) und den gröberen Formen der Zeit um 1890 (Nummer 33). Die Mittelgebäude enthielten einfache Wohnungen, da der baupolizeiliche Lichteinfallswinkel von 45 Grad für die Erdgeschosse nicht eingehalten werden konnte, waren diese Räume nur als Niederlagen genehmigt. Die Werkstätten in der dritten Hofebene waren zu allen Zeiten stark frequentiert. Um 1900 waren unter anderem hier ansässig: die Senffabrik Hecht, die Buch- und Accidenzdruckerei Stockmann, die Lithographie- und Steindruckerei Starke (Nummer 25), die Silberwarenmanufaktur Berndt, die Eisenmöbelfabrik Kuntze, die chemische Fabrik Dr. Ehrlich und die Fabrik zur Herstellung wissenschaftlicher Apparate Louis Schopper. Die Nummer 33 gehört seit 1926 der bis heute bestehenden Firma Horn (Branntwein- und Likörfabrik, Horns Weinstuben). Der Bereich zwischen Koch- und August-Bebel-Straße ist das am dichtesten bebaute und am intensivsten gewerblich genutzte Gebiet in der Südvorstadt. LfD/1998 (vgl. Denkmaltopographie Stadt Leipzig) | 09295061 |
|                                         | Mietshaus in geschlossener Bebauung | Arndtstraße 30 (Karte)                                          | bezeichnet 1886 (Mietshaus)                                                                               | historistische Putzfassade, baugeschichtlich von Bedeutung | 09295157 |
|                                         | Mietshaus in geschlossener Bebauung | Arndtstraße 30b (Karte)                                         | 1888 (Mietshaus)                                                                                          | ehemals mit Läden, stattlicher Eckbau mit historistischer Putzfassade, baugeschichtlich von Bedeutung | 09295156 |
|                                         | Mietshaus in geschlossener Bebauung | Arndtstraße 32 (Karte)                                          | 1876 (Mietshaus)                                                                                          | ehemals mit Läden, historistische Putzfassade, baugeschichtlich von Bedeutung Denkmaltext s. Nummer 36 | 09295155 |
|                                         | Mietshaus (mit Gaststätte und deren Ausstattung) in geschlossener Bebauung und Hinterhaus | Arndtstraße 33 (Karte)                                          | 1889 (Mietshaus)                                                                                          | mit Tordurchfahrt, historistische Putzfassade, baugeschichtlich von Bedeutung Denkmaltext Nummer 25, 25c, 25d, 27, 29, 31, 33: 1885 begann der Gärtnermeister Rischer mit der Bebauung seines Areals von der Kochstraße aus (Nummer 33). Richard Hagemann schuf die Pläne für eine geschlossene Reihe von viergeschossigen Vorderhäusern, an die sich in den 60 Meter tiefen Grundstücken eine zusammenhängende Reihe von ebenfalls viergeschossigen Mittelgebäuden und dahinter zweigeschossige Fabrik- und Werkstattbauten schlossen. Noch während der Bauzeit wechselten die Besitzer bei Nummer 31, 29 und 27, die Architekten Gustav Klarner (Nummer 29) und Richard Senf (Nummer 27) übernahmen die Bauleitung und wahrscheinlich auch die Fassadengestaltung der Vorderhäuser. Die Fertigstellung zog sich bis 1890 hin (Nummer 25). Auf Grund des ansteigenden Terrains sind die unteren (westlichen) Häuser fünfgeschossig, in den hohen Souterrains befanden sich Läden und Werkstätten. Die Gestaltung der Fassaden ist in der Großgliederung (Zusammenfassung der zwei bzw. drei mittleren Geschosse, durchlaufendes Obergeschoss) aufeinander abgestimmt, in den Einzelformen unterschiedlich. Sie bewegt sich zwischen einem den frühen achtziger Jahren nahestehenden feinteiligen Schmuckreichtum (Nummer 27) und den gröberen Formen der Zeit um 1890 (Nummer 33). Die Mittelgebäude enthielten einfache Wohnungen, da der baupolizeiliche Lichteinfallswinkel von 45 Grad für die Erdgeschosse nicht eingehalten werden konnte, waren diese Räume nur als Niederlagen genehmigt. Die Werkstätten in der dritten Hofebene waren zu allen Zeiten stark frequentiert. Um 1900 waren unter anderem hier ansässig: die Senffabrik Hecht, die Buch- und Accidenzdruckerei Stockmann, die Lithographie- und Steindruckerei Starke (Nummer 25), die Silberwarenmanufaktur Berndt, die Eisenmöbelfabrik Kuntze, die chemische Fabrik Dr. Ehrlich und die Fabrik zur Herstellung wissenschaftlicher Apparate Louis Schopper. Die Nummer 33 gehört seit 1926 der bis heute bestehenden Firma Horn (Branntwein- und Likörfabrik, Horns Weinstuben). Der Bereich zwischen Koch- und August-Bebel-Straße ist das am dichtesten bebaute und am intensivsten gewerblich genutzte Gebiet in der Südvorstadt. LfD/1998 (vgl. Denkmaltopographie Stadt Leipzig) | 09295032 |
|                                         | Mietshaus in geschlossener Bebauung | Arndtstraße 34 (Karte)                                          | 1874 (Mietshaus)                                                                                          | historistische Putzfassade, baugeschichtlich von Bedeutung Denkmaltext s. Nummer 36 | 09295154 |
|                                         | Mietshaus in geschlossener Bebauung | Arndtstraße 35 (Karte)                                          | 1886 (Mietshaus)                                                                                          | ehemals mit Eckladen, historistische Putzfassade, baugeschichtlich von Bedeutung Denkmaltext 1886 für den Kaufmann Otto Kittel nach Plänen von Richard Hagemann erbaut. Das fünfgeschossige Eckhaus zur Kochstraße mit risalitartig hervorgehobenem fünfachsigen Ecktrakt, der durch die beiden schmiedeeisernen Balkons und segmentbogige Fensterbedachungen betont ist. Der große Bau wird durch ein Treppenhaus im Winkel der zusammenstoßenden Flügel erschlossen. Die Ladeneinbauten von 1913. LfD/1998 (vgl. Denkmaltopographie Stadt Leipzig) | 09295065 |
|                                         | Mietshaus in geschlossener Bebauung | Arndtstraße 36 (Karte)                                          | 1874 (Mietshaus)                                                                                          | historistische Putzfassade, baugeschichtlich von Bedeutung Denkmaltext 36, 34,32: Zwischen 1873 und 1876 ließ der Schieferdeckermeister Ch. Heinrich Kunstmann an der neu angelegten Verbindung zwischen Koch- und Südstraße die ersten drei Häuser bauen, die er, wie es in der Bauakte heißt, „selbst führte“. Als erstes entstand die heutige Nummer 36 an der Südstraße. Dass zu dieser Zeit noch die Connewitzer Chaussee (ab 1876 Kochstraße) als eigentliche Hauptstraße galt, zeigt die aufwendigere Gestaltung des Eckhauses Nummer 32 mit attikagekröntem Eckaufbau und Ladenzone mit Entresol. Nur bei diesem Bau ist die Fassadendekoration mit feinen Konsolen unter den Gesimsen, Rosetten in den Dreiecksbedachungen und Putzspiegeln noch völlig erhalten, während die Nummer 36 nur noch das Grundgerüst des Fassadenschmucks besitzt. Beide Eckbauten enthielten Gastwirtschaften in den Eckräumen. Der Mittelbau (Nummer 34) ist mit seinem Dreiecksgiebel über dem durch Lisenen hervorgehobenen Mittelrisalit deutlich zentriert. Ebenso wie die Bogenstellung der Fenster betont diese Gestaltung den Charakter dieses Hauses als Bindeglied zwischen den beiden massigeren Eckbauten. LfD/1998 (vgl. Denkmaltopographie Stadt Leipzig) | 09295153 |
|                                         | Mietshaus in geschlossener Bebauung | Arndtstraße 37 (Karte)                                          | 1875 (Mietshaus)                                                                                          | Eckbetonung durch erhöhten Eckbau mit Balkons, historistische Putzfassade, baugeschichtlich von Bedeutung Denkmaltext Der Bauunternehmer Wilhelm Richter ließ 1874 die beiden Eckhäuser zwischen Südstraße und Connewitzer Chaussee errichten. Die Nummer 37 mit spitzwinklig aneinanderstoßenden Flügeln besaß über dem hohen, ursprünglich mit Putzquaderung und Balkons versehenen Ecktrakt einen Giebel mit Datierungsinschrift. In diesem Eckteil befanden sich die Salons. Die Fassade wird durch umlaufende Gurt- und Sohlbankgesimse zusammengefasst, eine dichte Reihe von stehenden Fenstern im französischen Dach bildet den horizontalen Abschluss. Der feine Stuckdekor in den Zwickeln des rundbogigen Portals, das mit seinen Hermenfiguren heute den einzigen Schmuck des Gebäudes bildet, lässt ähnlichen Dekor in den Fensterbedachungen und Sohlbänken vermuten. Im Hausflur ist die reiche Stuckdekoration erhalten. LfD/1998 (vgl. Denkmaltopographie Stadt Leipzig) | 09295064 |
|                                         | Mietshaus in geschlossener Bebauung | Arndtstraße 38 (Karte)                                          | 1874 (Mietshaus)                                                                                          | mit Läden, Eckbetonung durch Balkons, historistische Putzfassade, baugeschichtlich von Bedeutung Denkmaltext 1874 für (und von?) Richard Schubert als Eckhaus zur „Alleestraße“ (Südstraße) errichtet. Der massig wirkende Bau wird durch flache Risalite in den Seitenachsen und der „verbrochenen“ Ecke sparsam akzentuiert, ebenso zurückhaltend ist die Binnengliederung durch Fensterrahmung und -bedachung und eine flache Putzfugung, die bis ins dritte Geschoss reicht. Typisch für die Zeit ist das mit dicht gereihten stehenden Fenstern besetzte „französische“ Dach. Die Ladenzone wurde erst 1912 eingebaut. Ursprünglich enthielt der große Bau nur 2 Wohnungen je Etage, wobei die Dienstmädchenkammern nur durch das Treppenhaus beleuchtet waren. LfD/1998 (vgl. Denkmaltopographie Stadt Leipzig) | 09295152 |
|                                         | Mietshaus in geschlossener Bebauung | Arndtstraße 39 (Karte)                                          | 1873–1874 (Mietshaus)                                                                                     | historistische Putzfassade, baugeschichtlich von Bedeutung Denkmaltext 1873–1874 durch den Bauunternehmer Moritz Pathe errichtet. Die Fassade mit den für diese Zeit charakteristischen Rundbogenfenstern war ursprünglich durch Putzstruktur belebt: Über dem gequaderten Erdgeschoss besaß der Mittelteil eine flache Fugung, die beiden flachen Seitenrisalite waren mit Festons geschmückt. Sanierung 1993–1996. LfD/1998 (vgl. Denkmaltopographie Stadt Leipzig) | 09295063 |
|                                         | Mietshaus in geschlossener Bebauung | Arndtstraße 40 (Karte)                                          | 1875 (Mietshaus)                                                                                          | mit Hausdurchgang, historistische Putzfassade, baugeschichtlich von Bedeutung Denkmaltext 40 und 42: 1875 und 1876 nach Plänen von Hugo Franz für den Bauunternehmer Carl Gustav Riedel errichtet. Die Fassaden beider Häuser zeugen von dem Bemühen,innerhalb eines Schemas (Zusammenfassung der Hauptgeschosse, durchlaufendes Obergeschoss, dichte Reihe von Dachhäusern im französischen Dach) Vielfalt in den Details zu zeigen. Beiden gemeinsam ist die flache, bei Nummer 42 etwas aufwendigere Dekoration. Die Grundrisse dieser Mietshäuser sind noch nicht standardisiert, sie besaßen nur ein „Privat“ für zwei Wohnungen pro Etage und eine Kammer mit Fenster zur Tordurchfahrt. LfD/1998 (vgl. Denkmaltopographie Stadt Leipzig) | 09295151 |
|                                         | Mietshaus in geschlossener Bebauung | Arndtstraße 41 (Karte)                                          | 1904 (Mietshaus)                                                                                          | historistische Klinker-Putz-Fassade, baugeschichtlich von Bedeutung Denkmaltext Auf dem 1903 versteigerten Bauplatz der Stadtgemeinde von Maurermeister Paul Wilke als Bauherr und Ausführender 1904 errichtet. Über dem Sandsteinsockel ein Erdgeschoss in etwas unorganisch scheinender Verbindung von Bossen, Putzflächen, Sandsteinrahmungen und Stuck. Darüber eine Fassade aus roten Ziegelverblendern mit hellen Gliederungen aus Zementstein und ein breiter Rankenfries, der in Korrespondenz mit dem starken profiliertem Gurtgesims, der unruhigen Fassade die notwendige Festigkeit verleiht. LfD/1998 (vgl. Denkmaltopographie Stadt Leipzig) | 09295062 |
|                                         | Mietshaus in geschlossener Bebauung | Arndtstraße 42 (Karte)                                          | 1876 (Mietshaus)                                                                                          | historistische Putzfassade, baugeschichtlich von Bedeutung Denkmaltext s. Nummer 40 | 09295150 |
|                                         | Mietshaus in geschlossener Bebauung und Hinterhaus | Arndtstraße 43 (Karte)                                          | 1904 (Mietshaus)                                                                                          | mit Tordurchfahrt, historistische Klinker-Putz-Fassade, baugeschichtlich von Bedeutung Denkmaltext Nach Plänen des Architekten A. Dörre ließ der Maurermeister Moritz Albrecht 1903 ein Vorderhaus mit zweigeschossigem Hofgebäude (Kontor, Lager, Pferdestall, Kutscherwohnung) errichten. Die Fassade setzt auf die Wirkung von klar gegeneinandergesetzten roten Ziegel- und hellen Putzflächen, wobei die beiden Obergeschosse mit Vorhangbogenfenstern und leicht stukkierten Sohlbankfeldern schmuckreicher gestaltet sind. Im Hofgebäude verschiedene Gewerke, seit 1923 Möbelfabrik Moritz Pötzsch. LfD/1998 (vgl. Denkmaltopographie Stadt Leipzig) | 09295059 |
|                                         | Mietshaus in geschlossener Bebauung sowie Hinterhaus und Werkstattgebäude | Arndtstraße 44 (Karte)                                          | 1878 (Mietshaus)                                                                                          | Vorderhaus mit Tordurchfahrt, historistische Putzfassade, baugeschichtlich von Bedeutung Denkmaltext Das 1878 durch Richard Hagemann für den Maurermeister Carl Riedel gebaute Mietshaus gehörte zum Areal der Immobiliengesellschaft. Die fünfgeschossige Fassade wird durch einen dreigeschossigen Mittelrisalit akzentuiert, an dem sich der spätklassizistische Baudekor der siebziger Jahre konzentriert: Mäanderband, Lotosfriese und Rosetten. Der an der Fassade sichtbaren Geschosshierarchie (das Obergeschoss mit deutlich kleineren Fenstern) entsprach die Grundrissaufteilung: im Erdgeschoss befand sich eine, in den Hauptgeschossen zwei, im Obergeschoss drei Wohnungen. Der Durchgang führte zu den 1884 und 1888 erbauten Fabrik- und Stallgebäuden (verändert bzw. abgetragen) 1884 erbauten viergeschossigen Seitengebäude (verändert) LfD/1998 (vgl. Denkmaltopographie Stadt Leipzig) | 09295149 |
|                                         | Zwei Mietshäuser in geschlossener Bebauung | Arndtstraße 45; 47 (Karte)                                      | bezeichnet 1897 (Nummer 47, Mietshaus), bezeichnet 1906 (Nummer 45, Mietshaus)                            | einfache historisierende Putzfassaden, Sockel und Portale in Porphyrtuff, errichtet als städtische Wohnungen für Minderbemittelte, benannt nach der Schumann-Stiftung des Kramermeisters August Ferdinand Schumann (gest. 1866) zur »Erbauung billiger Mietwohnungen für minder bemittelte Einwohner«, zweites und drittes Schumann-Haus, sozialgeschichtlich von Bedeutung Denkmaltext Auf ehemals dem Johannishospital gehörendem Grundbesitz ließ die Stadt 1897 und 1906 das zweite und dritte „Schumannhaus“ errichten. (Zur Schumannstiftung s. Floßplatz 8). Die im Hochbauamt ausgearbeiteten Pläne tragen die Unterschrift von Stadtbaurat Scharenberg. Beide Bauten sind einander angeglichen und bei späteren Renovierungen vereinfacht: ursprünglich waren die Erdgeschosse und die über zwei Geschosse laufenden Lisenen mit Putzfugen versehen. Die Häuser enthielten je zwei Wohnungen für „Minderbemittelte“ pro Etage. LfD/1998 (vgl. Denkmaltopographie Stadt Leipzig) | 09295058 |
|                                         | Mietshaus in geschlossener Bebauung | Arndtstraße 46 (Karte)                                          | 1878 (Mietshaus)                                                                                          | mit Tordurchfahrt und mit Laden, historistische Putzfassade, baugeschichtlich von Bedeutung Denkmaltext 1878 für den Bauunternehmer Richard Hentze vom Architekten E. Winkler errichtet. Die 10-achsige schlichte Fassade ist betont horizontal aufgebaut, das Obergeschoss durch feine Mäander- und Rankenwerkfriese ausgeschieden. Das Erdgeschoss ist durch spätere Umbauten verändert, der Hof unterkellert und stark überbaut, hier seit 1883 Maschinenfabrik Fickentscher und andere Kleinindustrie. LfD/1998 (vgl. Denkmaltopographie Stadt Leipzig) | 09295148 |
| Weitere Bilder                          | Gefängnis, mit Einfriedungsmauer und Toranlage | Arndtstraße 48 (Karte)                                          | 1906 (Gefängnis)                                                                                          | markant gestaltete Putzfassade mit Sandsteingliederungen, im Stil des Historismus, Teil des ehemaligen Landgerichts (siehe auch Bernhard-Göring-Straße 64 und Alfred-Kästner-Straße 45-49), hier zentrale Hinrichtungsstätte der DDR-Justiz, heute Gedenkstätte, geschichtlich und baugeschichtlich von Bedeutung Denkmaltext siehe Bernhard-Göring-Straße 62-64 | 09295646 |
|                                         | Mietshaus in geschlossener Bebauung | Arndtstraße 49 (Karte)                                          | 1887 (Mietshaus)                                                                                          | historisierende Putzfassade, erbaut als Frege-Asyl in der Arndtstraße, mit den beiden Schumannhäusern (siehe Nummer 45/47) Teil städtischer Sozialbauten in der Südvorstadt, sozialgeschichtlich und baugeschichtlich von Bedeutung Denkmaltext Aus Mitteln der Stiftung, die der Bankier Frege zur Erbauung billiger Wohnungen hinterlassen hatte, ließ die Stadt 1887 das „Frege-Asyl“ in der Arndtstraße erbauen. Die Pläne schuf Architekt Max Bischof vom Hochbauamt. Mit den beiden Schumannhäusern und dem Martinsstift, die den Komplex städtischer Sozialbauten später vervollständigten, erscheint das Frege-Asyl heute als Mietshaus in geschlossener Bebauung, seine schlichte Fassade ist nur durch Gesimse und Bedachungen gegliedert. Die Portalrahmung stammt wahrscheinlich aus der Zeit um 1905. Das Haus bot Wohnungen für 8 Familien. LfD/1998 (vgl. Denkmaltopographie Stadt Leipzig) | 09295057 |
|                                         | Gerichtsgebäude (Anschrift: Bernhard-Göring-Straße 64, Alfred-Kästner-Straße 51 und Arndtstraße 50) | Arndtstraße 50 (Karte)                                          | 1906 (Gericht)                                                                                            | Vierflügelbau mit Zwischentrakt um zwei Innenhöfe, repräsentative Werkstein-Putz-Fassade, Eckerker, wuchtiges Eingangsportal, vorderer Teil Gerichtsgebäude, hinterer Teile ehemals Strafanstalt (siehe Arndtstraße 48 und Alfred-Kästner Straße 45-49), im Stil des Historismus, Architekt: Theodor Kösser, ortsgeschichtlich, sozialgeschichtlich, künstlerisch und baugeschichtlich von Bedeutung Denkmaltext Ehemaliges Königliches Landgericht, errichtet 1906 zusammen mit einem rückwärtig angrenzenden Untersuchungsgefängnis (heute Justizvollzugsanstalt Leipzig) nach Plänen des Architekten Theodor Kösser. Der ursprünglich dreigeschossige, in Formen der deutschen Renaissance um zwei Innenhöfe errichtete Vierflügelbau verputzt mit Sandsteingliederungen, die hohe Sockelzone und die Gebäudekanten bossiert. Die Hauptfront zur Bernhard-Göring-Straße wird durch einen breiten Mittelrisaliten mit Balkonvorbau auf zwei mächtigen romanisierenden Säulen und einem dreibogigen Eingang sowie durch polygonale Erker an den Gebäudekanten akzentuiert. Weitere breite Risalite an den Seitenfronten. Die Fensteröffnungen als zwei- bis dreigeteilte Kreuzstockfenster mit Sandsteinfaschen, die mit ihren teilweise als Vorhangbögen ausgebildeten Abschlüssen in einer landschaftsgebundenen Tradition stehen. Der heutige blockhafte Eindruck des Gerichtsgebäudes wird weitgehend durch den massiven Wiederaufbau des kriegszerstörten Dachgeschosses verursacht, ursprünglich war die Dachlandschaft lebendiger gestaltet durch hohe Renaissancegiebel über den Risaliten und den Rücklagen sowie einen oktogonalen Eckturm mit geschweifter schiefer- und kupfergedeckter Haube an der Ecke zur Alfred-Kästner-Straße. Der Eingang wird flankiert von zwei Flachreliefs mit Veritas und Justitia symbolisierenden Gewandfiguren. Im Inneren ein als Säulenhalle gestaltetes Vestibül mit durch eine Holzbalustrade abeteiltem Oberlicht, zwei Treppenhäuser und kreuzgratgewölbte Korridore. Die Treppenhausfenster mit farbiger Bleiverglasung. Westlich anschließend an das Landgericht die Strafvollzugsanstalt. Hinter einer bossierten Mauer mit geschwungenem Portal an der Arndtstraße die Hauptfront des drei Innenhöfe einfassenden Gefängnisgebäudes als viergeschossige, wie das Gericht in Renaissanceformen gehaltene Putzfassade mit Sandsteingliederungen sowie bossierten Sockeln und Gebäudekanten. Westlich anschließend in der Flucht der Mauer ein vorgelegter Gebäudetrakt mit polygonalem Eckerker. Die rückliegende Hauptfront besitzt einen breiten, asymmetrisch von der Mittelachse nach rechts verschobenen Risaliten mit hohem dreibahnigen Treppenhausfenster und geschweiftem Giebel. Beidseitig davon die Fassaden in hochformatigen geschossübergreifenden Fensterflächen aufgelöst und das Dachgeschoss mit einer Abfolge kleiner geschwungener Giebel ausgebaut. Der rückwärtige Gefängnistrakt zur Alfred-Kästner-Straße hingegen schlichter mit bossierter Sockelzone, zwei Seitenrisaliten, Erkern und einem kleinen Balkon. Zwischen beiden Gebäudetrakten ein Verbindungsflügel mit zentraler Kuppel und einem quer anschließenden Trakt. Mit Alfred-Kästner-Straße 45, 47 und 49 sowie Arndtstraße 48 und 50. LfD/1998 (vgl. Denkmaltopographie Stadt Leipzig) | 09295645 |
| Weitere Bilder                          | Stiftsgebäude in halboffener Bebauung (Nr. 51a) und Hofgebäude (Nr. 51b/c) mit Nebengebäude und Einfriedung | Arndtstraße 51a; 51b; 51c (Karte)                               | 1880 (hinterer Bau), 1903 (Erweiterungsbau an Straßenfront)                                               | ehemals Kinderbewahranstalt, später Herberge zur Heimat des Evangelischen Vereins für Innere Mission, heute Behinderten-Wohnheim der Diakonie, im Hof frei stehender Ziegelbau in gotisierenden Formen, straßenseitiger Erweiterungsbau in halboffener Bebauung mit Putzfassade und Medaillons, sozialgeschichtlich und baugeschichtlich von Bedeutung Denkmaltext Das Martinsstift wurde 1880 als Kinderbewahranstalt, Asyl für verwahrloste Mädchen und Suppenküche gebaut. Träger war zunächst ein Consortium unter Leitung von P.W. Zinßer, ab etwa 1902 der Verein für innere Mission. Für das erste Gebäude, ein weit von der Straße zurückgesetzter dreigeschossiger Ziegelbau mit Stufengiebel und Vierpaßfriesen, schuf der Baumeister Hugo Altendorff die Pläne. 1903 wurde für die Kinderbewahranstalt ein Neubau an der Straße errichtet, das alte Gebäude diente als „Herberge zur Heimat“ (Obdachlosenasyl). Das Fassadenschema, die Zusammenfassung der beiden mittleren Geschosse durch Lisenen über flach gequadertem Erdgeschoss, entspricht etwa dem 1897 und 1905 von der Stadt errichteten benachbarten Schumannhäusern. Zwei Medaillons weisen auf die Funktion des Hauses hin. LfD/1998 (vgl. Denkmaltopographie Stadt Leipzig) | 09295056 |
|                                         | Mietshaus in geschlossener Bebauung | Arndtstraße 57 (Karte)                                          | 1897 (Mietshaus)                                                                                          | historistische Putzfassade, baugeschichtlich von Bedeutung Denkmaltext 1897 nach Plänen von Albin Conrad für den Kohlenhändler und Bauunternehmer Wilhelm Glaubig gebaut. Da hier nur viergeschossige Bauweise erlaubt war, wurde bei allen folgenden Häusern der Höhenunterschied zum fünfgeschossigen Eckhaus Bayrische Straße durch ein hohes Souterrain überbrückt. Alle besitzen daher ein auffallend hohes Sockelgeschoss, die meisten Läden oder Werkstätten im Souterrain. Der hohe Sockel bedingt hohe Eingänge, die wie hier durch kannelierte Säulen und Dreiecksgiebel der Fassade einen klassischen Anstrich verleihen. Antikisierend auch das Groteskenmotiv im Brüstungsfeld des flachen Mittelrisalits, der die ansonsten klare Horizontalbetonung der Fassade unterbricht. Fenster, Türen und die aufwendige Flurausstattung sind original erhalten. LfD/1998 (vgl. Denkmaltopographie Stadt Leipzig) | 09295055 |
|                                         | Mietshaus in geschlossener Bebauung und Fabrikgebäude im Hof | Arndtstraße 59 (Karte)                                          | 1897 (Mietshaus)                                                                                          | Vorderhaus mit historistischer Putzfassade, kleiner Fabrikbau mit Klinkerfassade im Hof, Fabrik technikgeschichtlich und Mietshaus baugeschichtlich von Bedeutung | 09295054 |
|                                         | Mietshaus in geschlossener Bebauung | Arndtstraße 61 (Karte)                                          | 1904 (Mietshaus)                                                                                          | ungewöhnlich gestaltete Putzfassade mit Stuckreliefs, frühe Reformstil-Architektur mit Jugendstil-Details, Architekt: Karl Poser, baugeschichtlich von Bedeutung Denkmaltext Das Haus, 1903 von Karl Poser für den Bauunternehmer Robert Starke entworfen, zeigt die typische Eigenart dieses Architekten, dessen Entwürfe sich deutlich von denen seiner Kollegen abheben. Es ist geradlinig und fast spartanisch in der Grundhaltung. Die hohe, glatte Sockelzone ist nur durch den fast manieristisch wirkenden, überhöhten Eingang mit Dämonenmasken an den Pfeilerenden und zwei isolierte Masken in den äußeren Achsen akzentuiert. Darüber trennt eine Horizontalachse mit Putzfugen unter einem floralen Stuckfries den Sockel von den oberen Geschossen. Nach dem in Leipzig verbreiteten Prinzip, den Fassadenabschluss leichter und schmuckreicher zu gestalten, ist auch hier das Obergeschoss durch Lisenen zwischen den Fensterachsen und brüstungsartige Putzstreifen aufgelockert. LfD/1998 (vgl. Denkmaltopographie Stadt Leipzig) | 09295053 |
|                                         | Mietshaus in geschlossener Bebauung, mit Werkstattgebäude im Hof | Arndtstraße 62 (Karte)                                          | 1894 (Mietshaus)                                                                                          | Vorderhaus mit Tordurchfahrt, historistische Klinkerfassade, baugeschichtlich von Bedeutung Denkmaltext Für das 1894 erbaute Haus mit Hofgebäude und Waschhaus war der Architekt Richard Teichmann gleichzeitig Entwerfer, Bauherr und Bauausführender. Die Ziegelfassade ist durch Betonung der Außenachsen und das schmuckreicher gestaltete Obergeschoss einfach und überzeugend gegliedert. Die Hofgebäude seit 1895 von der Tischlerwerkstatt, später Möbelfabrik Morenz genutzt. LfD/1998 (vgl. Denkmaltopographie Stadt Leipzig) | 09295147 |
| Weitere Bilder                          | Mietshaus in geschlossener Bebauung und Fabrikgebäude im Hof | Arndtstraße 63 (Karte)                                          | 1899–1900 (Mietshaus), 1908 (Fabrik)                                                                      | Vorderhaus mit Tordurchfahrt, Putzfassade mit straßenbildprägendem Erker mit Zeltdach, zwischen Jugendstil und Späthistorismus (mit gotisierenden und romanisierenden Elementen), Architekt: Fritz Drechsler, Fabrik technikgeschichtlich und Mietshaus baugeschichtlich von Bedeutung | 09295052 |
|                                         | Mietshaus in geschlossener Bebauung | Arndtstraße 65 (Karte)                                          | 1898–1899 (Mietshaus)                                                                                     | ehemals auch Hofgebäude (Neubau 2005–2006, Vorderhaus mit Tordurchfahrt und historistischer Putzfassade, baugeschichtlich von Bedeutung, Zeugnis der südlichen gründerzeitlichen Stadterweiterung) Denkmaltext Maurermeister Louis Uhlitzsch, der gemeinsam mit dem Malermeister Paulus Meinelt auch als Bauherr zeichnete, entwarf wahrscheinlich die Fassade des 1898 vollendeten Mietshauses. In konventioneller Weise sind hier über dem gequaderten Erdgeschoss die Fensterbedachungen zur Fassadengliederung eingesetzt. Abbruch Hinterhaus (Nummer 65b) und Neubau (Nummer 65a) 2005–2006. LfD/1998 (vgl. Denkmaltopographie Stadt Leipzig) | 09295051 |
|                                         | Mietshaus (Nr. 68) in ehemals halboffener Bebauung, mit Fabrikgebäude (Nr. 68a) im Hof | Arndtstraße 68; 68a (Karte)                                     | bezeichnet 1907 (Mietshaus), bezeichnet 1923 (Fabrik)                                                     | Vorderhaus mit Laden, Putzfassade mit Erkern, zwischen Reform- und Jugendstil, Fabrikgebäude Putzbau mit Putzdekoration, Fabrik technikgeschichtlich und Mietshaus baugeschichtlich von Bedeutung | 09295146 |
|                                         | Mietshaus in geschlossener Bebauung | Arndtstraße 69 (Karte)                                          | 1902 (Mietshaus)                                                                                          | historisierende Putzfassade, baugeschichtlich von Bedeutung Denkmaltext 1901–1902 für den Maurermeister Johannes Wetzold vom Architekturbüro Friedrich und Poser errichtet. Die einst sehr eigenständige Fassadengestalt durch nachträgliche Veränderungen entstellt. LfD/1998 (vgl. Denkmaltopographie Stadt Leipzig) | 09295049 |
|                                         | Mietshaus in geschlossener Bebauung | Arthur-Hoffmann-Straße 53 (Karte)                               | 1895 (Mietshaus)                                                                                          | mit originaler Ladenfront und Eckladen, Eckbetonung durch Lisenengliederung und ehemals Balkons, historistische Klinker-Putz-Fassade, baugeschichtlich von Bedeutung Denkmaltext Nach Plänen des Architekten E. August Stehmann für den Fleischermeister Heinrich Vogelsang 1895 erbautes fünfgeschossiges Mietshaus an der Ecke zur Körnerstraße. Klinkerbau mit Stuckgliederungen und breitgelagerter elfachsiger Front zur Arthur-Hoffmann-Straße. Das Erdgeschoss verputzt mit Nutung, das oberste Geschoss wird durch ein kräftiges Gurtgesims von den übrigen Stockwerken abgesetzt. Eigens betont ist der Eckbereich mit einer Vertikalgliederung aus genuteten Putzstreifen, drei Balkonen an der Abfasung und einer aufgesetzten Balustrade. Der Hausflur mit Ornamentfliesen, Holzpaneelen, einer Gliederung durch Pilaster, Stuckrahmen und Stuckdecke. Das Erdgeschoss mit zwei Läden und zwei Wohnungen, erstes bis drittes Obergeschoss mit jeweils drei, das vierte mit vier Wohnungen. LfD/1998 (vgl. Denkmaltopographie Stadt Leipzig) | 09295125 |
|                                         | Mietshaus in geschlossener Bebauung (bauliche Einheit mit Nr. 57) und Nebengebäude im Hof | Arthur-Hoffmann-Straße 55 (Karte)                               | 1894–1895 (Mietshaus)                                                                                     | Vorderhaus mit Tordurchfahrt und mit Laden, repräsentative historistische Putzfassade, kleines Arbeitsgebäude (ehemals Wurstmacherei mit Esse) im Hof, baugeschichtlich von Bedeutung Denkmaltext Mit Nummer 57: 1893–1894 nach Plänen des Architekten Albin Conrad für den Kohlenhändler Wilhelm Glaubig errichtetes fünfgeschossiges Doppelmietshaus. Die siebzehnachsige Putzfassade bis in das zweite Obergeschoss genutet. Das erste Obergeschoss ist durch Dreiecks-, das zweite durch Rundgiebel hervorgehoben, die im Wechsel mit geraden Fensterabschlüssen angebracht sind, so dass sich ein reizvolles Springen zwischen den Giebeln der beiden Geschossen ergibt. Die Mittelachsen beider Doppelhaushälften werden betont durch Eingänge mit Rundbogen und Löwenmasken, Sprenggiebeln im zweiten und von Pilastern eingerahmten Nixenreliefs zwischen drittem und viertem Obergeschoss. Als oberer Fassadenabschluss ein ausladendes von Konsolen getragenes Hausptgesims, das lediglich noch bei Nummer 57 vorhanden ist. Der Eingang bei Nummer 55 als Tordurchfahrt, bei Nummer 57 als Hausflur mit Ornamentfliesen, Holzpaneelen, Stuckmedaillons und Stuckdecke. Im Hof von Nummer 55 ein als Kohlenschuppen errichtetes, 1907 zur Wurstmacherei erweitertes Arbeitsgebäude. LfD/1998 (vgl. Denkmaltopographie Stadt Leipzig) | 09295126 |
|                                         | Mietshaus in geschlossener Bebauung (bauliche Einheit mit Nr. 55) | Arthur-Hoffmann-Straße 57 (Karte)                               | 1893–1894 (Mietshaus)                                                                                     | mit Laden und mit Gaststätte, repräsentative historistische Putzfassade, baugeschichtlich von Bedeutung Denkmaltext s. Nummer 55 | 09296691 |
|                                         | Mietshaus in geschlossener Bebauung | Arthur-Hoffmann-Straße 66 (Karte)                               | 1881 (Mietshaus)                                                                                          | mit Läden, Eckbetonung durch Abschrägung, Dachhäuschen und ehemals auch kleiner Giebel, historistische Putzfassade, baugeschichtlich von Bedeutung Denkmaltext Fünfgeschossiges, 1881 nach Plänen des Architekten F. G. Kaphs für Gotthardt Reichardt errichtetes Mietshaus in Ecklage zur Alfred-Kästner-Straße. Durch Horizontal- und Vertikalgliederungen plastisch gestaltete Putzfassade. Erd- und erstes Obergeschoss mit kräftiger, der leicht vorstehende Eckbereich bis in das zweite Obergeschoss mit feinerer Putznutung. An beiden Straßenfronten ein mittlerer Risalit, dessen Fensterachsen wie die des Eckbereiches von einer ädikulaartigen Gliederung eingefasst sind. Die abgefaste Ecke zusätzlich betont durch bekrönenden Dreiecksgiebel und Dachhaus. Die Rücklagen der Gebäudefronten mit geschossübergreifender Vertikalgliederung und Stuckfeldern mit zartem Rankendekor. Ursprünglich enthielt das Erdgeschoss neben dem Eckladen drei Wohnungen, weitere Ladeneinbauten erfolgten 1885 und 1894. Die Obergeschosse mit jeweils drei Wohnungen. LfD/1998 (vgl. Denkmaltopographie Stadt Leipzig) | 09295768 |
|                                         | Mietshaus in geschlossener Bebauung | Arthur-Hoffmann-Straße 69 (Karte)                               | 1896–1897 (Mietshaus)                                                                                     | mit Läden, Eckbetonung durch Erker und hohes Walmdach mit Dachhaus, Hausflur mit Plafondmalerei, historistische Putzfassade, baugeschichtlich von Bedeutung Denkmaltext Nach Plänen des Architekten Emil Voigt 1896–1897 für den Buchhalter Gustav Voigt errichtetes fünfgeschossiges Mietshaus an der Ecke zur Arndtstraße mit reich gegliederter Putzfassade. Über dem ursprünglich genuteten Erdgeschoss zwei durch eine feinere Nutung, profilierte Faschen, gerade Fensterverdachungen im Wechsel mit Dreiecksgiebeln und sparsam einsetzten Stuckdekor gestaltete Hauptgeschosse. Das oberste Geschoss durch ein von Konsolen getragenes Hauptgesims als Attika abgesetzt. Beide Straßenfronten mit leicht vorstehenden mittleren Risaliten, an der Fassade zur Arthur-Hoffmann-Straße mit bekrönenden Renaissancegiebel. Die abgefaste Ecke wird durch einen schlanken zweigeschossigen Erker und einen steilen Dachaufsatz mit vorgebautem Dachhaus hervorgehoben. Der Hausflur mit Stuckdekor und Plafondmalerei. Erstes bis drittes Obergeschoss wie ursprünglich auch das Erdgeschoss mit jeweils drei Wohnungen, davon einer von großbürgerlichem Zuschnitt mit Ecksalon und Bad. Das vierte Obergeschoss mit vier Wohnungen. 1908 erfolgte im Erdgeschoss der Einbau einer Apotheke. LfD/1998 (vgl. Denkmaltopographie Stadt Leipzig) | 09295113 |
|                                         | Mietshaus in geschlossener Bebauung | Arthur-Hoffmann-Straße 70 (Karte)                               | 1881 (Mietshaus)                                                                                          | mit Hausdurchgang und mit Laden, historistische Putzfassade, baugeschichtlich von Bedeutung Denkmaltext Durch den auch als Bauherrn zeichnenden Bauunternehmer(?) Louis Haring 1881 erbautes fünfgeschossiges Mietshaus. Die von einer feinen Nutung überzogene Putzfassade mit Sandsteingesimsen und zartem Stuckdekor. Beidseitig ein in den Obergeschossen durch Pilaster gegliederter Seitenrisalit. Das Erdgeschoss ursprünglich mit einer Wohnung, der Einbau von Läden erfolgte in den Jahren 1896 und 1913. In den Obergeschossen jeweils zwei Wohnungen. LfD/1998 (vgl. Denkmaltopographie Stadt Leipzig) | 09295769 |
|                                         | Mietshaus in geschlossener Bebauung | Arthur-Hoffmann-Straße 71 (Karte)                               | 1890–1891 (Mietshaus)                                                                                     | mit Gaststätte, historistische Klinkerfassade, Eckbetonung durch Abschrägung und ehemals Balkons, baugeschichtlich von Bedeutung Denkmaltext 1890–1891 nach Plänen des Architekten E. August Stehmann für die Tiefbauunternehmer Paul Wüstner und Hermann Tessmann errichtetes fünfgeschossiges Mietshaus in Ecklage zur Alfred-Kästner-Straße. Das Erdgeschoss verputzt und ursprünglich mit Nutung, die Obergeschosse klinkerverkleidet mit Stuckgliederungen. Zu beiden Straßenfronten ein leicht vorstehender Seitenrisalit. Der Eckbereich ebenfalls leicht vortretend, an der abgefasten Gebäudeachse befanden sich ehemals Balkone. Im Erdgeschoss Gaststätte mit Wirtswohnung und Laden mit Ladenwohnung. Von den beiden Wohnungen des ersten Obergeschosses eine mit Ecksalon. Die anderen Geschosse mit jeweils drei Wohnungen. LfD/1998 (vgl. Denkmaltopographie Stadt Leipzig) | 09295112 |
|                                         | Mietshaus in geschlossener Bebauung | Arthur-Hoffmann-Straße 72 (Karte)                               | 1881 (Mietshaus)                                                                                          | mit Tordurchfahrt, historistische Putzfassade, baugeschichtlich von Bedeutung Denkmaltext Durch den Bauunternehmer Rudolph Hansen 1881 für Louis Haring errichtetes fünfgeschossiges Mietshaus. Die Putzfassade mit Sandsteingesimsen und zarten Stuckgliederungen. Erdgeschoss und erstes Obergeschoss weisen eine Nutung auf. Zu beiden Seiten ein leicht vorstehender Seitenrisalit mit geschossübergreifender Pilastergliederung im zweiten und dritten Obergeschoss, die als Hauptzone von den übrigen Geschossen durch Gurtgesimse abgesetzt sind. Das Erdgeschoss ursprünglich mit Laden und Wohnung, die Obergeschosse mit jeweils zwei Wohnungen. LfD/1998 (vgl. Denkmaltopographie Stadt Leipzig) | 09295770 |
|                                         | Mietshaus in geschlossener Bebauung | Arthur-Hoffmann-Straße 74 (Karte)                               | 1880 (Mietshaus)                                                                                          | mit Gaststätte, Eckbetonung durch Abschrägung und Balkons, historistische Putzfassade, baugeschichtlich von Bedeutung Denkmaltext 1880 durch den Bauunternehmer Rudolph Hansen für Johann Christian Adam Knoll errichtetes viergeschossiges Mietshaus in Ecklage zur Schenkendorfstraße. Die Putzfassade mit Sandsteingesimsen und Stuckgliederungen, der ursprünglich vorhandene zarte Stuckdekor bei einer Neuverputzung größtenteils entfernt. Das Erdgeschoss genutet. An der abgefasten Eckachse zwei Balkone mit durchbrochenen Brüstungen. Die Geschosse mit jeweils drei Wohnungen, darunter einer mit Ecksalon. Spätestens 1901 erfolgte der Einbau einer Gaststätte im Erdgeschoss. LfD/1998 (vgl. Denkmaltopographie Stadt Leipzig) | 09295771 |
|                                         | Mietshaus in geschlossener Bebauung | Arthur-Hoffmann-Straße 76 (Karte)                               | 1895 (Mietshaus)                                                                                          | Eckbetonung durch Erker, historistische Putz-Klinker-Fassade, baugeschichtlich von Bedeutung | 09295117 |
|                                         | Mietshaus in geschlossener Bebauung | Arthur-Hoffmann-Straße 78 (Karte)                               | 1894–1895 (Mietshaus)                                                                                     | mit Tordurchfahrt und mit Läden, historistische Putzfassade, baugeschichtlich von Bedeutung Denkmaltext 1894–1895 nach Plänen des Architekten Georg Häckel für die Baubeschlägefabrik und Kunstgießerei Grunert und Lehmann errichtetes fünfgeschossiges Mietshaus. Die Putzfassade mit Stuckgliederungen und Seitenrisaliten. Die genuteten Flächen des Erd- und des ersten Obergeschosses, der beiden Risalite und des obersten Geschosses rahmen eine mittlere, durch Gesimse abgesetzte Zone der Rücklage ein. Als Abschluss der Fassade ein ausladendes, von Konsolen getragenes Hauptgesims. Der Hausflur mit Ornamentfliesen, Wandkacheln, Stuckdecke und Windfangtür, in der seitlichen Tordurchfahrt Holzpaneele, eine Wandgliederung durch Pilaster und ebenfalls eine Stuckdecke. Das Erdgeschoss ursprünglich mit Laden und einer 1908 zu einem weiteren Laden umgebauten Wohnung, in den Obergeschossen jeweils drei Wohnungen. LfD/1998 (vgl. Denkmaltopographie Stadt Leipzig) | 09295116 |
|                                         | Mietshaus in geschlossener Bebauung | Arthur-Hoffmann-Straße 80 (Karte)                               | 1893–1894 (Mietshaus)                                                                                     | mit Tordurchfahrt und mit Läden, historistische Klinker-Putz-Fassade, Seitenrisalite durch mansardartige Dachaufsätze betont, baugeschichtlich von Bedeutung Denkmaltext Viergeschossiges, 1893–1894 nach Plänen des Architekten Max Werner für die Baubeschlägefabrik und Kunstgießerei Grunert und Lehmann erbautes Mietshaus. Eine die fünf mittleren Achsen von zweitem und drittem Obergeschoss umfassande klinkerverkleidete Zone wird von den überwiegenden Putzflächen an Erd- und erstem Obergeschoss, den äußeren Achsen und dem obersten Stockwerk eingerahmt. Als Bekrönung der äußeren Kompartimente beidseitig ein mansardartiger Dachaufsatz mit vorgesetztem Barockgiebel. Der Stuckdekor an den Putzflächen wurde wie auch die ursprünglich an den beiden unteren Geschossen vorhandenen Nutungen bei einer Neuverputzung beseitigt. Der Hausflur mit Ornamentfliesen, Wandkacheln, figürlichen und ornamentalen Stuckreliefs und einer Kassettendecke. Erstes bis drittes Obergeschoss enthalten jeweils zwei, das vierte Obergeschoss vier Wohnungen. Das ursprünglich einen und Laden zwei Wohnungen beinhaltende Erdgeschoss wurde 1909 zu einer durchgehenden Ladenzone umgestaltet. LfD/1998 (vgl. Denkmaltopographie Stadt Leipzig) | 09295115 |
|                                         | Mietshaus in geschlossener Bebauung | Arthur-Hoffmann-Straße 81 (Karte)                               | 1893 (Mietshaus)                                                                                          | mit Läden, historistische Klinkerfassade, Eckbetonung durch Abschrägung und Balkons, baugeschichtlich von Bedeutung Denkmaltext Fünfgeschossiges, 1893 nach Plänen des Architekten E. August Stehmann für den Tiefbauunternehmer Hermann Tessmann errichtetes Mietshaus in Ecklage zur Alfred-Kästner-Straße. Der schlichte Klinkerbau mit einfachen Stuckgliederungen. Das verputzte Erdgeschoss besaß ursprünglich eine Nutung, an der abgefasten Eckachse befanden sich ehemals Balkone. Der Hausflur reicher ausgestattet mit Ornamentfliesen, Holzpaneelen, einer Wandgliederung durch Pilaster, Stuckmedaillons und einer Stuckdecke. Die Geschosse mit jeweils drei Wohnungen, darunter einer mit Ecksalon, das Erdgeschoss mit Eckladen und zwei späteren Ladeneinbauten. LfD/1998 (vgl. Denkmaltopographie Stadt Leipzig) | 09295111 |
|                                         | Mietshaus in ehemals geschlossener Bebauung und Fabrikgebäude im Hof | Arthur-Hoffmann-Straße 85 (Karte)                               | 1895–1896 (Mietshaus), 1895 (Kessel- und Maschinenhaus)                                                   | Vorderhaus mit Läden in der Souterrainzone und mit ehemals zwei Tordurchfahrten, Putzfassade mit balkonartigem Fachwerk-Erker und Giebel, Architekt: Heinrich Rust, Fabrikgebäude mit Maschinenhaus im Hof, Fabrik technikgeschichtlich und Mietshaus baugeschichtlich von Bedeutung | 09295110 |
|                                         | Mietshaus in geschlossener Bebauung | Arthur-Hoffmann-Straße 86 (Karte)                               | um 1885 (Mietshaus)                                                                                       | mit Hausdurchgang und mit Laden, historistische Putz-Klinker-Fassade mit Kolossal-Pilastern, baugeschichtlich von Bedeutung | 09263551 |
|                                         | Mietshaus in geschlossener Bebauung und Werkstattgebäude im hinteren Hof | Arthur-Hoffmann-Straße 87 (Karte)                               | 1889–1890 (Mietshaus)                                                                                     | mit Läden und mit Tordurchfahrt, repräsentative historistische Klinker-Putz-Fassade, baugeschichtlich von Bedeutung Denkmaltext Durch das Bauunternehmen Hofmann und Hetzer 1889–1890 für den Zimmermeister Paul Horn errichtetes fünfgeschossiges Mietshaus. Das Erdgeschoss mit Resten der ursprünglichen Putznutung, die Obergeschosse klinkerverkleidet mit Stuckgliederungen. Die Gestaltung der horizontal akzentuierten Fassade nach oben abnehmend, erstes und zweites Obergeschoss mit Blendbalustraden, Stuckdekor und Fensterverdachungen, die oberen Geschosse einfacher mit profilierten Faschen und die Horizontale betonenden Sohlbänken. Das Erdgeschoss mit Tordurchfahrt, einem ursprünglichen und zwei später eingebauten Läden, die Obergeschosse mit jeweils zwei Wohnungen. An originaler Hofbebauung erhalten ist ein viergeschossiges Mittelwohngebäude und ein zweigeschossiges Hintergebäude mit Werkstätten. LfD/1998 (vgl. Denkmaltopographie Stadt Leipzig) | 09295109 |
|                                         | Mietshaus in geschlossener Bebauung | Arthur-Hoffmann-Straße 88 (Karte)                               | 1894–1895 (Mietshaus)                                                                                     | mit Läden, Eckbetonung durch breite Abschrägung mit hervorgehobenem Kompartiment mit neobarockem Portal, Klinker-Putz-Fassade mit Kolossal-Pilastern, Gebäude im Stil des Historismus, städtebaulich bedeutsame Lage mit gegenüberliegendem Haus Nummer 95, baugeschichtlicher Wert Denkmaltext Nach Plänen des Architekten Richard Teichmann 1894–1895 für die Bauunternehmer Oskar Pönitzsch und Otto Bothe errichtetes fünfgeschossiges Mietshaus in Ecklage zur Kurt-Eisner-Straße. Zur repräsentativen Ausgestaltung dieser Kreuzung sahen die Bauvorschriften für das Grunert und Lehmann gehörige Areal von 1889 an allen vier Straßenecken breite Abfasungen vor, die an den beiden westlichen Eckumbauten umso größer ausfielen, als sie zu dem verbreiterten östlichen Straßenabschnitt der Kurt-Eisner-Straße überleiten sollten. Entsprechend stellt die zehnachsige Abfasung die Hauptfront des Gebäudes dar. Erstes Obergeschoss wie ursprünglich auch das Erdgeschoss verputzt mit Nutung, die oberen Etagen hingegen klinkerverkleidet mit Putzgliederungen, wobei die beiden mittleren Achsen im zweiten und dritten Obergeschoss durch einen hohen genuteten Putzbogen umspannt werden, der gleichzeitig auch das Portalthema des mittig angebrachten Einganges aufgreift. Die Achsen an den Gebäudekanten und den Seitenfronten werden von hohen genuteten Pilastern eingefasst und von breiten, übereck gestellten Sprenggiebeln überspannt, darüber sitzen eckturmartige Dachaufsätze, die der Hauptfront einen monumentalen Charakter geben. Das Erdgeschoss mehrfach entstellend verändert, erstmals 1909 durch die Umgestaltung zur Ladenzone. Die Obergeschosse mit jeweils drei Wohnungen. LfD/1998 (vgl. Denkmaltopographie Stadt Leipzig) | 09295114 |
|                                         | Mietshaus in geschlossener Bebauung und Werkstattgebäude im Hof | Arthur-Hoffmann-Straße 89 (Karte)                               | 1890–1891 (Mietshaus)                                                                                     | Vorderhaus mit Tordurchfahrt und ehemals mit Gaststätte, repräsentative historistische Putzfassade, baugeschichtlich von Bedeutung Denkmaltext Nach Plänen des Architekten Albin Conrad 1890–1891 für den Klempnermeister Carl August Engelhardt errichtetes fünfgeschossiges Mietshaus. Die reich gegliederte Putzfassade wird durch Gurtgesimse in drei Zonen eingeteilt. Zuunterst mit einer Nutung das später geglättete Erd- und das Obergeschoss, darüber durch Giebel, Verdachungen und Masken als Hauptzone hervorgehoben das zweite und das dritte Obergeschoss, deren mittlere Achsen durch übergreifende Giebel und Verdachungen akzentuiert werden, unter dem von schweren Konsolen getragenen Hauptgesims schließlich das oberste Stockwerk, das durch seine genuteten Fensterzwischenräume die Gestaltung der unteren Zone aufgreift und so zusammen mit den gequaderten Kanten des mittleren Bereiches die Fassade zu einem harmonischen Ganzen zusammenschließt. In den Obergeschossen jeweils zwei Wohnungen. Das gleichzeitig errichtete zweigeschossige Hintergebäude wurde als Fabrik für Luftgas-Apparate genutzt. LfD/1998 (vgl. Denkmaltopographie Stadt Leipzig) | 09295108 |
|                                         | Mietshaus in geschlossener Bebauung und Hinterhaus | Arthur-Hoffmann-Straße 91 (Karte)                               | 1890–1891 (Mietshaus)                                                                                     | Vorderhaus mit Tordurchfahrt und mit Läden, historistische Putzfassade, baugeschichtlich von Bedeutung Denkmaltext 1890–1891 nach Plänen des Architekten Ernst Riedel für den Tischlermeister Theodor Hermann erbautes fünfgeschossiges Mietshaus. Die von einer feinen Nutung überzogene Putzfassade mit qualitätvoller Sandsteingliederung, Gesimse und Verdachungen betonen die Horizontale. In die einfache Reihung der Fenster wird jeweils an den dritten Achsen mit der Verwendung von Giebeln und Putzspiegeln eine Rhythmisierung eingebracht. Als Fassadenabschluss ein ausladendes, von Konsolen getragenes Hauptgesims. Das Erdgeschoss ursprünglich mit Wohnungen, die 1909 zu Läden umgebaut wurden. In den Obergeschossen jeweils zwei Wohnungen. Zeitgleich mit dem Vorderhaus ist die Hofbebauung entstanden: ein viergeschossiges Mittelwohngebäude und ein zweigeschossiges Hintergebäude für Hermanns Tischlerwerkstatt. LfD/1998 (vgl. Denkmaltopographie Stadt Leipzig) | 09295107 |
|                                         | Mietshaus in geschlossener Bebauung sowie Hinterhaus und ehemaliges Remisengebäude im hinteren Hof | Arthur-Hoffmann-Straße 93 (Karte)                               | 1893–1894 (Mietshaus)                                                                                     | Vorderhaus mit Tordurchfahrt und mit Laden, historistische Klinkerfassade, baugeschichtlich von Bedeutung Denkmaltext Fünfgeschossiges, 1893–1894 nach Plänen des Architekten Richard Senf für den Baumeister Carl Ferdinand Keller erbautes Mietshaus. Die Klinkerfassade mit Fensterachsen in einfacher Reihung und farbig abgesetzten Ziersteinen, die Fenster segmentbogig abschließend mit Schlusssteinen. In dem verputzten und ursprünglich genuteten Erdgeschoss ein Laden aus der Entstehungszeit, der Einbau von zwei weiteren Läden erfolgte 1935. Die Obergeschosse mit jeweils zwei Wohnungen. An zeitgleicher Hofbebauung ist vorhanden ein dreigeschossiges Mittelwohngebäude und dahinter eine eingeschossige ehemalige Remise mit Stall. LfD/1998 (vgl. Denkmaltopographie Stadt Leipzig) | 09295106 |
|                                         | Mietshaus in geschlossener Bebauung | Arthur-Hoffmann-Straße 95 (Karte)                               | 1891–1892 (Mietshaus)                                                                                     | mit Läden, Eckbetonung durch barockisierenden Giebel, historistische Putzfassade, städtebauliches Pendant zum gegenüberliegenden Gebäude Nummer 88, baugeschichtlicher Wert Denkmaltext Durch den auch als Bauherrn zeichnenden Maurermeister Gustav Scheibe 1891–1892 an der Ecke zur Kurt-Eisner-Straße errichtetes fünfgeschossiges Mietshaus mit breiter sechsachsiger Abfasung, die nach den Bauvorschriften für das Grunert- und Lehmann'sche Areal von 1889 zur repräsentativen Ausgestaltung der Straßenkreuzung und zur Überleitung in den breiteren östlichen Abschnitt der Kurt-Eisner-Straße vorgeschrieben waren. Das Erdgeschoss verputzt und ursprünglich mit Nutung, die Obergeschosse klinkerverkleidet mit Stuckgliederungen. Mittig über der abgefasten Hauptfront ein kleiner Giebelaufsatz. Der Hausflur mit Stuckdecke und Windfangtür. Das 1905 zu einer Ladenzone umgestaltete Erdgeschoss enthielt ursprünglich zwei Läden und zwei Wohnungen, die Obergeschosse mit jeweils drei Wohnungen. LfD/1998 (vgl. Denkmaltopographie Stadt Leipzig) | 09295105 |
| Weitere Bilder                          | Wohnhochhaus (Nr. 111, mit Leuchtreklame) und angrenzender Wohnblock (Nr. 113/115) sowie vorgelagerte Verkaufseinrichtung mit Leuchtreklame | Arthur-Hoffmann-Straße 111; 113; 115 (Karte)                    | 1958–1960 (Wohnhaus), 1962 (Giebel-Leuchtwerbung)                                                         | städtebaulicher Akzent, traditioneller Ziegelbau im Stil der Moderne mit zurückgesetztem Dachgeschoss, Fassade durch schräg gestellte Balkons gegliedert, seltene historische Leuchtreklame, wissenschaftlich-dokumentarischer und architekturhistorischer Wert | 09299264 |
|                                         | Mietshaus in halboffener Bebauung | Arthur-Hoffmann-Straße 112 (Karte)                              | 1912–1913 (Mietshaus)                                                                                     | mit Laden, sparsam gegliederte Putzfassade, Reformstil-Architektur, baugeschichtlich von Bedeutung, städtebaulich wichtige Lage am Steinplatz Denkmaltext Durch die auch als Bauherren zeichnenden Architekten und Baumeister Paul Thiele und Hans Schindler 1912–1913 errichtetes viergeschossiges Mietshaus in markanter Ecklage zur Fichtestraße gegenüber dem Steinplatz. Putzbau mit genuteter Erdgeschosszone und Gestaltung der Fensterachsen durch kleinteilige Antragsarbeiten. Die Gebäudeecke nur im Bereich des Erdgeschosses abgefast, darüber die Obergeschosse in rechtem Winkel vorkragend, erhält der Baukörper ein kubisches Äußeres, zu dem auch zur Platzanlage gerichtete Front beiträgt. Hier werden Balkonloggien von zwei Kastenerkern eingefasst, seitlich rechts wird die Fassade überhöht von einem massiven Dachausbau mit Dreiecksgiebel. Die Eingangsachsen an der Front zur Arthur-Hoffmann-Straße zurückliegend mit einer dreigeschossigen, gusseisernen Balkonkonstruktion. Der Hausflur enthält die originale Ausstattung mit Wandkacheln, Stuckmedaillons und -festons, figürlichen Stuckreliefs und einer Kassettendecke. Das Erdgeschoss mit zwei Läden und zwei, die Obergeschosse mit jeweils drei Wohnungen. Im Dachgeschoss eine Dachwohnung. LfD/1998 (vgl. Denkmaltopographie Stadt Leipzig) | 09295357 |
|                                         | Mietshaus in halboffener Bebauung | Arthur-Hoffmann-Straße 114 (Karte)                              | 1911 (Mietshaus)                                                                                          | mit Läden, einfach gestaltete Putzfassade durch zwei Erker betont, Reformstil-Architektur, baugeschichtlich von Bedeutung Denkmaltext 1911 durch den auch als Bauherrn verantwortlichen Architekten Otto Juhrich errichtetes viergeschossiges Mietshaus. Die Putzfassade mit zwei abgeschrägten Erkern, an denen als einziger Baudekor kleine Antragsarbeiten mit figürlichen Darstellungen angebracht sind und die im Dachbereich Aufsätze mit Zeltdächern besitzen. In dem mit einer Nutung versehenen Erdgeschoss mittig ein rundbogiger Eingang mit Wappenkartusche, beidseitig anschließend je ein Laden mit originaler Front und Ladenwohnung. Der Hausflur mit kassetiertem Tonnengewölbe und Windfangtür. In den Obergeschossen jeweils zwei Wohnungen. LfD/1998 (vgl. Denkmaltopographie Stadt Leipzig) | 09295356 |
|                                         | Wohnblock in offener Bebauung, mit Vorgarten vor Nr. 123/125 sowie mit rückwärtiger Grünfläche | Arthur-Hoffmann-Straße 119; 121; 123; 125 (Karte)               | 1954–1957 (Wohnblock)                                                                                     | Putzfassade, im Stil der nationalen Bautradition der 1950er Jahre, Durchgang zwischen Nummer 121 und Nummer 123, stadträumlicher Zusammenhang mit dem Wohnhochhaus Nummer 115/117, Garten mit Treppenanlagen, Sitzbereichgestaltung und Bepflanzung, ortsentwicklungsgeschichtliche und baugeschichtliche Bedeutung Denkmaltext Auf Trümmergrundstücken wurden die vier Häuser sowie ein Doppelhaus in der Fichtestraße 44/46 als Ersatzwohnungsbau für die Ortsverlagerungen Stöhna-Rüben und Großdeuben von 1955 bis 1957 durch die Bau-Union Leipzig errichtet. Die rasche Umsetzung gewährleistete die Weiterentwicklung des Tagebaues Böhlen. Als Planträger firmierte das Berliner Ministerium für Schwerindustrie HV Flüssige Brennstoffe, Investträger war der VEB Kombinat „Otto Grotewohl“ in Böhlen. Im 1954 erstellten Erläuterungsbericht des Entwurfsbüros für Hochbau Leipzig ist fest gehalten, dass die Entwürfe aus dem normalen Rahmen des Typenwohnungsbaues herausragen. Die beiden Doppelhäuser an der Arthur-Hoffmann-Straße verspringen zueinander und sind durch einen breiten Risalit mit Hauseingang bei Nummer 125, Kastenerker sowie Austritte auf Kragkonsolen gekennzeichnet. Von besonderem denkmalpflegerischem Interesse die erhaltene detailreiche Gartengestaltung mit Sitzbereich, erhöhten Rasenflächen, Trocken- und Spielplatz. LfD/2010 | 09299240 |
| Direkt Bild zu diesem Denkmal hochladen | Handschwengelpumpe und Abdeckplatte | August-Bebel-Straße - (Karte)                                   | 1912 (Handschwengelpumpe)                                                                                 | Typ Großer Löwe, ortsgeschichtlich von Bedeutung Denkmaltext Gusseiserne Handschwengelpumpe des Typs Großer Löwe vor Nummer 61. Nach 1910. | 09295749 |
| Direkt Bild zu diesem Denkmal hochladen | Allee mit Mittelstreifen eines Straßenraumes | August-Bebel-Straße - (Karte)                                   | 1871, zum Teil später überformt (Allee)                                                                   | ortsbildprägende Allee zwischen zwei Fahrbahnen und den Vorgärten der anliegenden Grundstücke, gartenkünstlerisch und ortsentwicklungsgeschichtlich von Bedeutung Denkmaltext s. Straßentext | 09296712 |
|                                         | Mietshaus in geschlossener Bebauung und Vorgarten | August-Bebel-Straße 1 (Karte)                                   | 1880 (Mietshaus)                                                                                          | Mietshaus in geschlossener Bebauung und Vorgarten; mit Läden und Tordurchfahrt, historistische | 09295719 |
|                                         | Mietshaus in geschlossener Bebauung mit Vorgarten | August-Bebel-Straße 3 (Karte)                                   | 1891 (Mietshaus)                                                                                          | mit Tordurchfahrt, repräsentative historistische Klinkerfassade mit gusseiserner Veranda, baugeschichtlich von Bedeutung Denkmaltext 1881 nach Plänen von Richard Hagemann für Franz Burckhard fertiggestellt. Die Ziegelfassade nachdrücklich gegliedert durch den monumental wirkenden Sockel mit bogigen Fenstern und den breiten Sandsteinrahmungen der Fenster. Verunklärt wird diese, italienischen Hochrenaissance-Vorbildern nachempfundene Fassade durch die 1891 angefügte Veranda auf gusseisernen Säulen. Die seitliche Tordurchfahrt mit dem schönen erhaltenen Türblatt führte zu Pferdestall und Remise. LfD/1998 (vgl. Denkmaltopographie Stadt Leipzig) | 09295720 |
|                                         | Mietshaus in geschlossener Bebauung mit Einfriedung und Vorgarten | August-Bebel-Straße 4 (Karte)                                   | 1880 (Mietshaus)                                                                                          | mit Hausdurchgang, Hausflur mit originaler Ausstattung und Plafondmalerei, repräsentative historistische Putzfassade mit gusseiserner Veranda, baugeschichtlich von Bedeutung Denkmaltext Nummer 4/6: Die beiden 1879 vom Bauherren, dem Alt-Baumeister Gustav Franz Lüders selbst entworfenen Häuser zeigen bei gleicher Grunddisposition eine Fassadengestaltung, die unterschiedlichen Vorbildern verpflichtet ist: Nummer 4 mit flachem Dreiecksgiebel über dem Mittelrisalit, dem ab- schließenden Attikageschoss und den feinteiligen Stuckreliefs mit kränzetragenden Putten in den Brüstungsfeldern entspricht den in den siebziger Jahren vorherrschenden, spätantiken und frührenaissancistischen Dekorationsformen. Nummer 6 hingegen zeigt mit dem kräftigen gesprengten Segmentgiebel, Ochsenaugen, dem kräftig rustizierten Risalit und dem plastisch stärker herausgearbeiteten Bauschmuck eine freiere, fast schon zum Neobarock tendierende Variante. Die Anfang der neunziger Jahre angefügten eisernen Veranden, Teile der Einfriedung, Fenster, Türen und die·Ölmalerei im Flur von Nummer 4 sind original erhalten. LfD/1998 (vgl. Denkmaltopographie Stadt Leipzig) | 09295723 |
|                                         | Mietshaus in geschlossener Bebauung und Vorgarten | August-Bebel-Straße 5 (Karte)                                   | 1881 (Mietshaus)                                                                                          | mit Tordurchfahrt, repräsentative historistische Putzfassade, baugeschichtlich von Bedeutung Denkmaltext 1881 durch den Bauunternehmer Hermann Kramer errichtet. Die vor dem Hintergrund einer bis ins dritte Geschoss durchgehenden Quadrierung angefügte reiche und feinteilige Fassadengliederung wird durch eine klare Horizontalordnung eingebunden: Deutlich sind Sockel, zwei Hauptetagen und Obergeschoss voneinander abgesetzt, wobei die Wertigkeit der Geschossen durch Fenstergröße differenziert ist. Durch zwei feingebildete Konsolgesimse ausgeschieden, ist auch hier das Obergeschoss mit kannelierten Pilastern und üppigen Kapitellen besonders gestaltet. Plastische Akzentuierung erhält die Fassade durch den sehr breiten Mittelrisalit. Voneinander abgesetzt, geben die Fenster in ihrer Höhe, die von dichtgereihten Konsolen gestützten Gesimse und das mit kannelierten Pilastern besonders festlich gestaltete Obergeschoss der klar aufgebauten Fassade durchgehende Gliederungen wie die bis ins 3. Geschoss durchgeführte, nach oben abnehmende Quadrierung. Die Details lassen bei diesem, 1881 durch den Bauunternehmer Hermann Kramer errichteten Haus noch die Grundhaltung eines nachwirkenden Spätklassitzismus der siebziger Jahre erkennen. Deutliche Geschosstrennung durch fein ornamentierte Gesimse, Höhendifferenzierung der Etagen und feinteilige Fassadendekorationen sind die Merkmale dieses Stils. Auch Haustür und Innenausstattung sind original aus dieser Zeit erhalten. LfD/1998 (vgl. Denkmaltopographie Stadt Leipzig) | 09295721 |
|                                         | Mietshaus in geschlossener Bebauung, mit Vorgarten und Einfriedung | August-Bebel-Straße 6 (Karte)                                   | 1881 (Mietshaus)                                                                                          | mit Hausdurchgang, repräsentative historistische Putzfassade mit gusseiserner Veranda, baugeschichtlich von Bedeutung Denkmaltext s. Nummer 4 | 09295724 |
|                                         | Mietshaus in geschlossener Bebauung und Vorgarten | August-Bebel-Straße 7 (Karte)                                   | 1882 (Mietshaus)                                                                                          | mit Tordurchfahrt, repräsentative historistische Putzfassade, baugeschichtlich von Bedeutung Denkmaltext 1882 von Hugo Franz für den Bauunternehmer Josef Pirat gebaut. Nach Zerstörung des Eckhauses zur Schenkendorfstraße letzter Bau der in geschlossener Reihe um 1880 errichteten Mietshäuser, die durch ihre klaren, klassisch anmutenden Gliederungen bei feinteilig- üppigem Schmuckreichtum bestechen. Statt des bisherigen breiten Mittelrisalits hier Akzentuierung der Seitenachsen durch schön geschmiedete Balkons vor flachen Risaliten. Das einst geschmückte Obergeschoss nach Kriegszerstörung geglättet, die Freitreppe später angefügt. Auch hier führte die Durchfahrt zu Pferdestall und Remise im Hof. LfD/1998 (vgl. Denkmaltopographie Stadt Leipzig) | 09295808 |
|                                         | Wohnhaus in offener Bebauung mit Vorgarten | August-Bebel-Straße 11 (Karte)                                  | 1881 (Wohnhaus)                                                                                           | villenartiges Gebäude, im Stil der Neorenaissance, ehemals mit gusseiserner Veranda (im zeitgenössischen Stil erneuert), baugeschichtlich von Bedeutung Denkmaltext Als „freistehendes villenartiges Wohnhaus“ 1880 von Gustav Hempel für den Zimmermeister R. Hessler entworfen. Es enthielt in den ersten beiden Etagen je eine, im Obergeschoss 2 Wohnungen, im Souterrain die Hausmeisterwohnung. Der dreigeschossige, Rechteckbau an der Ecke zur August-Bebel-Straße fällt aus dem Zusammenhang der ansonsten viergeschossigen geschlossenen Bebauung in diesem Gebiet. Seine noble Wirkung bezieht er aus der klaren, streng symmetrisch angelegten Gliederung, die an der Hauptfassade durch die um 1890 am Mittelrisalit angefügte gusseiserne Veranda etwas verunklärt ist. Um den allseitig mit Fenstern versehenen Baukörper zieht sich über Natursteinsockel das großzügig gespundete Erdgeschoss, darüber ein Gurt- und Sohlbankgesims, unterbrochen von Balustraden in den Fensterbrüstungen. Ein breiter Fries mit Festons und ein Zahnschnittfries unter dem vorkragenden flachen Dach schließen den Baukörper horizontal ab, Eckquaderungen fassen ihn zusammen. Die zu Dreiergruppen zusammengefassten Fenster in großzügigen „Renaissance“-Rahmungen: die äußeren mit kannelierten Pfeilern, die mittleren mit ebensolchen Halbsäulen. Unter den Bedachungen feiner Zahnschnittfries. Erhalten die Pfeiler einstigen Garteneinfriedung. LfD/1998 (vgl. Denkmaltopographie Stadt Leipzig) | 09295023 |
|                                         | Mietshaus in halboffener Bebauung, mit Vorgarten und Einfriedung sowie Garage im Hof | August-Bebel-Straße 12 (Karte)                                  | 1893 (Mietshaus), um 1925 (Garage)                                                                        | stattliches gründerzeitliches Gebäude, repräsentative historistische Putzfassade, Straßenfassade mit Vorbau und Veranda, baugeschichtlich von Bedeutung Denkmaltext Der ursprünglich nur 4-geschossige Bau 1893 vom Architekten Otto Pönitz in eigenem Auftrag entworfen. Durch die zarte Putzfugung und die zierlichen Neorokoko-Fensterbekrönungen wirkt die Fassade trotz des kräftigen Mittelrisalits mit anstoßender Veranda leicht und elegant. Dieser eleganten Linie schließt sich die original erhaltene eiserne Einfriedung an. 1925 wurde durch den Besitzer , den Ingenieur und Fabrikbesitzer Eduard Dorst (Dorst & Fiedler, Ankerwicklerei),ein fünftes Geschoss aufgesetzt. In den Jahren um 1914 wohnte der bekannte Cellist Prof. Julius Klengel in diesem Haus. LfD/1998 (vgl. Denkmaltopographie Stadt Leipzig) | 09295725 |
|                                         | Mietshaus in ehemals geschlossener Bebauung und Vorgarten | August-Bebel-Straße 14 (Karte)                                  | 1899 (Mietshaus)                                                                                          | mit Hausdurchgang, repräsentative historistische Klinkerfassade, Straßenfassade mit Vorbau und Veranda, baugeschichtlich von Bedeutung Denkmaltext Nach Plänen des bauausführenden Architekten Otto Lehmann für die Zimmerei-Firma Köhler und Uhlig 1900 vollendet. Die Veranda erst 1929 an den Standerker angefügt. Die Baugesinnung dieses „herrschaftlichen Wohnhauses“ ist noch dem Historismus verpflichtet, nur einige Einzelformen, vor allem über dem Eingang, deuten auf die Zeit des Übergangs 1899/1900 hin. LfD/1998 (vgl. Denkmaltopographie Stadt Leipzig) | 09295726 |
|                                         | Wohnhaus in offener Bebauung mit Einfriedung, Toranlage und Vorgarten | August-Bebel-Straße 26 (Karte)                                  | 1906 (Wohnhaus)                                                                                           | abwechslungsreich gestaltete Putzfassade, Anklänge an Reform- und Jugendstil, Architekt: Georg Wünschmann, künstlerisch und baugeschichtlich von Bedeutung Denkmaltext Die Villa für den Arzt Dr. Victor Rudolf wurde 1905 von Georg Wünschmann entworfen. Der überhohe Sockel mit kräftigem Rustikamauerwerk und glatt eingeschnittenen, zum Teil schießschartenähnlich kleinen Fenstern verleiht dem Bau einen etwas monumentalen Charakter. Die kubische Wirkung wird gemildert durch abgerundete Ecken und Erker, in denen die Quaderung bis ins Dachgeschoss fortgeführt wird. Da zudem die Quader eine feine „gekämmte“ Oberfläche besitzen, nehmen sie im Zusammenspiel mit den filigranen, wie gepunzt wirkenden Jugendstildekorationen dem Bau in den Obergeschossen viel von seiner Schwere. Die Villa, in der sich ab 1918 eine private Lungenheilanstalt befand, wurde seit den fünfziger Jahren als Poliklinik und Polizeimeldestelle genutzt und entsprechend umgebaut. LfD/1998 (vgl. Denkmaltopographie Stadt Leipzig) | 09295730 |
|                                         | Mietshaus in geschlossener Bebauung (bauliche Einheit mit Nr. 29 und 31) mit Vorgarten | August-Bebel-Straße 27 (Karte)                                  | 1882 (Mietshaus)                                                                                          | mit Tordurchfahrt, historistische Putzfassade mit gusseiserner Veranda, baugeschichtlich von Bedeutung | 09295727 |
|                                         | Mietshaus in geschlossener Bebauung mit Vorgarten | August-Bebel-Straße 28 (Karte)                                  | 1896 (Mietshaus)                                                                                          | historistische Klinkerfassade, baugeschichtlich von Bedeutung Denkmaltext Für Theodor Bergk, Inhaber der Rolladen-, Marquisen- und Jalousienfabrik in der Inselstraße,schuf der Architekt Paul Richter 1896 die Pläne für dieses sowie die anstoßenden Eckgebäude Alfred-Kästner Straße 22 und 20. Alle zeigen die gleichen etwas scharfkantigen stark plastischen Fensterbekrönungen mit Kartuschen und Masken, die gleichen diamantierten Pilasterecken und Portale mit reliefierten Schäften und gesprengten Giebeln. LfD/1998 (vgl. Denkmaltopographie Stadt Leipzig) | 09295731 |
|                                         | Mietshaus in geschlossener Bebauung (bauliche Einheit mit Nr. 27 und 31), mit Hofgebäude und Vorgarten | August-Bebel-Straße 29 (Karte)                                  | 1881–1882 (Mietshaus)                                                                                     | historistische Putzfassade mit gusseiserner Veranda, Seitengebäude im Hof ehemals Kutscherwohnung, baugeschichtlich von Bedeutung Denkmaltext s. Nummer 31 | 09295728 |
|                                         | Mietshaus in geschlossener Bebauung (bauliche Einheit mit Nr. 27 und 29) mit Vorgarten | August-Bebel-Straße 31 (Karte)                                  | 1881 (Mietshaus)                                                                                          | historistische Putzfassade mit gusseiserner Veranda, baugeschichtlich von Bedeutung Denkmaltext Nummer 27,29,31:Nummer 27 und 31, 1881 von Hugo Franz für Josef Pirat (Nummer 27) und den Schlossermeister Carl Ursin (Nummer 31) erbaut, waren in ihrer ursprünglichen Form noch von der spätklassischen Flächigkeit der siebziger Jahre geprägt. Erst 1887 kamen die schweren Anbauten mit den gusseisernen Veranden hinzu, die die klare Fassadenstruktur beeinträchtigen. Zur deutlichen Horizontalbetonung: genutete Sockelzone mit Segmentbogenfenstern, antikisierendes Gurtgesims mit Triglyphenfries und zurückhaltende Fensterbekrönung der Beletage, bildeten die angedeuteten Risalite mit flachen Dreiecksgiebeln in der abschließenden Attikazone einen harmonischen vertikalen Ausgleich. Ähnliches ist für Haus Nummer 29 zu sagen, das im gleichen Jahr von Richard Hagemann erbaut wurde. Hier allerdings ist mit den aufwendigeren und plastischeren Fensterbekrönungen schon ein weiterer Schritt in die achtziger Jahre getan. Bei allen drei Häusern sind die dazugehörigen zweigeschossigen Hofgebäude erhalten, die Pferdestall, Wagenremise, Waschhaus und in der ersten Etage Heuboden und Kutscherwohnung enthielten. LfD/1998 (vgl. Denkmaltopographie Stadt Leipzig) | 09295729 |
|                                         | Mietshaus in geschlossener Bebauung, mit Vorgarten | August-Bebel-Straße 32 (Karte)                                  | um 1900 (Mietshaus)                                                                                       | historisierende Putzfassade mit Zierfachwerk-Giebel und zwei hölzernen Balkonanlagen, baugeschichtlich von Bedeutung Denkmaltext Das Zierfachwerk unter dem vorkragenden Giebeldach, die Formen der feingeschnitzten hölzernen Veranda und vor allem die Fenster mit „vergitterter“ Oberlichtsprossung lassen eine Entstehungszeit um 1900 vermuten (Bauakte nicht erhalten). Der pompöse, von Säulen flankierte Eingang mit gesprengtem Giebel und neobarockem Gitter erscheint noch ganz den Formen des Neobarock der 1890er Jahre verpflichtet. LfD/1998 (vgl. Denkmaltopographie Stadt Leipzig) | 09295733 |
|                                         | Mietshaus in geschlossener Bebauung mit Vorgarten | August-Bebel-Straße 34 (Karte)                                  | 1900 (Mietshaus)                                                                                          | historistische Putzfassade mit Veranda zwischen zwei Vorbauten, baugeschichtlich von Bedeutung Denkmaltext Entworfen und vollendet im Jahre 1900 von Hugo Schuhknecht für den Restaurateur Emil Böbber, erscheint der Bau mit seinen polygonalen Standerkern, der zarten Putznutung in Erd- und Obergeschoss und der ins Flache und geometrische gewandelten historisierenden Fensterbekrönung von zeitgemäßer·Leichtigkeit. LfD/1998 (vgl. Denkmaltopographie Stadt Leipzig) | 09295734 |
|                                         | Mietshaus in geschlossener Bebauung mit Einfriedung und Vorgarten | August-Bebel-Straße 38 (Karte)                                  | 1896 (Mietshaus)                                                                                          | historistische Klinker-Putz-Fassade mit Standerker und Balkons, baugeschichtlich von Bedeutung Denkmaltext Repräsentatives Mietshaus, 1896 nach Plänen des Architekten Richard Füssel für den Versicherungs-Sub-Direktor Carl Hellwig errichtet. Die stark bewegte Fassade lebt vom Kontrast der Formen und Materialien: Heller Putz dominiert vor roten Ziegeln, dem polygonalen Mittelerker sind die schmiedeeisernen geschwungenen Balkonkörbchen als kontrastierendes Element gegenübergestellt. Blickpunkt dieser neobarocken Prunkfassade ist die Halbrund-Loggia über dem reich gebildeten Balkonabschluss. Erhalten ist die üppige Hausflur-Ausstattung mit Marmor-Wandverkleidung und Stuckfriesen. Mezzaningeschoss und Dachzone sind nachträglich vereinfacht. LfD/1998 (vgl. Denkmaltopographie Stadt Leipzig) | 09295344 |
|                                         | Mietshaus in geschlossener Bebauung mit Vorgarten | August-Bebel-Straße 40 (Karte)                                  | 1893 (Mietshaus)                                                                                          | historistische Klinkerfassade mit turmartigem Vorbau, baugeschichtlich von Bedeutung Denkmaltext 40, 42: 1893 von Andreas Wickmann für Antonie Wickmann als Doppelhaus gebaut. Die Fassade reich und malerisch angelegt mit polygonalem und rechteckigen Standerker, beide von unterschiedlichen Hauben gekrönt und Neorenaissance-Sandsteingliederungen vor Ziegelverblendern über kräftig gequadertem Erdgeschoss. Gut erhalten das mit Halbsäulen und Konsolen geschmückte Attikageschoss. Vor Nummer 42 eine reichgeschnitzte Holzveranda, 1901 nach Zeichnungen von Anton Käppler angefügt. Original erhalten die Türen, ein Großteil der Fenster und die Ausstattung des Treppenhauses mit Stuck und hollandisierenden Landschaftsbildern in Öl. LfD/1998 (vgl. Denkmaltopographie Stadt Leipzig) | 09295741 |
|                                         | Doppelmietshaus in geschlossener Bebauung, mit Vorgarten und Einfriedung | August-Bebel-Straße 41; 43 (Karte)                              | 1887 (erste Planung) 1898 (Vollendung)                                                                    | von 1952–1989 Nummer 41 mit katholischer Kapelle St. Hedwig, historistische Klinkerfassade mit zwei erkerartigen Vorbauten, baugeschichtlich von Bedeutung Denkmaltext Die ersten Pläne für das 14-achsige Doppelhaus entstanden 1887 im Auftrag der bekannten Leipziger Bildhauerfirma Damm & Liegert, die im Hof ihre Werkstattgebäude besaß. Nach dem Verkauf an Schlossermeister Theodor Bergk 1897 übernahm dieser die Grundrissdisposition (eine große Wohnung pro Etage) und ließ durch das Ingenieurbüro Kurt Bergk einen neuen Fassadenentwurf fertigen (identisch mit August-Bebel-Straße 28 / Alfred-Kästner-Straße 20/22), charakterisiert durch die barockisierenden, aber stark verfestigten Fensterbekrönungen vor farbigen Verblendziegeln. An die Risalite waren Veranden auf gusseisernen Säulen gefügt, deren Abriss bei der Renovierung 1992–1993 leere Stellen hinterließ. Die ursprüngliche Einfriedung ist inzwischen originalgetreu ersetzt. LfD/1998, 2018 (vgl. Denkmaltopographie Stadt Leipzig) | 09295732 |
|                                         | Mietshaus in geschlossener Bebauung mit Vorgarten | August-Bebel-Straße 42 (Karte)                                  | 1893 (Mietshaus)                                                                                          | | 09295343 |
|                                         | Mietshaus in geschlossener Bebauung mit Vorgarten | August-Bebel-Straße 44 (Karte)                                  | 1893–1897 (Mietshaus)                                                                                     | historistische Klinkerfassade mit Standerker, baugeschichtlich von Bedeutung | 09295740 |
|                                         | Mietshaus in geschlossener Bebauung mit Vorgarten | August-Bebel-Straße 45 (Karte)                                  | 1888 (Mietshaus)                                                                                          | historistische Klinkerfassade mit turmartigem Vorbau, ehemals mit gusseiserner Veranda, baugeschichtlich von Bedeutung Denkmaltext Anschließend an das Doppelhaus Nummer 41/43 ebenfalls für den Schlossermeister Theodor Bergk vom Architekten Richard Landé 1888/1889 erbaut. In den Details leicht abweichend stimmen die Dekorationsformen in ihrem repräsentativen, etwas steif wirkenden Neobarock mit dem Nachbarhaus überein. LfD/1998 (vgl. Denkmaltopographie Stadt Leipzig) | 09295735 |
|                                         | Mietshaus in geschlossener Bebauung mit Vorgarten | August-Bebel-Straße 46 (Karte)                                  | 1893 (Mietshaus)                                                                                          | historistische Klinkerfassade mit erkerartigem Vorbau, baugeschichtlich von Bedeutung Denkmaltext 1893 vom Architekten A. Neumann für Wilhelm Thiel gebaut. Schlichte aber repräsentative Ziegelfassade über gequadertem Erdgeschoss mit Bogenfenstern. Erhält ihre Akzentuierung durch den asymmetrischen polygonalen Vorbau, die leicht betonte Eingangsachse und die sehr starken Konsolen der Attika unter weit vorkragendem Dach. Um 1914 wohnte hier der bekannte Stadthistortiker und Direktor des Stadtgeschichtlichen Museums Ernst Kroker LfD/1998 (vgl. Denkmaltopographie Stadt Leipzig) | 09295342 |
|                                         | Doppelmietshaus in geschlossener Bebauung mit Einfriedung und Vorgarten sowie Pforte bei Nr. 49 | August-Bebel-Straße 47; 49 (Karte)                              | 1903 (Doppelmietshaus)                                                                                    | vornehmes Doppelmietshaus, Treppenhaus bei Nummer 47 mit Ausmalung, historisierende Putzfassade mit Jugendstildetails, durch Loggien und Balkons belebt, baugeschichtlich von Bedeutung Denkmaltext 1903 nach Plänen der Architekten Karl Poser und Adalbert Friedrich für den Maurermeister Carl August Müller vollendet. Das vornehme Doppelhaus prägt den Kreuzungsbereich der beiden repräsentativen Allen Kurt-Eisner- und August-Bebel-Straße. Die insgesamt 16-achsige Fassade zur August-Bebel-Straße ist durch tiefe Vorbauten und Balkonloggien aufgelockert. Über dem verbindenden hohen Erdgeschosssockel mit horizontaler Putzfugung die Rücklagen nur sehr dezent gegliedert und mit Putzspiegeln gestaltet. Die noblen Jugendstildekorationen konzentrieren sich auf die Standerker und die von Loggien überfangene Eingangszone von Nummer 47. Der figürliche (Frauenfiguren an den Fensterpfeilern der Erker und über dem Eingang) und ornamentale Schmuck von sehr eigenständigem Charakter. Erhalten auch die Türblätter und Ausstattung der Flure und Treppenhäuser mit Kreuz- und Tonnengewölbe, Kachel, Marmorverkleidung. In Nummer 49 historisierende Wandmalerei von 1934. Nach 1905 im Besitz des Architekten Adalbert Friedrich bzw. des Orgelfabrikanten Mannborg. LfD/1998 (vgl. Denkmaltopographie Stadt Leipzig) | 09295330 |
| Weitere Bilder                          | Doppelmietshaus in geschlossener Bebauung mit Vorgarten | August-Bebel-Straße 48; 50 (Karte)                              | 1903 (Doppelmietshaus)                                                                                    | historisierende Putzfassade mit vier gusseisernen Veranden, teilweise Jugendstildekoration, baugeschichtlich von Bedeutung Denkmaltext Wie bei allen Häusern des Architekten und Bauunternehmers Otto Rölling mischen sich auch in den beiden 1903 vollendeten,spiegelbildlich einander zugeordneten Fassaden konventionelle Elemente (Renaissance-Giebel, Dreiecks- und Segmentbogen-Fensterbekrönungen, zum Teil mit eingestellten Obelisken) mit moderneren Jugendstil-Dekorationen, hier vor allem in der Bandornamentik um die runden bzw. nierenförmigen Haustür-Oberlichter. Auch die Innenausstattung der Flure und die schmiedeeisernen Treppenanlagen erscheinen in reinem Jugendstil. LfD/1998 (vgl. Denkmaltopographie Stadt Leipzig) | 09295739 |
|                                         | Mietshaus in geschlossener Bebauung mit Einfriedung und Vorgarten | August-Bebel-Straße 51 (Karte)                                  | 1898 (Mietshaus)                                                                                          | repräsentative historistische Putzfassade mit gusseiserner Veranda, baugeschichtlich von Bedeutung Denkmaltext Der 1897 vom Architekten Erhart Strauß für den Mauermeister Friedrich Wilhelm Baetz entworfene Bau verwendet in Fensterrahmungen und Bekrönungen die üppigen Dekorationsformen des Neobarocks der neunziger Jahre. Diese in Leipzig häufig zu findenden Formen können auch als bewusster Rückgriff auf lokale Bautraditionen des Barock verstanden werden. Die Veranda auf zierlichen Gusseisensäulen wurde erst 1901 angefügt. LfD/1998 (vgl. Denkmaltopographie Stadt Leipzig) | 09295746 |
|                                         | Doppelmietshaus (Anschrift: August-Bebel-Straße 53 und Scharnhorststraße 1) in geschlossener Bebauung, mit Einfriedung, Pforte und Vorgarten | August-Bebel-Straße 53 (Karte)                                  | bezeichnet 1891 (Doppelmietshaus)                                                                         | mit zwei originalen Läden, historistische Klinker-Putz-Fassade, Eckturm, gusseiserne Veranda und Balkon, baugeschichtlich von Bedeutung Denkmaltext Nach Plänen des Architekten Heinrich Rust von 1889 für den ausführenden Maurermeister Otto Umlauf 1891 vollendet. Eckbau zur Scharnhorststraße, diese Fassadenseite im Erdgeschoss von zwei originalen Läden mit Comptoir eingenommen. Zur Hauptstraße die gelbe Ziegelfassade über mächtigem Putzsockel durch eine Vorhalle mit aufgesetzter gusseiserner Veranda und drei Treppenläufen aufgewertet. Von der 1891 durch Fritz Drechsler entworfenen Einfriedung nur noch die Pfen erhalten. Das früher feingestaltete Obergeschoss mit Rundbogenfenster geglättet, über dem Eck-Dachaufbau ursprünglich ein spitzer Pyramidenaufbau mit Fialen. Originale Treppenhaus – Ausstattung mit Tonnengewölbe, Kassettenwand, Holzpaneel. Von 1900 bis 1945 im Besitz der Verlegerfamilie Volckmar-Voerster-Frentzel. LfD/1998 (vgl. Denkmaltopographie Stadt Leipzig) | 09295331 |
|                                         | Mietshaus in offener Bebauung (baugleiche Gestalte wie Nr. 56), mit Vorgarten | August-Bebel-Straße 54 (Karte)                                  | 1903 (Mietshaus)                                                                                          | Baudekoration in neobarocken Formen, zum Teil jugendstilig, zum Teil rokokohaft, Hausflur mit originaler Ausstattung und Plafondmalerei, Putzfassade mit zwei Vorbauten und gusseisernen Veranden, baugeschichtlich von Bedeutung Denkmaltext s. Nummer 56 | 09295341 |
| Direkt Bild zu diesem Denkmal hochladen | Doppelmietshaus (Anschrift: Scharnhorststraße 2 und August-Bebel-Straße 55, mit Ausstattung im Treppenhaus) in geschlossener Bebauung, mit Vorgarten und Einfriedung | August-Bebel-Straße 55 (Karte)                                  | 1903 (Doppelmietshaus), um 1914 (Wand- und Deckenbild)                                                    | bemerkenswertes herrschaftliches Wohnhaus des Architekten Georg Wünschmann, einer der markantesten Jugendstilbauten in Leipzig, orientiert am Wiener Sezessionsstil, Hausflur mit Leinwandbildern von Bruno Héroux, baugeschichtlich und personengeschichtlich von Bedeutung Denkmaltext „Herrschaftliches Wohnhaus“ des Architekten Georg Wünschmann, 1903 erbaut, mit Dachgeschoss-Atelier zur eigenen Benutzung. Der Eckbau wird an beiden Straßenfronten geprägt durch die markante Vertikalgliederung der über zwei Geschosse laufenden Lisenen über einem Unterbau mit Bogen- fenstern. An der Hauptfront zur August-Bebel-Straße Risalit mit flach geschweiftem Giebel. Der Christuskopf mit Strahlenkranz im Sternenhimmel und die dämonischen Eckmasken typisch für eine mystizierende Variante des Leipziger Jugendstils zwischen 1902 und 1904. Der Ecktrakt greift mit Fachwerkerkern und englischen Fenstern Elemente der Landhausarchitektur auf. Über dem Eingang zur Scharnhorststraße beeindruckend der Christuskopf in schwarzgrüner Keramik, mit Strahlenkranz im ovalen Oberlicht (Signatur: H.K.). Auch hier der Mittelteil mit leichten Putzfugen, die Lisenen wie an der Hauptfront mit abgerundeten Ecken. Wie dort schmücken schwarzgrüne Keramik-Kartuschen und Masken das Obergeschoss der zurückliegenden Seitenachsen. Fluraus- stattung mit grünen Kacheln,Tonnengewölbe mit breiten Gurten und ehemals sechs dekorativen Leinwandbildern (2 erhalten). Signatur B.H. deutet auf den Maler Bruno Héroux, der um 1914 das Atelier im Dachgeschoss benutzte. Um 1976 hier Atelier des Malers Frank Ruddigkeit. Das Haus mit erhaltener originaler Einfriedung ist eines der markantesten Jugendstilbauten in Leipzig. LfD/1998 (vgl. Denkmaltopographie Stadt Leipzig) | 09295394 |
|                                         | Mietshaus in offener Bebauung (baugleiche Gestalte wie Nr. 54) mit Vorgarten | August-Bebel-Straße 56 (Karte)                                  | 1903 (Mietshaus)                                                                                          | Baudekoration in neobarocken Formen, zum Teil jugendstilig, zum Teil rokokohaft, Hausflur mit originaler Ausstattung und Plafondmalerei, Putzfassade mit zwei Vorbauten und gusseisernen Veranden, baugeschichtlich von Bedeutung Denkmaltext Nummer 54 und 56: Die beiden identischen freistehenden Mietshäuser 1903 vom Maurermeister und Bauunternehmer Wilhelm Friedrich errichtet. Wie alle seine bekannten Bauten zeigen sie die charakteristische Neo-Rokodekoration mit geschweiften Fensterbekrönungen, Kartuschen und Festons. Der geschwungenen Linie der Bekrönungen folgen die Fensterkämpfer und einst auch die Form der schmiedeeisernen Einfriedung. Auch die Innenausstattung dieser Häuser ist weitgehend identisch: die Flure sind mit flacher floraler Jugendstil-Stuckdekoration, Wandkacheln mit Bildmotiven und immer der gleichen Deckenmalerei in Ölfarbe- schwebende Putten mit Vögeln und Blumenranken- geschmückt. LfD/1998 (vgl. Denkmaltopographie Stadt Leipzig) | 09295738 |
| Weitere Bilder                          | Mietshaus in geschlossener Bebauung mit Einfriedung, Pforte und Vorgarten | August-Bebel-Straße 57 (Karte)                                  | 1902 (Mietshaus)                                                                                          | repräsentative historisierende Klinker-Putz-Fassade, Jugendstildekoration, Balkons zwischen zwei Standerkern, baugeschichtlich von Bedeutung Denkmaltext Das mit reichem Jugendstil-Fassadenschmuck versehene Haus wurde 1902 vom Architekten Max Todt für den Maurermeister Emil Beyer entworfen. Der Mitteltrakt ist durch zwei polygonale Standerker hervorgehoben, die durch Balkonloggien mit zierlichen Gittern verbunden und mit einem Balkon in der 3. Etage abgeschlossen sind. Erdgeschoss und Erker heben sich durch versetzte Rustizierung von der Verblendziegelfassade ab, über der Pfeilervorhalle und im Obergeschoss findet sich üppiger Stuckdekor aus Rosen, Ranken und Masken. Die Ausstattung von Flur (Kreuzgewölbe und Stuckdekoration) und Treppenhaus sowie die originale Einfriedung sind erhalten. LfD/1998 (vgl. Denkmaltopographie Stadt Leipzig) | 09295747 |
|                                         | Mietshaus in offener Bebauung und in Ecklage, mit Vorgarten | August-Bebel-Straße 58 (Karte)                                  | 1904 (Mietshaus)                                                                                          | markant gestaltete Putzfassade mit Balkons, Eckbetonung durch runden Eckturm, Jugendstilgebäude, orientiert am Wiener Sezessionsstil, baugeschichtlich von Bedeutung Denkmaltext 1904 nach Plänen des Architekten Alwin Hädrich für den Schlossermeister Otto Hädrich erbaut. Der Eckbau elegant gegliedert durch die abgerundete Ecke und die breiten, loggienartigen Fenster mit leicht geschwungenen Jugendstil-Balkongittern zur Steinstraße. Über dem turmartigen Dachaufbau ursprünglich eine geschweifte Haube. Die streng gefelderte, geradlinige bzw. kartuschenartige Dekoration betont konstruktiv die Geschossteilung und schmückt die beiden Hauptetagen, die ursprünglich durch eine kaum noch wahrnehmbare Putznutung belebt waren. Original erhalten sind die Fenster und die Stuckausstattung von Flur und Treppenhaus. LfD/1998 (vgl. Denkmaltopographie Stadt Leipzig) | 09295340 |
|                                         | Mietshaus in geschlossener Bebauung mit Vorgarten | August-Bebel-Straße 59 (Karte)                                  | 1903 (Mietshaus)                                                                                          | historistische helle Klinkerfassade mit gusseiserner Veranda, baugeschichtlich von Bedeutung Denkmaltext 1903, offenbar nach eigenen Plänen, vom Bauherrn, dem Maurermeister Albin Merkel erbaut. Konventionelle Fassade mit gelben Ziegelverblendern über markant spundiertem Erdgeschoss. Der geschweifte Giebel mit gekuppeltem Fenster und Muschelabschluss eher Neorenaissance als zeitentsprechend jugendstilig. Typisch für die älteren Bauten dieser Straße der Fassadenabschluss mit Drempel. Die Innenausstattung mit Wandkacheln, Stuck, Ornamentfliesen usw. erhalten. | 09295332 |
| Weitere Bilder                          | Mietshaus in geschlossener Bebauung mit Vorgarten | August-Bebel-Straße 61 (Karte)                                  | 1904–1905 (Mietshaus)                                                                                     | historisierende Putzfassade, Eckbetonung durch Erker und abgerundete Balkons, Jugendstildekoration mit Neorokokoelementen, baugeschichtlich von Bedeutung Denkmaltext 1904–1905 durch Maurermeister Wilhelm Friedrich errichtetes Eckhaus zur Hardenbergstraße. Die durchlaufende horizontale Putznutung im Erdgeschoss, das um den Bau geführte breite Gurtgesims sowie die untereinander verbundenen geschwungenen Fensterbedachungen und die ebenfalls durchgehenden Sohlbänke fassen den durch Erker und Loggien plastisch akzentuierten Bau zusammen. Erhalten ist die Ausstattung des Flurs mit Marmortreppe und -Wandverkleidung, flachen Stucklisenen und ebensolchen Deckenmedaillons. LfD/1998 (vgl. Denkmaltopographie Stadt Leipzig) | 09295748 |
|                                         | Mietshaus in offener Bebauung mit Vorgarten | August-Bebel-Straße 62 (Karte)                                  | 1905 (Mietshaus)                                                                                          | sparsam dekorierte Putzfassade mit zwei Ecktürmen, baugeschichtlich von Bedeutung | 09295737 |
|                                         | Doppelmietshaus in offener Bebauung mit Einfriedung, Toranlage und Vorgarten | August-Bebel-Straße 63; 65 (Karte)                              | 1903–1904 (Doppelmietshaus)                                                                               | barockisierende Putzfassade, Jugendstildetails, mit gusseisernen Veranden, baugeschichtlich von Bedeutung Denkmaltext 1903/1904 nach mehrfachem Besitzerwechsel und häufigen Planänderungen für den Baumeister Robert Krämer nach wahrscheinlich eigenen Fassadenentwürfen gebaut. Das freistehende Doppelhaus mit drei Standerkern, an die Veranden auf gusseisernen Säulen gefügt sind, besitzt üppigen Bauschmuck in den Formen einer zu dieser Zeit häufig anzutreffenden Neo-Rokoko-Variante, die offenbar Anregungen Leipziger Barockbauten aufgreift. Die Gestaltung der Eingangszone, der Erdgeschossfenster und die Materialsichtigkeit des Erdgeschosses verraten jedoch den Einfluss des Jugendstils. LfD/1998 (vgl. Denkmaltopographie Stadt Leipzig) | 09295333 |
|                                         | Mietshaus in offener Bebauung mit Vorgarten | August-Bebel-Straße 64 (Karte)                                  | 1904 (Mietshaus)                                                                                          | repräsentative Putzfassade mit Fachwerkelementen und Holzbalkons, frühe Reformstil-Architektur, baugeschichtlich von Bedeutung Denkmaltext 1904 nach Plänen des Baumeisters Rudolf Palm, der auch Bauherr und Ausführender war, errichtet. Das freistehende villenartige Mietshaus (zwei Wohnungen pro Etage) ist betont malerisch konzipiert, wodurch die kubische Wucht des Baukörpers gemildert wird: Zwei asymmetrische Standerker, polygonal bzw. halbrund mit polygonalem Fachwerkaufsatz, geben der Fassade stark plastische Akzente, die Fassadenhaut ist differenziert behandelt: über Sockel in Werksteinquaderung eine feine Putznutung, darüber Rieselputz mit breiten floralen Stuckbändern. Das Walmdach durch einen breiten Giebel mit nachgeahmter Balkenstruktur durchstoßen. Original erhalten das Türblatt, die Fenster mit Oberlichtsprossen sowie die Flur- und Treppenhausausstattung mit schmiedeeiserner Treppenanlage. | 09295338 |
|                                         | Mietshaus in offener Bebauung mit Einfriedung, Pforte und Vorgarten | August-Bebel-Straße 67 (Karte)                                  | 1905 (Mietshaus)                                                                                          | markante Putzfassade zwischen Neobarock und Jugendstil, gusseiserne Veranda, baugeschichtlich von Bedeutung Denkmaltext Für das 1905 vollendete Eckhaus zur Steinstraße zeichnet der Maurermeister Max Dornfeld als Bauherr und Ausführender. Die klare Geschosseinteilung, der sehr sparsam eingesetzte Fassadenschmuck in den schnittigen Fensterbekrönungen der Beletage und die flächig- geometrischen Putzstrukturen lassen etwas von der einstigen zurückhaltenden Eleganz dieses Jugendstil-Mietshauses erahnen. | 09295742 |
|                                         | Mietshaus in offener Bebauung (baugleiche Gestalt wie Nr. 73) mit Vorgarten und Einfriedung | August-Bebel-Straße 69 (Karte)                                  | 1914 (Mietshaus)                                                                                          | markante Putzfassade, mit Erker und Balkons, im Reformstil der Zeit um 1910, baugeschichtlich von Bedeutung Denkmaltext Nummer 69, 71, 73: Alle drei freistehenden Mietshäuser 1913 bis Anfang 1914 vom Architekten Carl Voigt im Auftrag des Kaufmanns Max Stockmar erbaut. Nummer 69 und 73 als Eckhäuser zur Stein- bzw. Fichtestraße identisch: Mit hohem Mansarddach und Dachreiter (bei Nummer 69 abgerissen) und kräftigen Mittelrisalit der im Obergeschoss von einer lebensgroßen, fast vollplastischen Figurenreihe geschmückt und mit einer Balkonbrüstung vor dem Dreiecksgiebel abgeschlossen wird. Mit ihrer breitgelagerten, von Freitreppen flankierten Eingangszone wirken sie kubisch und monumental. Der Mittelbau Nummer 71, obwohl von gleicher Achsenzahl und gleicher Höhe, erscheint durch die mit Balkonloggien verbundenen zwei Standerker und die asymmetrische Giebelanordnung weniger massig. Nummer 69 und 71 wurden 1949 zur Poliklinik umgebaut, Nummer 73, durch Balkonabriß und Fensterzusetzungen verändert, fungierte bis um 1993 als Studentenheim der Universität. LfD/1998 (vgl. Denkmaltopographie Stadt Leipzig) | 09295334 |
|                                         | Mietshaus in offener Bebauung, heute Ärztehaus, mit Einfriedung und Vorgarten | August-Bebel-Straße 71 (Karte)                                  | 1913 (Mietshaus)                                                                                          | markante Putzfassade, mit Balkons, im Reformstil der Zeit um 1910, baugeschichtlich von Bedeutung Denkmaltext Nummer 69, 71, 73: Alle drei freistehenden Mietshäuser 1913 bis Anfang 1914 vom Architekten Carl Voigt im Auftrag des Kaufmanns Max Stockmar erbaut. Nummer 69 und 73 als Eckhäuser zur Stein- bzw. Fichtestraße identisch: Mit hohem Mansarddach und Dachreiter (bei Nummer 69 abgerissen) und kräftigen Mittelrisalit der im Obergeschoss von einer lebensgroßen, fast vollplastischen Figurenreihe geschmückt und mit einer Balkonbrüstung vor dem Dreiecksgiebel abgeschlossen wird. Mit ihrer breitgelagerten, von Freitreppen flankierten Eingangszone wirken sie kubisch und monumental. Der Mittelbau Nummer 71, obwohl von gleicher Achsenzahl und gleicher Höhe, erscheint durch die mit Balkonloggien verbundenen zwei Standerker und die asymmetrische Giebelanordnung weniger massig. Nummer 69 und 71 wurden 1949 zur Poliklinik umgebaut, Nummer 73, durch Balkonabriß und Fensterzusetzungen verändert, fungierte bis um 1993 als Studentenheim der Universität. LfD/1998 (vgl. Denkmaltopographie Stadt Leipzig) | 09295743 |
|                                         | Mietshaus in offener Bebauung mit Vorgarten | August-Bebel-Straße 72 (Karte)                                  | 1906–1907 (Mietshaus)                                                                                     | markant gestaltete Putzfassade mit Turm, baugeschichtlich von Bedeutung | 09295736 |
| Weitere Bilder                          | Mietshaus in halboffener Bebauung (bauliche Einheit mit Fichtestraße 1 und baugleiche Gestalt wie August-Bebel-Straße 69), mit Vorgarten und Einfriedung | August-Bebel-Straße 73 (Karte)                                  | 1913–1914 (Mietshaus)                                                                                     | markante Putzfassade, mit Erker und ehemals mit Balkons, im Reformstil der Zeit um 1910, baugeschichtlich von Bedeutung Denkmaltext Nummer 69, 71, 73: Alle drei freistehenden Mietshäuser 1913 bis Anfang 1914 vom Architekten Carl Voigt im Auftrag des Kaufmanns Max Stockmar erbaut. Nummer 69 und 73 als Eckhäuser zur Stein- bzw. Fichtestraße identisch: Mit hohem Mansarddach und Dachreiter (bei Nummer 69 abgerissen) und kräftigen Mittelrisalit der im Obergeschoss von einer lebensgroßen, fast vollplastischen Figurenreihe geschmückt und mit einer Balkonbrüstung vor dem Dreiecksgiebel abgeschlossen wird. Mit ihrer breitgelagerten, von Freitreppen flankierten Eingangszone wirken sie kubisch und monumental. Der Mittelbau Nummer 71, obwohl von gleicher Achsenzahl und gleicher Höhe, erscheint durch die mit Balkonloggien verbundenen zwei Standerker und die asymmetrische Giebelanordnung weniger massig. Nummer 69 und 71 wurden 1949 zur Poliklinik umgebaut, Nummer 73, durch Balkonabriss und Fensterzusetzungen verändert, fungierte bis um 1993 als Studentenheim der Universität. LfD/1998 (vgl. Denkmaltopographie Stadt Leipzig) | 09295335 |
|                                         | Mietshaus in offener Bebauung mit Vorgarten | August-Bebel-Straße 74 (Karte)                                  | 1907 (Mietshaus)                                                                                          | reich gestaltete, historisierende Putzfassade mit Eckturm, baugeschichtlich von Bedeutung Denkmaltext 1907 von Maurermeister Hermann Jäger als Bauherr, Ausführender und entwerfender Architekt (?) errichtet. Das Eckhaus zur Kantstraße, durch vereinfachenden Wiederaufbau 1949 in seinem Erscheinungsbild beeinträchtigt. In seiner ursprünglichen Form offenbar nicht ohne Einfluss durch den nahen Eckbau zur Fichtestraße von E.F. Hänsel, jedoch in vereinfachter und konventionellerer Durchführung: Wie dort Vertikalgliederung durch spundierte Kolossallisenen in den beiden durch Balkonloggien verbundenen Vorbauten und durch Lisenen gegliederter polygonaler Eckerker. Die an Standerker angefügten Terrassen (ursprünglich mit Freitreppe, rechts nachträglich verglast) mit schweren Balustraden wie bei den folgenden Nachbarbauten Nummer 78, 80, 82. LfD/1998 (vgl. Denkmaltopographie Stadt Leipzig) | 09295339 |
|                                         | Mietshaus in geschlossener Bebauung mit Vorgarten | August-Bebel-Straße 77 (Karte)                                  | 1905–1906 (Mietshaus)                                                                                     | Eckbetonung durch leicht vorkragenden Runderker, Putzfassade mit reicher figuraler und ornamentaler Dekoration, Holzbalkons zwischen zwei Standerkern, stilistische zwischen Späthistorismus und Reformstil, baugeschichtlich von Bedeutung Denkmaltext 1905 für den Kaufgmann Walter Hinrichsen von Emil Franz Hänsel entworfen. Der Eckbau zur Fichtestraße besticht durch seine graphisch anmutende, äußerst differenziert gestaltete Fassadenoberfläche, die in eine strenge Vertikalstruktur eingebunden ist: Vom gespundeten Sockel ausgehend, fassen flache, mit feiner Putznutung versehene Lisenen die drei Obergeschosse zusammen. Auch die dreiteiligen Erkerfenster nehmen diese Vertikalbetonung auf, in die hochrechteckigen Brüstungsfelder sind hochovale flache Medaillons mit grazilen Tänzerinnen eingefügt. Diese Dekorationen erinnern zusammen mit den ebenfalls verwendeten Festons und den allgemeinen geradlinigen und zierlich verfestigten Formenapparat an den Louis-Seize-Stil bzw. an einige Münchener Bauten Martin Dülfers. Im polygonalen Ecktrakt, der durch ein eigenes Dach als selbständiger Bauteil hervorgehoben ist, befindet sich der Wirtschaftseingang, der zu den Dienstbotenräumen im Souterrain führt- nach Äußerungen des Architekten ein absolutes Muß für den gehobenen sozialen Status der Mieter eines solchen Hauses. Auf ihn weist auch die Ausstattung von Flur und Treppenhauses mit Marmorverkleidung und Kassettengewölbe hin. LfD/1998 (vgl. Denkmaltopographie Stadt Leipzig) | 09295804 |
|                                         | Mietshaus in offener Bebauung, mit Vorgarten und Einfriedung | August-Bebel-Straße 78 (Karte)                                  | 1905 (Mietshaus)                                                                                          | reich gegliederte Putzfassade zwischen Historismus und Jugendstil, Hausflur mit originaler Ausstattung und Ausmalung, baugeschichtlich von Bedeutung Denkmaltext 1905 für den Maurermeister Robert Uhlig nach Plänen des Architekten P. Friedrich gebaut. Freistehendes Mietshaus, reich und plastisch gegliedert durch Erker über massigem Verandavorbau im Erdgeschoss (rechts 1957 verglast), Eckerker im Obergeschoss, breite zum Teil halbrunde Balkons und eine bewegte Dachlandschaft. Schwer und überreich auch die Dekorationen in jugendstilig abgewandelten flächigen Beschlagwerkformen. Auf den Jugendstil verweisen noch deutlicher die Form der Fensterrahmungen, das nierenförmige Giebelfenster und die Maske darunter sowie die gegeneinander abgesetzten unterschiedlichen Putzstrukturen. Erhalten sind die originalen Pfen der Einfriedung und die besonders reiche Ausstattung von Flur und Treppenhaus mit Stuck, Kacheln mit Blumen und Märchenmotiven der Firma Franke sowie Decken- (schwebende Putti) und Wandmalerei ( hollandisierende Landschaften). LfD/1998 (vgl. Denkmaltopographie Stadt Leipzig) | 09295337 |
|                                         | Mietshaus in offener Bebauung mit Vorgarten | August-Bebel-Straße 80 (Karte)                                  | 1906 (Mietshaus)                                                                                          | reich gegliederte Putzfassade zwischen Historismus und Jugendstil, Eckturm und Balkons, baugeschichtlich von Bedeutung Denkmaltext Nummer 80 und 82: Die beiden freistehenden villenartigen Mietshäuser sind 1906 vom Bauunternehmer Carl Nelb, der als Bauherr und Ausführender zeichnet,nach einheitlichem Plan errichtet worden. Die Grundrisse , mit jeweils einer „herrschaftlichen“ Wohnung pro Etage, mit seitlichem Eingang und gusseiserner Treppenanlage sind identisch, die Fassaden nur in der Dekoration leicht abgewandelt. Beide Baukörper, tiefer als breit, sind durch runde bzw. polygonale turmartige Eckerker und mittleren Standerker, Balkons, eine bewegte Dachlandschaft sowie durch unterschiedliche Fensterformen malerisch aufgelockert. Die Dekorationen wechseln zwischen historisierenden und verfestigten Jugendstilformen und den um 1905 beliebten Festons. In Nummer 80 wohnte seit 1907 die Verlegerfamilie Thieme. LfD/1998 (vgl. Denkmaltopographie Stadt Leipzig) | 09295744 |
| Direkt Bild zu diesem Denkmal hochladen | Doppelmietshaus in halboffener Bebauung | August-Bebel-Straße 81, 83 (Karte)                              | Um 1955                                                                                                   | Putzbau in traditionellen Formen der 1950er Jahre, stadtentwicklungs- und baugeschichtlich von Bedeutung | 09307327 |
|                                         | Mietshaus in offener Bebauung, mit Einfriedung, Toreinfahrt und Vorgarten | August-Bebel-Straße 82 (Karte)                                  | 1907 (Mietshaus)                                                                                          | reich gegliederte Putzfassade zwischen Historismus und Jugendstil, polygonaler Eckturm, zentraler Standerker mit anstoßenden Balkons, baugeschichtlich von Bedeutung Denkmaltext s. Nummer 80 | 09295336 |
|                                         | Handschwengelpumpe | Bernhard-Göring-Straße (Karte)                                  | 1914 (Handschwengelpumpe)                                                                                 | Typ Kleiner Löwe, ortsgeschichtlich von Bedeutung Denkmaltext Gusseiserne Handschwengelpumpe des Typs Kleiner Löwe gegenüber von Nummer 104 in Nähe Ecke Fichtestraße. Schwengel und Aufsatz fehlen. Um 1910. | 09295456 |
|                                         | Gerichtsgebäude (Anschrift: Bernhard-Göring-Straße 64, Alfred-Kästner-Straße 51 und Arndtstraße 50) | Bernhard-Göring-Straße 64 (Karte)                               | 1906 (Gericht)                                                                                            | Vierflügelbau mit Zwischentrakt um zwei Innenhöfe, repräsentative Werkstein-Putz-Fassade, Eckerker, wuchtiges Eingangsportal, vorderer Teil Gerichtsgebäude, hinterer Teile ehemals Strafanstalt (siehe Arndtstraße 48 und Alfred-Kästner Straße 45-49), im Stil des Historismus, Architekt: Theodor Kösser, ortsgeschichtlich, sozialgeschichtlich, künstlerisch und baugeschichtlich von Bedeutung Denkmaltext Ehemaliges Königliches Landgericht, errichtet 1906 zusammen mit einem rückwärtig angrenzenden Untersuchungsgefängnis (heute Justizvollzugsanstalt Leipzig) nach Plänen des Architekten Theodor Kösser. Der ursprünglich dreigeschossige, in Formen der deutschen Renaissance um zwei Innenhöfe errichtete Vierflügelbau verputzt mit Sandsteingliederungen, die hohe Sockelzone und die Gebäudekanten bossiert. Die Hauptfront zur Bernhard-Göring-Straße wird durch einen breiten Mittelrisaliten mit Balkonvorbau auf zwei mächtigen romanisierenden Säulen und einem dreibogigen Eingang sowie durch polygonale Erker an den Gebäudekanten akzentuiert. Weitere breite Risalite an den Seitenfronten. Die Fensteröffnungen als zwei- bis dreigeteilte Kreuzstockfenster mit Sandsteinfaschen, die mit ihren teilweise als Vorhangbögen ausgebildeten Abschlüssen in einer landschaftsgebundenen Tradition stehen. Der heutige blockhafte Eindruck des Gerichtsgebäudes wird weitgehend durch den massiven Wiederaufbau des kriegszerstörten Dachgeschosses verursacht, ursprünglich war die Dachlandschaft lebendiger gestaltet durch hohe Renaissancegiebel über den Risaliten und den Rücklagen sowie einen oktogonalen Eckturm mit geschweifter schiefer- und kupfergedeckter Haube an der Ecke zur Alfred-Kästner-Straße. Der Eingang wird flankiert von zwei Flachreliefs mit Veritas und Justitia symbolisierenden Gewandfiguren. Im Inneren ein als Säulenhalle gestaltetes Vestibül mit durch eine Holzbalustrade abeteiltem Oberlicht, zwei Treppenhäuser und kreuzgratgewölbte Korridore. Die Treppenhausfenster mit farbiger Bleiverglasung. Westlich anschließend an das Landgericht die Strafvollzugsanstalt. Hinter einer bossierten Mauer mit geschwungenem Portal an der Arndtstraße die Hauptfront des drei Innenhöfe einfassenden Gefängnisgebäudes als viergeschossige, wie das Gericht in Renaissanceformen gehaltene Putzfassade mit Sandsteingliederungen sowie bossierten Sockeln und Gebäudekanten. Westlich anschließend in der Flucht der Mauer ein vorgelegter Gebäudetrakt mit polygonalem Eckerker. Die rückliegende Hauptfront besitzt einen breiten, asymmetrisch von der Mittelachse nach rechts verschobenen Risaliten mit hohem dreibahnigen Treppenhausfenster und geschweiftem Giebel. Beidseitig davon die Fassaden in hochformatigen geschossübergreifenden Fensterflächen aufgelöst und das Dachgeschoss mit einer Abfolge kleiner geschwungener Giebel ausgebaut. Der rückwärtige Gefängnistrakt zur Alfred-Kästner-Straße hingegen schlichter mit bossierter Sockelzone, zwei Seitenrisaliten, Erkern und einem kleinen Balkon. Zwischen beiden Gebäudetrakten ein Verbindungsflügel mit zentraler Kuppel und einem quer anschließenden Trakt. Mit Alfred-Kästner-Straße 45, 47 und 49 sowie Arndtstraße 48 und 50. LfD/1998 (vgl. Denkmaltopographie Stadt Leipzig) | 09295645 |
|                                         | Mietshaus in halboffener Bebauung | Bernhard-Göring-Straße 80 (Karte)                               | 1899–1900 (Mietshaus)                                                                                     | Klinker-Putz-Fassade, opulentes Eingangsportal, baugeschichtlich von Bedeutung Denkmaltext Mit Nummer 82: Zwei zusammenstehende viergeschossige Mietshäuser, die 1899–1900 durch den Maurermeister Moritz Lindner errichtet wurden. Ziegelfassaden mit Stuckgliederungen, trotz der für das Bebauungsgiebiet südlich der Kurt-Eisnerstraße vorgeschriebenen offenen Bauweise noch den konventionellen Typ eines Reihenhauses verkörpernd. Nummer 80 durch die geschwungenen Fensterverdachungen und den rocaillehaften Dekor barockisierender wirkend als die durch Rund- und Dreiecksgiebel und Konsolgesims etwas strengere Fassadengestaltung von Nummer 822. Die Erdgeschosse ursprünglich mit Putznutung. Die Hausflure mit bemerkenswerten vollständigen Stuckausstattungen. LfD/1998 (vgl. Denkmaltopographie Stadt Leipzig) | 09295449 |
|                                         | Mietshaus in halboffener Bebauung | Bernhard-Göring-Straße 82 (Karte)                               | 1899–1900 (Mietshaus)                                                                                     | Mietshaus in halboffener Bebauung; Klinker-Putz-Fassade, pittoreske Veranda an der Südseite, | 09295450 |
|                                         | Mietshaus in offener Bebauung | Bernhard-Göring-Straße 84 (Karte)                               | 1906–1907 (Mietshaus)                                                                                     | mit Läden, Eckbetonung durch Eckerker, Putzfassade, baugeschichtlich von Bedeutung Denkmaltext Nach Plänen des Architekten Ernst Arthur Hänsch für die Maurermeister Gustav Seidel und Gustav Thon 1906–1907 errichtetes viergeschossiges Mietshaus in Ecklage zur Scharnhorststraße. Die abwechslungsreich gestalteten Putzfassaden mit verschiedenartigen, gegeneinander abgesetzten Putzflächen. An der Front zur Bernhard-Göring-Straße das Erdgeschoss mit großen ornamental gestalteten und Masken als Schlusssteine aufweisenden Arkaden, darüber ein stark vortretender Erker mit anstoßenden Balkonen und einem geschweiften Giebel, dem ein gleichartig gestalteter Abschluss über einem Seitenrisalit der Front zur Scharnhorststraße entspricht. Beherrschend der durch Kammputz von den übrigen Wandflächen abgesetzte Eckbereich mit ab dem zweiten Obergeschoss vortretenden abgeschrägten Erker, der ursprünglich einen Turmaufsatz besaß und von zwei spitzen Giebeln flankiert wird. Der Hausflur mit Marmortreppe, einer Wandverkleidung aus Marmor, Kreuzgratgewölbe und Windfangtür, im Erdgeschoss drei Läden und zwei Ladenwohnungen, die Obergeschosse mit jeweils vier Wohnungen. LfD/1998 (vgl. Denkmaltopographie Stadt Leipzig) | 09295451 |
|                                         | Mietshaus in offener Bebauung | Bernhard-Göring-Straße 86 (Karte)                               | 1902 (Mietshaus)                                                                                          | Putzfassade, baugeschichtlich von Bedeutung Denkmaltext 1902 durch den Baumeister Bruno Freytag für den Zimmermeister Wilhelm Freytag errichtetes vioergeschossiges Mietshaus. Putzfassade mit kräftigen Stuckdekorationen in Form von Dreiecksgiebeln, Säulchen oder von Frauenköpfen getragenen Kielbögen, die eine paar- oder drillingsweise Gruppierung der Fensterachsen unterstützen. Spätere Neuverputzung der Fassade. LfD/1998 (vgl. Denkmaltopographie Stadt Leipzig) | 09295452 |
|                                         | Mietshaus in halboffener Bebauung, mit Nebengebäude im Hof | Bernhard-Göring-Straße 92 (Karte)                               | 1911 (Mietshaus)                                                                                          | Putzfassade mit Kastenerker, Reformstil-Architektur, ehemals Bäckereigebäude im Hof, baugeschichtlich von Bedeutung Denkmaltext 1911 nach Plänen des Architekten Paul Wawrzyniak für den Bäckermeister Karl Grube errichtetes Mietshaus, das mit dem zugleich erbauten, bereits 1929 abgebrochenen spiegelsymmetrischen Nachbarhaus Nummer 94 ein Doppelhaus bildete. Die Fassade mit einer feinen Rauputzstruktur und einer zurückhaltenden Verzierung durch Medaillons, Ornamentbändern und Rauten an dem breiten Mittelerker. Die beiden Medaillons zeigen die Initialen des Bauherrns (K G). Unter dem Erker das reich mit Blumenkörben und Blüten verzierte Portal. Das Erdgeschoss nach dem Umbau der vier ehemals dort vorhandenen Läden zu Wohnräumen verändert. Im Hof befindet sich seitlich links das große dreigeschossige Bäckereigebäude Karl Grubes. LfD/1998 (vgl. Denkmaltopographie Stadt Leipzig) | 09295453 |
|                                         | Mietshaus in halboffener Bebauung | Bernhard-Göring-Straße 93 (Karte)                               | 1899–1900 (Mietshaus)                                                                                     | Klinkerfassade, baugeschichtlich von Bedeutung | 09299651 |
|                                         | Ledigenheim in ehemals halboffener Bebauung | Bernhard-Göring-Straße 94 (Karte)                               | 1929–1930 (Ledigenwohnheim)                                                                               | Putzfassade mit Ziegelsockel, fassadenbildprägende Balkons, sozialgeschichtlich und baugeschichtlich von Bedeutung Denkmaltext Der viereinhalbgeschossige Bau wurde 1929–1930 nach Plänen des Architekten Max Theuerkorn für die Baugenossenschaft Festbesoldeter e.G.m.b.H. als Ledigenheim für Beamtinnen errichtet, anstelle eines 1911 erbauten Mietshauses. Laut Bauakte wurde bei der Grundrisseinteilung den Wünschen der Interessentinnen Rechnung getragen, es entstanden vier Zwei-, fünf Drei- und zehn Einzimmerwohnungen. In Geschosszahl, Traufhöhe und Dachform wurde der Bau den Konturen des Vorgängerbaues angepasst, nachdem der ursprüngliche Plan, den Vorgängerbau umzubauen, verworfen wurde. Demgegenüber zeigen die Schlichtheit der Fassade und die spitz vorragenden Loggien den Einfluss des neuen Bauens. Durch den Neubau des Nachbarhauses Nummer 96 geriet der Bau, der für eine halboffene Bebauung konzipiert war, 1957 in eine geschlossene. Bemerkenswert im Treppenhaus die Bleiverglasung in geometrischen Formen. LfD/1998 (vgl. Denkmaltopographie Stadt Leipzig) | 09295454 |
|                                         | Mietshaus in halboffener Bebauung, mit seitlicher Einfahrt | Bernhard-Göring-Straße 102 (Karte)                              | 1910 (Mietshaus)                                                                                          | Putzfassade, zwei Erker, baugeschichtlich von Bedeutung Denkmaltext Das viergeschossige Mietshaus wurde zusammen mit dem kriegszerstörten Nachbarhaus Nummer 100 1910 nach Plänen des Architekten Hermann Knaus für den Baumaterialienhändler Franz Anacker errichtet und bildete mit ehemals 15 Achsen und einer Abfolge von vier gebrochenen Giebeln und vier abgeschrägten Erkern eine imposante Front zu dem gegenüberliegenden Steinplatz. Im Hausflur eine vornehm wirkende Ausstattung mit Marmorstreppe, einer Wandverkleidung aus Stuckmarmor und einer Stuckdecke. Der Dachausbau zwischen den beiden Giebeln erfolgte 1925. Zusammen mit den Eckhäusern Bernhard-Göring-Straße 104 und Arthur-Hoffmann-Straße 112 den letzten Rest der ambitionierten Bebauung des Steinplatzes bildend. LfD/1998 (vgl. Denkmaltopographie Stadt Leipzig) | 09295455 |
|                                         | Mietshaus in offener Bebauung | Bernhard-Göring-Straße 104 (Karte)                              | 1910–1911 (Mietshaus)                                                                                     | Putzfassade, straßenbildprägende Erker und Balkons, Sandsteinportal mit Löwenkopf, baugeschichtlich von Bedeutung Denkmaltext Das viergeschossige Eckhaus 1910–1911 als einer der ersten Bauten des Architekten Otto Juhrich für Hugo Richter errichtet. An der dem gegenüberliegenden Steinplatz zugewandten Hauptfront bildet der die Hausmannswohnung bildet der die Hausmannswohnung aufnehmende Dachausbau mit Rundgiebelaufsatz das beherrschende Motiv, neben dem wie auch an der Front zur Fichtestraße vorhandenen mittleren Erker mit den daran anstoßenden Balkons. Die abgefaste Ecke in den Obergeschossen vorkragend und mit abgewalmtem Dachaufsatz. Zur Bernhard-Göring-Straße ein rundbogiges Portal mit ornamentierter Sandsteineinfassung und einem Löwenkopf als Schlussstein. Im Inneren ein repräsentativ ausgestatteter Hausflur mit einer Wandverkleidung aus Stuckmarmor und einem kassettierten Tonnengewölbe. LfD/1998 (vgl. Denkmaltopographie Stadt Leipzig) | 09295457 |
| Weitere Bilder                          | Mietshaus in offener Bebauung | Bernhard-Göring-Straße 110 (Karte)                              | 1907–1908 (Mietshaus)                                                                                     | Klinker-Putz-Fassade mit Erkern, Eckbetonung durch Eckerker, baugeschichtlich von Bedeutung Denkmaltext Das 1907 bis 1908 nach Plänen des Architekten Alban Poser für den Bauunternehmer Ernst Schlegel errichtete viergeschossige Eckhaus besitzt sein Gegenstück in dem gleichzeitig erbauten Eckhaus Bernhard-Göring-Straße 116 an der Ecke zur Kantstraße. Über dem hohen Souterrain mit Putzverfugung und dem Erdgeschoss mit Putznutung die nur durch eine vertikale Putzbänderung einfach gegliederten Obergeschosse. Zu beiden Straßenfronten ein zweiachsiger Erker, ein weiterer vor der abgefasten Ecke. Offensichtlich bis zur Kriegszerstörung des Daches besaß der Eckerker eine geschweifte Haube mit Dachtürmchen, wie sie heute noch bei 116 zu sehen ist. Im Hausflur hat sich die originale Ausstattung von Stukkatur und Windfangtür erhalten. LfD/1998 (vgl. Denkmaltopographie Stadt Leipzig) | 09295458 |
|                                         | Mietshaus in halboffener Bebauung | Bernhard-Göring-Straße 112 (Karte)                              | 1907–1908 (Mietshaus)                                                                                     | Putzfassade mit Ziegelsockel und zwei flachen Erkern, baugeschichtlich von Bedeutung Denkmaltext Das viergeschossige Mietshaus wurde 1907–1908 durch den Bauunternehmer und Maurermeister Ernmnst Schlegel errichtet. Die ehemals differenzierte Struktur des Putzfassade mit einer feinen Putznutung in den unteren Geschossen und einem körnigen Putz im obersten Geschoss bei einer Instandsetzung nach Kriegsschäden verlorengegangen, doch korrespondieren die beiden fassadenbestimmenden Runderker noch immer mit denen der benachbarten und gegenüberliegenden Häuser. LfD/1998 (vgl. Denkmaltopographie Stadt Leipzig) | 09295459 |
|                                         | Mietshaus in halboffener Bebauung | Bernhard-Göring-Straße 114 (Karte)                              | 1908 (Mietshaus)                                                                                          | Putzfassade, zwei Erker, baugeschichtlich von Bedeutung, Zeugnis der südlichen Stadterweiterung Denkmaltext Ein 1908 nach Plänen des Architekten W. Becker durch das Baugeschäft Paul Beck und Co. errichtetes viergeschossiges Mietshaus. Kräftig durchgebildete Putzfassade über einem hohen kunststeinverkleideten Sockel, kennzeichnend sind die beiden stark vortretenden abgeschrägten Erker wie auch die differenzierte Gestaltung der Oberfläche durch die Verwendung von unterschiedlich körnigen Putzarten, der feinen Nutung am Erdgeschoss, dem breiten Schachbrettfries unter dem Traufgesims und der vertikalen Streifung im die beiden rechten Achsen überhöhenden gebrochenen Giebel. stark vortretenden abgeschrägten Erkern. LfD/1998 (vgl. Denkmaltopographie Stadt Leipzig) | 09295460 |
|                                         | Doppelmietshaus in offener Bebauung, zwei seitliche Toreinfahrten | Bernhard-Göring-Straße 115; 117 (Karte)                         | 1910–1911 (Doppelmietshaus)                                                                               | Putzfassade, durch flache Erker betont, schöne Eingangsportale, Reformstil-Architektur, baugeschichtlich von Bedeutung Denkmaltext Ein 1910-11911 durch den Bauunternehmer und Maurerpolier Otto Dähne errichtetes Doppelmietshaus, mit einer das Straßenbild kennzeichnenden Abfolge von vier Runderkern. Über einem kunststeinverkleideten Sockel die Putzfassade mit einer feinkörnigen Oberfläche. Lediglich die Erker weisen eine zurückhaltende Gliederung mit von dünnen ornamentierten Stäben begleiteten Lisenen und kleinen quadratischen Antragsarbeiten auf. Die ursprünglich stark durchgliederte Dachlandschaft ehemals mit zwei spitzen, von Drillingsfenstern durchbrochenen Giebeln über den acht inneren bis in das Dachgeschoss massiven Achsen. Bei der Instandsetzung von Kriegsschäden im Dachbereich wurden beide Giebel abgetragen, zugleich erfolgte der massive Dachausbau der restlichen Achsen bei Nummer 115. In den Hausfluren eine originale Ausstattung mit Wandkacheln, figürlichen Stuckreliefs, -lisenen und -gurten sowie Tonnengewölben. LfD/1998 (vgl. Denkmaltopographie Stadt Leipzig) | 09295466 |
|                                         | Mietshaus in offener Bebauung | Bernhard-Göring-Straße 116 (Karte)                              | 1906–1908 (Mietshaus)                                                                                     | Eckbetonung durch Eckerker mit Turmaufsatz, Klinker-Putz-Fassade mit Erkern, baugeschichtlich von Bedeutung Denkmaltext Ebenso wie sein Gegenstück an der Ecke zur Fichtestraße wurde das viergeschossige Eckhaus 1907–1908 nach Plänen des Architekten Alban Poser für den Bauunternehmer Ernst Schlegel erbaut. Das hohe Souterrain mit einem Werkstein imitierenden Rauputz, darüber das Erdgeschoss mit einer feinen Nutung. Über einem Gurtgesims die Obergeschosse mit Ziegelverblendung, Putzrahmung der Fenster und drei durch eine Putzverfugung von dem Untergrund abgesetzte Erker, zwei davon zu den beiden Straßenfronten, der mittlere bekrönt von geschweifter Haube und Dachtürmchen vor der abgefasten Ecke. Original erhalten hat sich die Ausstattung des Hausflures mit Wandkacheln, Wandmalerei in Stuckrahmen mit Darstellung von Blumenkörben und einer Stuckdecke mit geometrisierender Deckenmalerei sowie einem Schablonenfries desselben Stils im Treppenhaus. LfD/1998 (vgl. Denkmaltopographie Stadt Leipzig) | 09295461 |
|                                         | Mietshaus in offener Bebauung | Bernhard-Göring-Straße 118 (Karte)                              | 1905–1906 (Mietshaus)                                                                                     | Putzfassade mit breitem Erker, Reformstil-Architektur, baugeschichtlich von Bedeutung Denkmaltext Das viergeschossige freistehende Mietshaus wurde 1905–1906 nach Plänen des Baumeisters Max Friedrich für den Zimmermeister Gustav Adolf Brade errichtet. Prägend ist der breite, auf kräftigen Konsolen ruhende fünfachsige Erker mit geschwungenem Giebel und einer inzwischen verglasten rundbogigen Loggia. Im Hausflur die originale Ausstattung mit Ornamentfliesen, Wandkacheln, Stukkatur und Tonnengewölbe. LfD/1998 (vgl. Denkmaltopographie Stadt Leipzig) | 09295462 |
|                                         | Doppelmietshaus (mit Kantstraße 32) in offener Bebauung | Bernhard-Göring-Straße 119 (Karte)                              | 1929 (Doppelmietshaus)                                                                                    | mit zum Teil originalen Läden, Putzfassade, Erker und Balkons, baugeschichtlich von Bedeutung Denkmaltext Mit Nummer 121-123: Die beiden viergeschossigen Doppelhäuser entstanden 1929–1930 nach Plänen des auch als Bauherr verantwortlichen Architekten Otto Juhrich im Anschluss an das von demselben Architekten stammende und für die gesamte Baugruppe eine repräsentative Front zur damaligen Kaiserin-Augusta-Straße aufweisende Mietshaus Richard-Lehmann-Straße 47a. Nummer 119 bildet zusammen mit Kantstraße 32 ein Eckgebäude, mit rechtwinklig über das im Eckbereich abgefaste Erdgeschoss vorkragenden Obergeschossen. Die kubische Gesamterscheinung beider Gebäude wird zudem durch das nahezu schmucklose Äußere der Putzfassaden, die in die Mansarddächer einschneidenden stehenden Dachfenster und die Erker mit den angrenzenden Loggien, in die Balkons mit abgeschrägten Brüstungen eingesetzt sind, hervorgerufen. Bei Nummer 119 sind die Loggien in einen breiten übergreifenden Erker eingelassen, bei Nummer 121-123 befinden sie sich zwischen zwei Erkern in der Hausfront vertieft. Die Hausflure in Kantstraße 32/Bernhard-Göring-Straße 119 mit Holzpaneelen und Stuckdecke, von den fünf Ladenfronten im Erdgeschoss sind hingegen nur noch wenige original. Bei Nummer 121-123 wurde das gesamte Erdgeschoss ursprünglich von einer Polizeiwache eingenommen. Charakteristisch für den privaten Wohnungsbau der späten zwanziger Jahre ist die ökonomische, auf eine offene Bauweise zugeschnittene Grundrisseinteilung mit um einen zentralen Lichtschacht sich gruppierenden Wohnungen, bei denen Bad und Küche an den Schacht grenzen, während Diele, Wohn- und Schlafzimmer nach außen weisen. LfD/1998 (vgl. Denkmaltopographie Stadt Leipzig) | 09295464 |
|                                         | Doppelmietshaus in offener Bebauung | Bernhard-Göring-Straße 121; 123 (Karte)                         | 1929–1930 (Doppelmietshaus)                                                                               | Putzfassade, Erker und Balkons, baugeschichtlich von Bedeutung Denkmaltext s. Bernhard-Göring-Straße 119 | 09295463 |
| Direkt Bild zu diesem Denkmal hochladen | Stumpf einer Handschwengelpumpe mit Brunnenschacht und Abdeckplatte | Brandvorwerkstraße - (Karte)                                    | 1881 (Handschwengelpumpe)                                                                                 | in Höhe Alfred-Kästner-Straße 9, Typ Gotik, ortsgeschichtlich von Bedeutung Denkmaltext Stumpf, Brunnenschacht und Abdeckplatte einer gusseisernen Handschwengelpumpe vom Typ Gotik vor dem Eckgebäude Alfred-Kästner-Straße 9. Um 1880. | 09295648 |
|                                         | Mietshaus in geschlossener Bebauung | Brandvorwerkstraße 8 (Karte)                                    | 1872 (Mietshaus)                                                                                          | mit Tordurchfahrt, historistische Putzfassade, baugeschichtlich von Bedeutung Denkmaltext 1872 von Franz Schirmer für Richard Gottweiß gebaut, ist es das älteste weitgehend unverändert erhaltene Haus in der Brandvorwerkstraße. Die mit Souterrain (Zimmer des Hausmanns) und Drempel unter einst breitem Kranzgesims sehr hoch wirkende Fassade erhält durch die genuteten Seitenrisalite mit ädikulagerahmten Fenstern eine zusätzliche Vertikalbetonung. Der Zwischenboden über der Einfahrt (Niederlage und Mädchenkammer) besaß nur ein Fenster zum Hof. LfD/1998 (vgl. Denkmaltopographie Stadt Leipzig) | 09295264 |
|                                         | Mietshaus in geschlossener Bebauung und Werkstattgebäude im Hof | Brandvorwerkstraße 29 (Karte)                                   | 1905 (Mietshaus)                                                                                          | Vorderhaus mit Tordurchfahrt, ungewöhnliche Klinker-Putz-Fassade, Giebel mit Jugendstildekoration, Werkstatt im Hof ehemalige Glaserei, baugeschichtlich von Bedeutung | 09295262 |
|                                         | Mietshaus in geschlossener Bebauung | Brandvorwerkstraße 31 (Karte)                                   | um 1880 (Mietshaus)                                                                                       | mit Tordurchfahrt, Putzfassade, baugeschichtlich von Bedeutung | 09263398 |
|                                         | Mietshaus in geschlossener Bebauung | Brandvorwerkstraße 32 (Karte)                                   | bezeichnet 1878 (Mietshaus)                                                                               | mit Tordurchfahrt, Klinker-Putz-Fassade mit Balkon, baugeschichtlich von Bedeutung Denkmaltext 1878 von Friedrich Albrecht Hennicker, Architekt und Baugewerksmeister nach eigenen Plänen errichtet. Schmale Ziegelfassade mit verputztem Obergeschoss, die beiden Hauptgeschosse durch Gesimse und Baluster zusammengefasst. Leichte Betonung der rechten Außenachse durch kannelierte Pilaster und Scheinbalkon. Feine Details am sandstein- gerahmten eisernen Tor, an Fensterrahmungen und Kranzgesims. LfD/1998 (vgl. Denkmaltopographie Stadt Leipzig) | 09295265 |
|                                         | Mietshaus in geschlossener Bebauung | Brandvorwerkstraße 33 (Karte)                                   | 1878 (Mietshaus)                                                                                          | mit Tordurchfahrt, ehemalig mit Läden, Putzfassade mit Balkons, baugeschichtlich von Bedeutung Denkmaltext 1878 von Heinrich Lindemann für Wilhelm Dörre erbaut,zeigt das Mietshaus noch die feinen Details der frühen Gründerzeit-Bauten: Maskenkonsolen unter den Balkons, zarter Rankenfries als Geschossteilung über der flachen Putzfugung der ersten Etage und zierlicher Rankenstuck unter den betonten Bedachungen der Seitenachsen. Über dem kleinteiligen Konsolgesims ein französisches Dach mit dichtgereihten Dachhäusern. LfD/1998 (vgl. Denkmaltopographie Stadt Leipzig) | 09295263 |
|                                         | Mietshaus in geschlossener Bebauung | Brandvorwerkstraße 35 (Karte)                                   | 1878 (Mietshaus)                                                                                          | historistische Putzfassade mit Balkons, Hausflur und Treppenhaus mit antikisierender Wandmalerei, Anklänge an Art-Déco-Stil, baugeschichtlich von Bedeutung Denkmaltext Die Fassade des 1878 erbauten Mietshauses ist seit 1938 geglättet. Das Treppenhaus enthält jedoch eine vollständige und originelle Ausmalung aus den 1920er Jahren, die Motive und Farbgebung „pompejanischer“ Wandmalerei mit art-déco-Formen verbindet. LfD/1998 (vgl. Denkmaltopographie Stadt Leipzig) | 09295273 |
|                                         | Mietshaus in geschlossener Bebauung | Brandvorwerkstraße 37 (Karte)                                   | 1881 (Mietshaus)                                                                                          | mit Tordurchfahrt und mit Laden, historistische Putzfassade, baugeschichtlich von Bedeutung Denkmaltext 1881 von Heinrich Lindemann für Therese Schleinitz gebaut. Die fünfgeschossige Fassade konsequent horizontal gegliedert, Plastizität erhält sie durch die Verkröpfungen der Gesimse , die um Seitenrisalite und Lisenen herumgeführt werden. Das (ursprünglich gequaderte) Erdgeschoss von Beginn an mit Restauration , Fleischerladen und Barbierstube. Im Souterrain Backstube. Mit 4 Kleinwohnungen (Stube, Kammer, Küche) pro Etage ungewöhnliche Wohndichte, auch der Hof wirtschaftlich stark genutzt mit Stall für 16 Pferde, Waschhaus, Hofüberdachung. LfD/1998 (vgl. Denkmaltopographie Stadt Leipzig) | 09295274 |
|                                         | Mietshaus in geschlossener Bebauung | Brandvorwerkstraße 49 (Karte)                                   | um 1880 (Mietshaus)                                                                                       | historistische Putzfassade, baugeschichtlich von Bedeutung | 09299196 |
|                                         | Mietshaus in geschlossener Bebauung und Hinterhaus | Brandvorwerkstraße 51 (Karte)                                   | 1891 (Mietshaus)                                                                                          | Vorderhaus mit Tordurchfahrt, stattliche Klinkerfassade, baugeschichtlich von Bedeutung Denkmaltext Vorderhaus mit Seitenflügel und Hinterhaus (Wohnungen und Bäckerei) 1889–1891 von Louis Philipp Göbig für Klempnermeister Rossberg gebaut. Eine der Fassaden (ursprünglich über Erdgeschoss mit Kissenquaderung), die unter Verzicht auf Stuckdekor ihre Wirkung aus dem farblichen Zweiklang von roten Ziegelverblendern und hellen Putzgliederungen beziehen. Das herkömmliche Gliederungsschema mit hervorgehobenen Seitenrisaliten und abschließendem Obergeschoss mit Rundbogenfenstern ist dabei beibehalten. LfD/2006 | 09295275 |
|                                         | Mietshaus in geschlossener Bebauung | Brandvorwerkstraße 56 (Karte)                                   | 1903 (Mietshaus)                                                                                          | mit Tordurchfahrt und Laden, Klinkerfassade, baugeschichtlich von Bedeutung Denkmaltext Nummer 56 und 58: Beide Häuser mit Ziegelfassaden über gequadertem Erdgeschoss von Bauunternehmer Hermann Schmidt nach möglicherweise eigenen Entwürfen 1903 erbaut. Die einfachen und konventionellen Fassaden nur durch (teilweise abgebrochene) Balkonkörbchen und Dachhäuser dem Stil der Zeit angeglichen. LfD/1998 (vgl. Denkmaltopographie Stadt Leipzig) | 09295267 |
|                                         | Mietshaus in geschlossener Bebauung | Brandvorwerkstraße 58 (Karte)                                   | 1903 (Mietshaus)                                                                                          | Klinkerfassade mit Balkons, baugeschichtlich von Bedeutung Denkmaltext s. Nummer 56 | 09295268 |
|                                         | Mietshaus in geschlossener Bebauung | Brandvorwerkstraße 59 (Karte)                                   | 1890 (Mietshaus)                                                                                          | ehemals mit Eckladen, Putz-Klinker-Fassade mit Balkons, baugeschichtlich von Bedeutung | 09299450 |
|                                         | Mietshaus in offener Bebauung | Brandvorwerkstraße 61 (Karte)                                   | 1905 (Mietshaus)                                                                                          | mit Laden, Klinkerfassade, baugeschichtlich von Bedeutung Denkmaltext Nummer 61 und 63: Die Fassaden der beiden freistehenden 10-achsigen Mietshäuser vom gleichen Typ wurden 1904 von verschiedenen Architekten entworfen (Nummer 61 Berthold Rentsch, Nummer63 wahrscheinlich Otto Röllig) zeigen jedoch die gleiche konservative Haltung in Gliederung und Details. Entsprechend schlicht sind auch die Wohnungen, an der Vorderfront befindet sich jeweils in der Mitte eine zusätzliche Kleinstwohnug, bestehend aus Küche und Stube. LfD/1998 (vgl. Denkmaltopographie Stadt Leipzig) | 09295277 |
|                                         | Mietshaus in offener Bebauung | Brandvorwerkstraße 63 (Karte)                                   | 1904 (Mietshaus)                                                                                          | ehemals mit Laden, Klinkerfassade, baugeschichtlich von Bedeutung Denkmaltext s. Nummer 61 | 09295278 |
|                                         | Mietshaus in offener Bebauung | Brandvorwerkstraße 65 (Karte)                                   | bezeichnet 1904 (Mietshaus)                                                                               | Putzfassade, Eckbetonung durch Eckerker und Giebel, baugeschichtlich von Bedeutung Denkmaltext Das Eckhaus ist der Auftakt einer Reihe freistehender Mietshäuser gleichen Typs zwischen Hardenbergstraße und Kantstraße. 1903 wurde der Baublock zwischen Hardenberg-, Kurt-Eisner-,Stein- und Brandvorwerkstraße sowie ein Teil des südlich angrenzenden Blocks vom Architekten Otto Röllig parzelliert und anschließend an verschiedene Bauherren verkauft. Das Eckhaus für den Zimmermeister Max Georg Neumeister ist am sorgfältigsten durchgebildet, die hochgezogene Sockelzone lässt es massiver wirken, während die kannelierten Pilaster und der Dachaufbau über der verbrochenen Ecke den vertikalen Abschluss der Straßenflucht betonen. LfD/1998 (vgl. Denkmaltopographie Stadt Leipzig) | 09295279 |
| Weitere Bilder                          | Mietshaus (Brandvorwerkstraße 68) und Doppelmietshaus (Brandvorwerkstraße 66 und Steinstraße 6) einer Wohnanlage, sowie Vorgarten und Einfriedung mit Pforte | Brandvorwerkstraße 66; 68 (Karte)                               | 1930–1931 (Mietshaus)                                                                                     | Putzfassade durch farbige Bänderung in rot und grau gegliedert, Sockel mit Werksteinverkleidung, Ziegelband als Traufgesims, hofseitiger Eingang betont, im Stil der Moderne, Architekt: Friedrich Lutz, künstlerisch und baugeschichtlich von Bedeutung Denkmaltext Die dritte der von Friedrich Lutz entworfenen Wohnanlagen in der Brandvorwerkstraße wurde 1930–1931 von der Freien Wohnungsbau-Aktiengesellschaft aufgeführt. Sie besteht aus zwei einander zugewandten Zweiflügelbauten, von denen das rechte (Nummer66) ein Eckbau mit zweitem Eingang zur Steinstraße ist. Wieder bilden beide Bauten einen Hof zur Straße hin und sind durch helle Putzstreifen vor rötlichem Hintergrund horizontal und vertikal gegliedert. Vor allem die Steinstraßen-Ansicht des Eckbaus erscheint massig und kubisch, was durch einen fensterlosen Vorsprung über der „verbrochenen Ecke“ noch betont wird. Über dem abschließenden breiten Ziegelband enthielt das zurückgesetzte Dachgeschoss neben zwei Wohnungen die Bäder für das Personal. Die Hofseite ist mit Balkons (zum Teil entstellend verglast) stärker geöffnet. Bei dem kleineren Haus Nummer 68 , ebenfalls auf hakenförmigem Grundriss, sind die Gebäudeecken durch tiefe Loggien aufgebrochen, auch hier tragen vertikale und horizontale Putzstreifen und das durchgehend verglaste Treppenhaus zu einer lebhaften Gliederung des Baukörpers bei. LfD/1998 (vgl. Denkmaltopographie Stadt Leipzig) | 09295269 |
|                                         | Mietshaus in offener Bebauung | Brandvorwerkstraße 67 (Karte)                                   | 1905 (Mietshaus)                                                                                          | Putzfassade mit Balkons, baugeschichtlich von Bedeutung Denkmaltext Brandvorwerkstraße Nummer 67 und 69, 71 und 73, 75 und 77: Die freistehenden viergeschossigen Mietshäuser mit flachem Walmdach wurden 1904–1905 für verschiedene Bauhandwerker: Zimmerpolier, Maurer und Schornsteinbauer nach aufeinander abgestimmten Plänen, vermutlich von der Hand des Architekten Otto Röllig, dem ursprünglich der gesamte Baublock gehörte, errichtet. Die Grundrisse sind identisch (3 Zimmer nach vorn, Küche, Kammer, Schlafzimmer zum Hof, Bad am Korridorende, im Treppenhausvorsprung die Speisekammer), die Fassaden sind in der Gliederung aufeinander abgestimmt, in den Details unterschiedlich. Allen gemeinsam war der Sockel mit Putznutung (heute meist geglättet), der annähernd mittige Eingang und die zwei Balkons über dem Gurtgesims zu Seiten des Eingangs (zum Teil abgerissen). Die Fassaden sind offensichtlich paarweise einander angeglichen: Nummer 67 und 69 mit traditionellen Dreiecks- und Segmentgiebeln als Fensterbekrönung, Nummer 71 und 73 mit einfachen, flachen Fensterrahmungen und Nummer 75 und 77 mit einer geometrisch verfestigten Jugendstildekoration. Die Häuser wurden sämtlich 1905 verkauft, Nummer 67 erwarb 1921 die Verlegerfamilie Thieme. LfD/1998 (vgl. Denkmaltopographie Stadt Leipzig) | 09295296 |
|                                         | Mietshaus in offener Bebauung | Brandvorwerkstraße 69 (Karte)                                   | 1905 (Mietshaus)                                                                                          | Putzfassade mit Balkons, baugeschichtlich von Bedeutung Denkmaltext Brandvorwerkstraße Nummer 67 und 69, 71 und 73, 75 und 77: Die freistehenden viergeschossigen Mietshäuser mit flachem Walmdach wurden 1904–1905 für verschiedene Bauhandwerker: Zimmerpolier, Maurer und Schornsteinbauer nach aufeinander abgestimmten Plänen, vermutlich von der Hand des Architekten Otto Röllig, dem ursprünglich der gesamte Baublock gehörte, errichtet. Die Grundrisse sind identisch (3 Zimmer nach vorn, Küche, Kammer, Schlafzimmer zum Hof, Bad am Korridorende, im Treppenhausvorsprung die Speisekammer), die Fassaden sind in der Gliederung aufeinander abgestimmt, in den Details unterschiedlich. Allen gemeinsam war der Sockel mit Putznutung (heute meist geglättet), der annähernd mittige Eingang und die zwei Balkons über dem Gurtgesims zu Seiten des Eingangs (zum Teil abgerissen). Die Fassaden sind offensichtlich paarweise einander angeglichen: Nummer 67 und 69 mit traditionellen Dreiecks- und Segmentgiebeln als Fensterbekrönung, Nummer 71 und 73 mit einfachen, flachen Fensterrahmungen und Nummer 75 und 77 mit einer geometrisch verfestigten Jugendstildekoration. Die Häuser wurden sämtlich 1905 verkauft, Nummer 67 erwarb 1921 die Verlegerfamilie Thieme. LfD/1998 (vgl. Denkmaltopographie Stadt Leipzig) | 09295297 |
|                                         | Geschäftshaus in offener Bebauung | Brandvorwerkstraße 70 (Karte)                                   | bezeichnet 1924 (Geschäftshaus)                                                                           | erbaut als Geschäftssitz einer Arzneimittelfabrik, nach 1930 Haus des Verbandes Mitteldeutscher Ballspiel-Vereine, repräsentativer Putzbau im Art-Déco-Stil, baugeschichtlich und ortsgeschichtlich von Bedeutung Denkmaltext Der Architekt Ernst Riedel entwarf 1924 die Pläne für ein Kontorhaus der Firma Alexander Gödecke (Chemische Fabrik und Export AG). Sehr charakteristisch ist, wie hier ein klassisches Motiv, der Portikus in Kolossalordnung, in die Fläche transponiert und traditionelle Dekorationsformen wie Festons, Medaillons, Putti, Baluster, Konsolen und Portalgewände ins Eckig-spitzige umgeformt werden. Auch die Großgliederung des Baukörpers durch rötlichen Porphyrputz ist charakteristisch für die Mitte der zwanziger Jahre. Hinter den Fenstern der Beletage, durch Größe und Bekrönung hervorgehoben, befand sich der große Kontorsaal. 1930 wurde das Haus Verbandsheim des mitteldeutschen Ballspielvereins, 1933 NS-Sportschule für Fußball und Handball. 1945 wurden hier Kühlschränke für die sowjetische Armee produziert, nach 1963 schließlich gehörte es zum Bekleidungswerk „Vestis“. LfD/1998 (vgl. Denkmaltopographie Stadt Leipzig) | 09295270 |
|                                         | Mietshaus in offener Bebauung | Brandvorwerkstraße 71 (Karte)                                   | 1905 (Mietshaus)                                                                                          | Putzfassade, Bestandteil des Planungsgebietes Südvorstadt, baugeschichtlich von Bedeutung Denkmaltext Brandvorwerkstraße Nummer 67 und 69, 71 und 73, 75 und 77: Die freistehenden viergeschossigen Mietshäuser mit flachem Walmdach wurden 1904–1905 für verschiedene Bauhandwerker: Zimmerpolier, Maurer und Schornsteinbauer nach aufeinander abgestimmten Plänen, vermutlich von der Hand des Architekten Otto Röllig, dem ursprünglich der gesamte Baublock gehörte, errichtet. Die Grundrisse sind identisch (3 Zimmer nach vorn, Küche, Kammer, Schlafzimmer zum Hof, Bad am Korridorende, im Treppenhausvorsprung die Speisekammer), die Fassaden sind in der Gliederung aufeinander abgestimmt, in den Details unterschiedlich. Allen gemeinsam war der Sockel mit Putznutung (heute meist geglättet), der annähernd mittige Eingang und die zwei Balkons über dem Gurtgesims zu Seiten des Eingangs (zum Teil abgerissen). Die Fassaden sind offensichtlich paarweise einander angeglichen: Nummer 67 und 69 mit traditionellen Dreiecks- und Segmentgiebeln als Fensterbekrönung, Nummer 71 und 73 mit einfachen, flachen Fensterrahmungen und Nummer 75 und 77 mit einer geometrisch verfestigten Jugendstildekoration. Die Häuser wurden sämtlich 1905 verkauft, Nummer 67 erwarb 1921 die Verlegerfamilie Thieme. LfD/1998 (vgl. Denkmaltopographie Stadt Leipzig) | 09295298 |
| Weitere Bilder                          | Dreifachmietshaus einer Wohnanlage, sowie Vorgarten und Einfriedung | Brandvorwerkstraße 72; 74; 76 (Karte)                           | 1928–1930 (Mietshaus)                                                                                     | betont kubische Bauten als Dreiflügelanlage zueinander geordnet und durch Verbindungsgang miteinander verbunden, Putzfassade durch farbige Bänderung rot und grau gegliedert, Nummer 76 in Ecklage Kantstraße, im Stil der Moderne, Architekt: Friedrich Lutz, künstlerisch und baugeschichtlich von Bedeutung Denkmaltext 1928 bis 1930 erbaute Friedrich Lutz die zweite seiner Wohnanlagen, eine Gruppe von drei Zweiflügelbauten, wiederum mit einer straßenseitigen Grünanlage, ein Motiv, das variiert bei fast allen seinen Bauten vorkommt. Die drei Häuser sind durch überdachte Übergänge miteinander verbunden und bilden so eine Dreiflügelanlage, die zur Straße durch eine Einfriedung abgeschlossen wird. Nach 1990 war der rechte Flügel, die Nummer 72, zwischenzeitlich durch eine Verkleidung unter völliger Missachtung architektonisch-ästhetischer Maßstäbe entstellt worden, das konnte aber in jüngster Zeit wieder durch Annäherung an den Ursprungszustand korrigiert werden. Auch hier sind die jeweils mittleren Gebäudeteile durch horizontale und die äußeren durch vertikale Porphyrputzstreifen gegliedert, besitzen die Flügel über Eck geführte Fenster. Im werksteinverkleideten Sockel des Eckbaus befindet sich ein Laden. Die „für den nicht wohnungsberechtigten Mittelstand“ gebauten Wohnungen von 111 bis 138 m² besitzen den gleichen hohen technischen Standard wie die übrigen Privatbauten des Architekten, die beiden großzügigen Treppenhäuser sind mit figürlichen Treppenpfosten geschmückt, qualitätvollen Arbeiten im Stil der Zeit. LfD/1998, 2018 (vgl. Denkmaltopographie Stadt Leipzig) | 09295271 |
|                                         | Mietshaus in offener Bebauung | Brandvorwerkstraße 73 (Karte)                                   | 1905 (Mietshaus)                                                                                          | Putzfassade, baugeschichtlich von Bedeutung Denkmaltext Brandvorwerkstraße Nummer 67 und 69, 71 und 73, 75 und 77: Die freistehenden viergeschossigen Mietshäuser mit flachem Walmdach wurden 1904–1905 für verschiedene Bauhandwerker: Zimmerpolier, Maurer und Schornsteinbauer nach aufeinander abgestimmten Plänen, vermutlich von der Hand des Architekten Otto Röllig, dem ursprünglich der gesamte Baublock gehörte, errichtet. Die Grundrisse sind identisch (3 Zimmer nach vorn, Küche, Kammer, Schlafzimmer zum Hof, Bad am Korridorende, im Treppenhausvorsprung die Speisekammer), die Fassaden sind in der Gliederung aufeinander abgestimmt, in den Details unterschiedlich. Allen gemeinsam war der Sockel mit Putznutung (heute meist geglättet), der annähernd mittige Eingang und die zwei Balkons über dem Gurtgesims zu Seiten des Eingangs (zum Teil abgerissen). Die Fassaden sind offensichtlich paarweise einander angeglichen: Nummer 67 und 69 mit traditionellen Dreiecks- und Segmentgiebeln als Fensterbekrönung, Nummer 71 und 73 mit einfachen, flachen Fensterrahmungen und Nummer 75 und 77 mit einer geometrisch verfestigten Jugendstildekoration. Die Häuser wurden sämtlich 1905 verkauft, Nummer 67 erwarb 1921 die Verlegerfamilie Thieme. LfD/1998 (vgl. Denkmaltopographie Stadt Leipzig) | 09295299 |
|                                         | Mietshaus in offener Bebauung | Brandvorwerkstraße 75 (Karte)                                   | um 1905 (Mietshaus)                                                                                       | Putzfassade, ehemals mit Balkons, baugeschichtlich von Bedeutung Denkmaltext Brandvorwerkstraße Nummer 67 und 69, 71 und 73, 75 und 77: Die freistehenden viergeschossigen Mietshäuser mit flachem Walmdach wurden 1904–1905 für verschiedene Bauhandwerker: Zimmerpolier, Maurer und Schornsteinbauer nach aufeinander abgestimmten Plänen, vermutlich von der Hand des Architekten Otto Röllig, dem ursprünglich der gesamte Baublock gehörte, errichtet. Die Grundrisse sind identisch (3 Zimmer nach vorn, Küche, Kammer, Schlafzimmer zum Hof, Bad am Korridorende, im Treppenhausvorsprung die Speisekammer), die Fassaden sind in der Gliederung aufeinander abgestimmt, in den Details unterschiedlich. Allen gemeinsam war der Sockel mit Putznutung (heute meist geglättet), der annähernd mittige Eingang und die zwei Balkons über dem Gurtgesims zu Seiten des Eingangs (zum Teil abgerissen). Die Fassaden sind offensichtlich paarweise einander angeglichen: Nummer 67 und 69 mit traditionellen Dreiecks- und Segmentgiebeln als Fensterbekrönung, Nummer 71 und 73 mit einfachen, flachen Fensterrahmungen und Nummer 75 und 77 mit einer geometrisch verfestigten Jugendstildekoration. Die Häuser wurden sämtlich 1905 verkauft, Nummer 67 erwarb 1921 die Verlegerfamilie Thieme. LfD/1998 (vgl. Denkmaltopographie Stadt Leipzig) | 09295300 |
|                                         | Mietshaus in offener Bebauung | Brandvorwerkstraße 77 (Karte)                                   | 1904–1905 (Mietshaus)                                                                                     | Putzfassade, ehemals mit Balkons, baugeschichtlich von Bedeutung Denkmaltext Brandvorwerkstraße Nummer 67 und 69, 71 und 73, 75 und 77: Die freistehenden viergeschossigen Mietshäuser mit flachem Walmdach wurden 1904–1905 für verschiedene Bauhandwerker: Zimmerpolier, Maurer und Schornsteinbauer nach aufeinander abgestimmten Plänen, vermutlich von der Hand des Architekten Otto Röllig, dem ursprünglich der gesamte Baublock gehörte, errichtet. Die Grundrisse sind identisch (3 Zimmer nach vorn, Küche, Kammer, Schlafzimmer zum Hof, Bad am Korridorende, im Treppenhausvorsprung die Speisekammer), die Fassaden sind in der Gliederung aufeinander abgestimmt, in den Details unterschiedlich. Allen gemeinsam war der Sockel mit Putznutung (heute meist geglättet), der annähernd mittige Eingang und die zwei Balkons über dem Gurtgesims zu Seiten des Eingangs (zum Teil abgerissen). Die Fassaden sind offensichtlich paarweise einander angeglichen: Nummer 67 und 69 mit traditionellen Dreiecks- und Segmentgiebeln als Fensterbekrönung, Nummer 71 und 73 mit einfachen, flachen Fensterrahmungen und Nummer 75 und 77 mit einer geometrisch verfestigten Jugendstildekoration. Die Häuser wurden sämtlich 1905 verkauft, Nummer 67 erwarb 1921 die Verlegerfamilie Thieme. LfD/1998 (vgl. Denkmaltopographie Stadt Leipzig) | 09295301 |
|                                         | Doppelmietshaus einer Wohnanlage, mit Vorgarten und seitlichen Einfriedungsmauern | Brandvorwerkstraße 78; 80 (Karte)                               | 1927–1928 (Doppelmietshaus)                                                                               | dreiflügelige Anlage, mit überhöhtem Mitteltrakt, Putzfassade durch farbige Bänderung rot und grau gegliedert, bildet eine größere Wohnanlage mit Nummer 66-68 und 72-76, im Stil der Moderne, Architekt: Friedrich Lutz, künstlerisch und baugeschichtlich von Bedeutung Denkmaltext Die erste der drei Wohnanlagen, die der Privatarchitekt Friedrich Lutz zwischen 1927 und 1931 an der Brandvorwerkstraße erbaute, ist ein Dreiflügelbau, der sich nach der Straße hin zu einem begrünten, durch Hecken abgeschlossenen Hof öffnet. Der Mitteltrakt ist viergeschossig und durch breite, helle Putzbänder zwischen den durchlaufenden Fensterreihen sehr betont horizontal gegliedert. Die dreigeschossigen Flügel hingegen sind durch ähnliche, aber vertikal angeordnete lisenenartige Putzstreifen vor der rötlichen Fassade vertikal betont. Im Winkel zwischen Mittelbau und Flügeln schaffen die polygonal vorgewölbten Treppenhäuser die Verbindung zwischen den Teilen. Sehr zeittypisch sind auch die quadratischen Schiebefenster, die übereck gestellten Fenster an den Flügeln, und die „Vergitterung“ über dem plattenverkleideten Eingang. Das Dach ist flach, die Seitenflügel besitzen Dachterrassen. Das Doppelhaus mit 16 Wohnungen war mit Fahrstühlen, Zentralheizung- und zentraler Kühlanlage (für die Speisekammern) ausgestattet. LfD/1998 (vgl. Denkmaltopographie Stadt Leipzig) | 09295272 |
|                                         | Wohnhauszeile in offener Bebauung, heute Pflegeheim, mit Vorgarten | Brandvorwerkstraße 82 (Karte)                                   | 1923–1924 (Pflegeheim)                                                                                    | dreiflügelige Wohnanlage zur Richard-Lehmann-Straße, ehemals mit Einfriedungsmauer, Putzfassade, Reformstil-Architektur, sozialgeschichtlich und baugeschichtlich von Bedeutung Denkmaltext Die dreiflügelige Wohnanlage mit sechzehn Wohneinheiten für Reichsgerichtsräte entstand 1923–1924 nach Plänen des Leipziger Stadtbaurates James Bühring im Auftrag der Wohnstättengesellschaft Berlin. Die drei Flügel des freistehenden viergeschossigen Putzbaues als selbständige walmdachgedeckte Baublöcke, die durch zwei schmale und etwas niedrigere, die Eingänge und Treppenhäuser aufnehmende und Loggien enthaltende Zwischentrakte miteinander verbunden sind. Untergliedert werden die straßenseitigen Fronten und die Giebelseiten durch abgeschrägte Erker und Risalite, die an der Fassade des breiten Mittelbaus wiederum mit offenen Loggien. Dekorative Elemente sind sehr spärlich angewandt und beschränken sich auf Putzspiegel an den Vorbauten und den Fensterbrüstungen im dritten Obergeschoss des Mittelbaues. In den Geschossen jeweils vier Wohnungen, die in ihrer Größe mit sechs Zimmern, Küche und Bad dem sozialen Status der für sie vorgesehenen Bewohner entsprachen. 1957 erfolgte, bei weitgehender Beibehaltung der Grundrissaufteilung, der Umbau zu einem Pflegeheim der Stadt Leipzig. LfD/1998 (vgl. Denkmaltopographie Stadt Leipzig) | 09295468 |
|                                         | Mietshaus in offener Bebauung | Brandvorwerkstraße 83 (Karte)                                   | 1907 (Mietshaus)                                                                                          | Putzfassade mit holzverbretterten Balkons, baugeschichtlich von Bedeutung Denkmaltext Die ursprünglich sehr feine graphische Fassadengestaltung dieses 1907 vom Architekten Ernst Eduard Maasch für zwei Bauunternehmer errichteten Hauses ist kaum noch erkennbar:Wie die Giebelwand war auch die Erdgeschosszone mit zarter Putznutung versehen. Über dem fein ornamentierten Gurtgesims sind die Fenster mit flachen schildartigen Rahmungen versehen. Die bogigen Abschlüsse der Verandabrüstungen unterstreichen den auf Feinteiligkeit gerichteten Eindruck, zu dem ursprünglich noch Fenster mit Oberlichtsprossen beitrugen. Im ausgebauten Dachgeschoss befand sich bis zu seinem Tod 1937 das Atelier des Malers Max Lohse. LfD/1998 (vgl. Denkmaltopographie Stadt Leipzig) | 09295303 |
|                                         | Mietshaus in offener Bebauung | Brandvorwerkstraße 85 (Karte)                                   | 1906 (Mietshaus)                                                                                          | Putzfassade, ehemals mit Balkons, baugeschichtlich von Bedeutung Denkmaltext Nummer 85,87,89: Ähnlich wie bei den vermutlich von Otto Röllig entworfenen Bauten Nummer 65 bis 77 stammen die Entwürfe für die 1906–1908 erbauten freistehenden Häuser im letzten Teil der Brandvorwerkstraße nach dem übereinstimmenden Zeichenduktus zu urteilen, von dem Architekten Ernst Maasch. Auch er hat für verschiedene Bauherren unterschiedliche Fassaden geschaffen, die sich im System (mittiger Eingang, flankiert von Balkons) gleichen, im Detail unterschiedlich sind. Allen gemeinsam ist die zurückhaltende, flache, bandartig geschwungene Jugendstildekoration. Besonders bemerkenswert die Deckenmalerei im Flur von Nummer 89 mit dem auch noch in einigen anderen Häusern anzutreffenden „Himmel-mit Schwalben“- Motiv. LfD/1998 (vgl. Denkmaltopographie Stadt Leipzig) | 09295304 |
|                                         | Mietshaus in offener Bebauung | Brandvorwerkstraße 87 (Karte)                                   | 1906 (Mietshaus)                                                                                          | Putzfassade, ehemals mit Balkons, baugeschichtlich von Bedeutung Denkmaltext s. Nummer 85 | 09295305 |
|                                         | Mietshaus in offener Bebauung | Brandvorwerkstraße 89 (Karte)                                   | 1906 (Mietshaus)                                                                                          | Hausflur mit Plafondmalerei, Putzfassade, ehemals mit Balkons, baugeschichtlich von Bedeutung Denkmaltext s. Nummer 85 | 09295306 |
| Direkt Bild zu diesem Denkmal hochladen | Mietshaus (mit zwei Hausnummern) in ehemals geschlossener Bebauung und in Ecklage | Dufourstraße 36; 38 (Karte)                                     | 1900–1902 (Haushälfte Nummer 36), 1902–1904 (Haushälfte Nummer 38)                                        | repräsentatives Wohnhaus mit Ladenzone, Eckbau mit breiter, schräggestellter fünfgeschossiger Front und zwei im flachen Winkel angesetzten viergeschossigen Flügelbauten, Putzfassade mit Sandsteingliederung, Mittelteil von einem hohen Staffelgiebel überragte, Ecken durch Erker betont, im Stil der deutschen Neorenaissance mit Anklängen an den Jugendstil, exponierte städtebauliche Lage, Blickfang von der Körnerstraße, Architekt: Baumeister und Ziegeleibesitzer Otto Bruno Oelschlegel, Vorgängerbau war die bekannte Ausflugsgaststätte »Zum Gosenthal«, baugeschichtlich, städtebaulich und kunstgeschichtlich von Bedeutung Denkmaltext Dufourstraße 36, 38: Der Eckbau mit breiter, schräggestellter Front und zwei im flachen Winkel angesetzten Flügelbauten verbindet die Mahlmannstraße mit der Dufourstraße. Er wurde 1900 bis 1904 von dem Baumeister und Ziegeleibesitzer Otto Oehlschlegel nach eigenen Plänen errichtet, nachdem sein Vater Maurermeister Heinrich Bruno Oehlschlegel kurz vorher den Komplex der Ausflugsgaststätte „Zum Gosenthal“ erworben und abgerissen hatte. Der fünfgeschossige, von einem hohen Staffelgiebel überragte·Mittelteil bildet eine ausgeprägte Dominante an der platzartigen Einmündung von vier Straßen. Von der höher gelegenen Körnerstraße aus fungiert er als „point de vue“. Gelenkartig verbinden zwei Eckerker (ursprünglich beide mit Zwiebelturm) den fünfgeschossigen schräggestellten Mitteltrakt mit den beiden viergeschossigen Nachbarbauten. Obwohl Erker, Giebel und die pfeilergerahmten Hauseingänge das Stilvorbild der deutschen Renaissance erkennen lassen, lässt sich der Gesamtcharakter des repräsentativen Wohn- und Geschäftshauses mit seinen gerundeten, plastisch stark durchgebildeten Formen als eine der historisierenden Varianten des Leipziger Jugendstils erkennen. LfD/1993/1998 | 09297032 |
| Direkt Bild zu diesem Denkmal hochladen | Platzanlage | Dürrplatz (Karte)                                               | 1912 (Schmuckplatz)                                                                                       | mit altem Baumbestand, dreieckige Grünfläche zwischen Wundtstraße, Rennbahn, Schleußiger Weg und Gartenanlage Südvorstadt, regelmäßig gestalteter Schmuckplatz, ortsgeschichtlicher und stadtgrüngeschichtlicher Wert Denkmaltext Schmuckplatz auf dreieckigem Grundriss zwischen Rennbahn und Schleußiger Weg, 1912 angelegt, ursprünglich mit einem Spielplatz in der Mitte. Mit der Westseite stößt er an die 1875 angelegte Kleingartenanlage „Südvorstadt“. Die Benennung 1925 nach dem Verlagsbuchhändler. Friedrich Alphons Dürr (1828–1907) LfD/1998 (vgl. Denkmaltopographie Stadt Leipzig) | 09295795 |
|                                         | Mietshaus in halboffener Bebauung (bauliche Einheit mit August-Bebel-Straße 73) | Fichtestraße 1 (Karte)                                          | 1913–1914 (Mietshaus)                                                                                     | markante Putzfassade mit Erker, im Reformstil der Zeit um 1910, baugeschichtlich von Bedeutung Denkmaltext Schmales viergeschossiges, in halboffener Bebauung 1913–1914 nach Plänen des Architekten Karl Voigt für Max Stockmar errichtetes Mietshaus. Der durch Gurtgesimse gegliederte Putzbau mit abgeschrägtem Mittelerker, der wie die Fensterbrüstungen des zweiten Obergeschosses Antragsarbeiten aus Stuck enthält. Der Eingang in einem Vorbau an der freistehenden rechten Giebelfront. In den Geschossen jeweils eine gutbürgerliche Wohnung mit Salon. | 09296740 |
|                                         | Doppelmietshaus in offener Bebauung | Fichtestraße 3; 5 (Karte)                                       | 1915 begonnen, nach Unterbrechung 1919 vollendet (Doppelmietshaus)                                        | ehemals mit Laden, Putzfassade, mit zwei Erkern und Balkons, im Reformstil der Zeit um 1910, baugeschichtlich von Bedeutung Denkmaltext Viergeschossiges nach Plänen des Architekten Otto Juhrich, der auch als Bauherr zeichnet, errichtetes Mietshaus. Baubeginn war 1915, die Fertigstellung erfolgte aufgrund der Kriegsauswirkungen erst 1919 mit städtischen Beihilfen. Dominierendes Element der Putzfassade sind die vier erhöhten Mittelachsen mit zwei Giebeln und Loggien mit nur wenig vortretenden Balkons. Zu beiden Seiten ein abgeschrägter Erker. Über den Haustüren zum halbrunden Oberlicht überleitende Fußwalme. Über dem Eingang von Nummer 3 Spruchband mit Eisernem Kreuz, Eichenlaub und Inschrift: „1916. Im Krieg gebaut, auf Sieg vertraut. 1917“. Die Wohnungen um zwei zentrale Lichtschächte mit vierläufigen Haustreppen angeordnet. LfD/1998 (vgl. Denkmaltopographie Stadt Leipzig) | 09295352 |
|                                         | Doppelmietshaus in offener Bebauung, mit Doppel-Hinterhaus und seitlicher Toreinfahrt bei Nr. 8 | Fichtestraße 6; 8 (Karte)                                       | 1914 (Doppelmietshaus)                                                                                    | Putzfassade, Reformstil-Architektur, baugeschichtlich von Bedeutung Denkmaltext Freistehendes viergeschossiges Doppelmietshaus, das 1914 nach Plänen des Architekten Theodor George für den Bauunternehmer Richard Hilpert und den Maurermeister Otto Dähne errichtet wurde. Die sechs mittleren Achsen bis in das Dachgeschoss massiv, die beiden Doppelhaushälften jeweils mit einem leicht vortretenden Mittelrisalit. Die Putzfassade nur sparsam gegliedert durch einfache Gesimse, leicht vorstehende Lisenen zwischen den Fensterachsen, eingetiefte Putzfelder und Stuckauflagen über den Fenstern des zweiten Obergeschosses. In den Hausfluren farbige Wandkacheln und kassetierte Tonnengewölbe. Als Hintergebäude ein zweigeschossiges Doppelwohnhaus. LfD/1998 (vgl. Denkmaltopographie Stadt Leipzig) | 09295350 |
|                                         | Doppelmietshaus in offener Bebauung | Fichtestraße 7; 9 (Karte)                                       | 1906–1907 (Doppelmietshaus)                                                                               | Putzfassade mit drei Erkern , im Reformstil der Zeit um 1910, baugeschichtlich von Bedeutung Denkmaltext Nach Plänen des Architekten Gustav Emil Reiche 1906–1907 für den Bauunternehmer Heinrich Geiler errichtetes freistehendes Doppelmietshaus. Die Fassade asymmetrisch aufgebaut durch die vier erhöhten Mittelachsen der linken Doppelhaushälfte mit ehemals geschwungenem Giebel. Hohes Souterrain mit Kunststeinverkleidung, Erdgeschoss mit Rauputz, drei Erker mit bossierten Kanten und Stuckdekor (Garben, Blüten und Frauenmasken mit Flügeln) und Schlusssteine über den Eingängen mit Frauenmasken. An der westlichen Giebelseite vorstehendes Treppenhaus, die östliche gegliedert durch Rauputzfelder. Die Hausflure mit ornamentierten Fußbodenfliesen, Marmortreppen, farbigen Kacheln und flachen Stuckbändern. Als Hinterhaus von Nummer 7 ein zweigeschossiges Lager- und Wohngebäude, von Nummer 9 ein eingeschossiges Fabrikgebäude, das durch die Deutsche Waffel- und Biskuitfabrik Hensel und Co. genutzt wurde. LfD/1998 (vgl. Denkmaltopographie Stadt Leipzig) | 09295351 |
|                                         | Mietshaus in ehemals geschlossener Bebauung | Fichtestraße 12 (Karte)                                         | 1881 (Mietshaus)                                                                                          | ehemals mit Gaststätte, Eckbetonung durch Abschrägung, Putzfassade, baugeschichtlich von Bedeutung Denkmaltext 1881 nach Plänen des Architekten Heinrich Lindemann für Friedrich Gustav Bernhard erbautes fünfgeschossiges Eckhaus, dessen Errichtung vor der eigentlichen Bebauung der Fichtestraße von der Kochstraße aus erfolgte. Putzfassade mit Nutung im ersten Obergeschoss und an den drei erhöhten Eckachsen. Die Eckachse ursprünglich mit zwei Balkons. Im Erdgeschoss Gaststätte. LfD/1998 (vgl. Denkmaltopographie Stadt Leipzig) | 09295349 |
|                                         | Mietshaus in geschlossener Bebauung | Fichtestraße 14 (Karte)                                         | 1896 (Mietshaus)                                                                                          | mit Tordurchfahrt, Klinkerfassade, baugeschichtlich von Bedeutung Denkmaltext Fünfgeschossiges, 1896 nach Plänen von Th. Hartel für den Buchhalter Franz Lindner errichtetes Mietshaus. Guterhaltene Fassade mit verputztem und genutetem Erdgeschoss, mehrfarbiger Klinkerverkleidung der Obergeschosse und Stuckdekor an den Umrahmungen und Verdachungen der Fenster und dem von Konsolen über einem Mäanderband getragenen Kranzgesims. LfD/1998 (vgl. Denkmaltopographie Stadt Leipzig) | 09295348 |
|                                         | Mietshaus in geschlossener Bebauung, sowie Toranlage im Hof und Hofpflasterung | Fichtestraße 16 (Karte)                                         | 1889 (Mietshaus)                                                                                          | mit Tordurchfahrt und mit Laden, historistische Putzfassade, baugeschichtlich von Bedeutung Denkmaltext Das fünfgeschossige Mietshaus 1889 für den Druckereibesitzer Carl Wilhelm Löwe erbaut, der bereits 1876 auf dem Hofgelände ein Druckereigebäude errichten ließ. Breitgelagerte Putzfassade mit das erste bis dritte Obergeschoss zusammenfassender Gliederung genuteter Lisenen, das oberste Geschoss absetzendem Gurtgesims mit Blattwerkfries und von Konsolen getragenem Kranzgesims. Die drei mittleren Achsen betont durch Fensterverdachungen mit Dreiecksgiebeln, Schlusssteinen und Stuckfeldern mit Blattornament. LfD/1998 (vgl. Denkmaltopographie Stadt Leipzig) | 09295346 |
|                                         | Doppelmietshaus in geschlossener Bebauung | Fichtestraße 18; 20 (Karte)                                     | 1896–1897 (Doppelmietshaus)                                                                               | historisierende Klinkerfassade, baugeschichtlich von Bedeutung Denkmaltext 1896–1897 auf einem ehemaligen Gartengrundstück des Druckereibesitzers Carl Wilhelm Löwes nach Plänen des Architekten Richard Senf für den Maurermeister Julius Schuhmann errichtetes fünfgeschossiges Doppelmietshaus. Die schmale, nur vierachsige Hausfront von Nummer 18 ist durch eine erst im Nachhinein erfolgte Aufteilung der beiden Grundstücke erklärbar, bei der für zwei achtachsige Häuser kein Raum blieb. Das verputzte Erdgeschoss mit Bossierung, die Obergeschosse mit Klinker. Bei Nummer 20 leicht vorstehender Mittelrisalit mit Akzentuierung der beiden Mittelachsen durch Pilaster und übergreifendes Gesims. LfD/1998 (vgl. Denkmaltopographie Stadt Leipzig) | 09295347 |
|                                         | Mietshaus in geschlossener Bebauung | Fichtestraße 22 (Karte)                                         | 1895 (Mietshaus)                                                                                          | ehemals mit originalem Laden, reich dekorierte, historisierende Klinkerfassade, baugeschichtlich von Bedeutung Denkmaltext Fünfgeschossiges Mietshaus, errichtet 1895 zusammen mit dem benachbarten Eckhaus Karl-Liebknecht-Straße 112 nach Plänen des Architekten und Maurermeisters Bruno Rückardt für die Bauunternehmer August Zimmermann und Franz Dietze. Klinkerfassade mit Putzgliederung, dabei Betonung der Mittelachse durch Pilasterrahmung der Fenster im ersten und zweiten Obergeschoss. Im Erdgeschoss originaler Laden. LfD/1998 (vgl. Denkmaltopographie Stadt Leipzig) | 09295345 |
|                                         | Mietshaus in geschlossener Bebauung | Fichtestraße 25 (Karte)                                         | 1879–1880 (Mietshaus)                                                                                     | ehemals mit Gaststätte, Putzfassade, Eckbetonung, baugeschichtlich von Bedeutung Denkmaltext Das fünfgeschossige Eckhaus 1879–1880 nach Plänen des Architekten Heinrich Lindemann für den Kaufmann Josef Haseneyer errichtet. Zusammen mit den drei ebenfalls abgefasten Eckbauten Karl-Liebknecht-Straße 112, 129 und 131 die städtebauliche Situation der um 1880 bebauten Straßenkreuzung kennzeichnend. Der Eckbereich wie auch die an beiden Straßenfronten äußeren Achsen leicht vorstehend und ursprünglich mit Putznutung. Im Hausflur die originale Ausstattung mit Stuckdekoration, Stuckdecke und Windfangtür. LfD/1998 (vgl. Denkmaltopographie Stadt Leipzig) | 09295498 |
|                                         | Mietshaus in geschlossener Bebauung | Fichtestraße 27 (Karte)                                         | 1898–1899 (Mietshaus)                                                                                     | mit Tordurchfahrt, historisierende Klinker-Putz-Fassade, mit Balkons, baugeschichtlich von Bedeutung Denkmaltext Mit Nummer 29: Die beiden viergeschossigen Mietshäuser 1898–1899 nach Plänen des Architekten Emil Franke errichtet, Nummer 27 für den Bauunternehmer August Zimmermann, Nummer 29 für den Bauunternehmer Gottfried Blau. In der Gesamterscheinung in Achsenzahl, der Klinkerfassade und den Dachhäusern mit runden Giebeln sehr ähnlich, doch bestehen Unterschiede in Details: die leicht vorstehenden Seitenrisalite bei Nummer 27 sind durch Putznutung hervorgehoben, während bei Nummer 29 die Fassade durch die Klinkerverkleidung der Risalite einheitlicher wirkt, entsprechend sind die Stuckdekorationen bei Nummer 29 schlichter und in Formen der Frührenaissance, bei Nummer 27 üppiger und in barockisierendem Stil. Bei Nummer 27 zudem Toreinfahrt mit Stuckdekor und an der Mittelachse zwei Balkons mit schmiedeeisernem Gitter. Der Dachausbau bei Nummer 27 erfolgte 1923. LfD/1998 (vgl. Denkmaltopographie Stadt Leipzig) | 09295354 |
|                                         | Ehemalige Sportschule (Fichtestraße 28) mit rückseitiger Schwimm- und Turnhalle (Fichtestraße 28a und Kantstraße 37a), heute Wohnhäuser | Fichtestraße 28; 28a (Karte)                                    | 1924–1926 (Freizeit- und Sportbau)                                                                        | Vestibül mit keramischer Ausstattung im Art-déco-Stil, Sandstein-Putz-Fassade im traditionalistischen Stil der 1920er Jahre, ortsgeschichtlich, sozialgeschichtlich und baugeschichtlich von Bedeutung Denkmaltext Als Bundesschule des Arbeiter-Turn-und Sportbundes 1924–1925 nach Plänen des Architekten Oscar Schade errichtetes Schulgebäude mit rückseitiger Turn- und Schwimmhalle. Die hochaufragende fünfgeschossige Fassade des Hauptgebäudes mit vorstehendem fünfachsigem, die Eingangsvorhalle aufnehmenden Mittelrisalit, der eine auf schweren Pamenten ruhende geschossübergreifende Pilaster und eine abschließende Balkonbrüstung in Höhe des vierten Obergeschosses aufweist. Die Rücklagen ebenfalls mit einer Vertikalgliederung der drei unteren Geschosse, die Gliederungen dabei werksteinverkleidet, die Wandflächen mit Edelputz. Von der unteren Zone durch ein ausladendes Gurtgesims abgesetzt, bilden die beiden oberen Geschosse eine im Kontrast dazu in der Horizontale betonte Zone. Darüber ein steiles, ursprünglich mit Gauben und Dachreiter besetztes Walmdach. Der ursprünglich vorgesehene Skulpturenschmuck, vier Statuen vor der Vorhalle und vier Büsten auf der Balkonbrüstung wohl nicht ausgeführt. Im Inneren ein Vestibül mit mehrfarbiger keramischer Ausstattung im Art-déco-Stil, die Geschosse mit zweihüftiger Grundrissaufteilung, an die Mittelkorridore angrenzend die Schulräume, Lehrer- und Geschäftszimmer. Im ersten Obergeschoss der Hörsaal und eine Wohnung. Rückseitig an das Hauptgebäude anschließend hinter einer glasüberdachten Wandelhalle ein Turmhallengebäude mit zwei Turnhallen, daran angrenzend eine Schwimmhalle. Die Dächer von Turnhalle und Hauptgebäude wurden 1950–1951 nach Kriegsschäden neu errichtet, der Umbau zu einem Institutsgebäude der Universität Leipzig mit veränderter Grundrissaufteilung erfolgte 1955–1957. LfD/1998 (vgl. Denkmaltopographie Stadt Leipzig) | 09295353 |
|                                         | Mietshaus in geschlossener Bebauung | Fichtestraße 29 (Karte)                                         | 1898–1899 (Mietshaus)                                                                                     | historistische Klinkerfassade, baugeschichtlich von Bedeutung Denkmaltext s. Nummer 27. | 09295355 |
|                                         | Ehemaliges Druckereigebäude (mit zwei Hausnummern) in offener Bebauung, heute Wohnhaus | Fichtestraße 30; 32 (Karte)                                     | 1912 (Druckerei)                                                                                          | ab 1934 Dittersdorfer Filz- und Kratztuchfabrik, markante Putzfassade, ortsgeschichtlich und baugeschichtlich von Bedeutung Denkmaltext Das Doppelmietshaus Kantstraße 39/41 gehörte zu einem Baukomplex, der 1912 nach Plänen des Architekten Oscar Schade für den Arbeiter-Turnverlag Backhaus und Diettrich entstanden ist, dazugehörig am anderen Ende des Grundstücks an der Fichtestraße ein entsprechendes Doppelhaus, das 1943 zerstört wurde und das zwischen beiden Wohnhäusern erhalten gebliebene Druckereigebäude Fichtestraße 30. Das Fabrikgebäude mit balusterartigem Teilungsband, welches das Dachgeschoss vom zweiten Obergeschoss absetzt. 1934 wurden die mittlerweile dem Arbeiter-Turn- und Sportbund gehörenden Gebäude enteignet und durch das Land Sachsen an die Dittersdorfer Filz- und Kratztuchfabrik veräußert. Zur Fichtestraße hin ein Fahrstuhlanbau in DDR-Zeiten. LfD/1998 (vgl. Denkmaltopographie Stadt Leipzig) | 09300129 |
|                                         | Fabrikgebäude (Nr. 47i) und Kontor (Nr. 47) einer Druckerei | Fichtestraße 47; 47i (Karte)                                    | 1911–1912 (Fabrikgebäude)                                                                                 | graphische Kunstanstalt des Kunstmalers Max Breslauer, Gebäude an der Fichtestraße ist Stahlbetonbau mit markant gegliederter Putzfassade, siehe auch Steinstraße 52, ortsgeschichtlich und baugeschichtlich von Bedeutung Denkmaltext Mietshaus Steinstraße 52 wurde 1911 nach Plänen des Bauherren, des Architekten Curt Möbius erbaut. Über dem schweren Granitsockel mit dem von kannelierten Pfeilern gerahmten segmentbogigen Portal erhebt sich eine Fassade, die von der zeittypischen Monumentalität abweicht. Die leicht konvexen Erker mit den gleichfalls vorgewölbten verbindenden Balkons, die betonte Vertikalgliederung durch stabförmige, geschossübergreifende Fensterteilungen und hochrechteckige Brüstungsfelder scheinen die Wand in schmale hohe Rechtecke aufzulösen. Die reliefierten Lisenenkapitelle und der abschließende Zahnschnittfries betonen das feinteilig-Schmuckhafte der Fassade. LfD/1998 (vgl. Denkmaltopographie Stadt Leipzig) !!! Ein gleichzeitig erbautes dreigeschossiges Hinterhaus wurde ab 1912 als graphische Kunstanstalt des Kunstmalers Max Breslauer genutzt. | 09299639 |
| Weitere Bilder                          | Einzeldenkmal der Wohnanlage Lößniger Straße: Doppelmehrfamilienhaus einer Wohnanlage (siehe auch Sachgesamtheitsdokument – Obj. 09304592, Lößniger Straße 51-62c) | Fichtestraße 51; 53 (Karte)                                     | 1924–1925 (Mehrfamilienwohnhaus)                                                                          | bemerkenswerte Wohnanlage der 1920er Jahre, markante Klinkerbauten, mit Balkonloggien und hölzernen Galerien, im traditionalistischen Stil, siehe auch Altenburger Straße 26-36, Fichtestraße 55-61, Lößniger Straße 51-57 und 62-62c und Steinstraße 60-76, Architekt: Stadtbaurat James Bühring, baugeschichtlich, künstlerisch, sozialgeschichtlich und städtebaulich von Bedeutung | 09295780 |
|                                         | Einzeldenkmal der Wohnanlage Lößniger Straße: vier Mehrfamilienhäuser einer Wohnanlage (siehe auch Sachgesamtheitsdokument – Obj. 09304592, Lößniger Straße 51-62c) | Fichtestraße 55; 57; 59; 61 (Karte)                             | 1924–1925 (Mehrfamilienwohnhaus)                                                                          | Klinkerbauten in giebelständiger Lage, bemerkenswerte Wohnanlage der 1920er Jahre, im traditionalistischen Stil, siehe auch Altenburger Straße 26-36, Lößniger Straße 51-57 und 62-62c sowie Steinstraße 70-76, Architekt: Stadtbaurat James Bühring, baugeschichtlich, künstlerisch, sozialgeschichtlich und städtebaulich von Bedeutung | 09300538 |
|                                         | Mietshaus in geschlossener Bebauung | Fockestraße 1 (Karte)                                           | 1911 (Mietshaus)                                                                                          | Putzfassade, mehrere Erker, Reformstil-Architektur, baugeschichtlich von Bedeutung Denkmaltext 1911 vom Architekten Martin May für den Zimmermeister und Bauunternehmer Franz Dietze gebaut. Das Eckhaus zur Arndtstraße ist durch Fassadenstaffelung, mehrere Erker und Dachaufbauten als Gegengewicht zum gegenüberliegenden monumentalen Arndtstraßenauftakt, der ehemaligen Gondelstation, und der beginnenden Villenbebauung auf der westlichen Fockestraßenseite konzipiert. Die einstige noble Fassadengestaltung, die mit Putzspiegeln, Lisenen, Balkon- gittern und Fenstersprossung ein geradlinig-lineares, der Hausform untergeordnetes Dekorationssystem gebildet hatte, ist bereits 1939 beseitigt worden. Das Haus enthält 2 große Wohnungen pro Etage, Garagen im Souterrain und besaß wegen seiner exponierten Lage gegenüber der Rennbahn Atelierräume im Dachgeschoss. LfD/1998 (vgl. Denkmaltopographie Stadt Leipzig) | 09295718 |
|                                         | Mietshaus in offener Bebauung | Fockestraße 2 (Karte)                                           | 1910 (Mietshaus)                                                                                          | Putzfassade, mehrere Erker, Reformstil-Architektur, baugeschichtlich von Bedeutung Denkmaltext Das freistehende „herrschaftliche Wohnhaus“ für den Baumeister Alfred Lohse entstand 1910 als erstes auf dem neugewonnenen Areal zwischen dem begradigten Flusslauf, der Arndtbrücke und der neuangelegten Fockestraße. Die Pläne schuf Georg Wünschmann, der den Grundriss des Hauses dem Dreieck des Baugrundstücks anpasste. Die nördliche Stirnseite, die zur Brücke zeigte, ist durch einen Giebel überhöht, durch Kolossallisenen vertikal zusammengefasst und mit einer Garagenzufahrt versehen. Ein gerundeter Eckerker stellt die Verbindung zur Straßenfront her. Auch hier zweigeschossige, durch Lisenen zusammengefasste Erker auf schweren Konsolen über dem kräftig spundierten Erdgeschoss. Der zentrale Eingang mit den gedrungenen, dicht ornamentierten basislosen Halbsäulen, die gewölbten Brüstungen an Erkern und Treppenhaus und die tonnenartigen Dächer der Gaupen im gedrückten Mansarddach – all dies verdeutlicht den zum Monumentalen tendierenden Stil des Architekten in der Zeit vor dem Ersten Weltkrieg. Die Gartenfront zur Mühlpleiße ist durch Loggien geöffnet und war ursprünglich mit Freitreppen versehen. Das Haus besaß ursprünglich nur je eine Wohnung pro Etage, die zudem mit unterschiedlichen Grundrissen auf die zukünftigen Mieter zugeschnitten waren. Nach Zwangsversteigerung und „Arisierung“ 1936 (seit 1920 im Besitz eines jüdischen Fabrikanten) erfolgte 1939 die Teilung der Geschosswohnungen. | 09295704 |
|                                         | Mietshaus in geschlossener Bebauung | Fockestraße 3 (Karte)                                           | 1909 (Mietshaus)                                                                                          | mit Hausdurchfahrt, Putzfassade, zwei Erker und Balkons, Reformstil-Architektur, baugeschichtlich von Bedeutung Denkmaltext Das 1909 durch den Architekten Becker für Maurermeister und Bauunternehmer Franz Dietze entworfene Mietshaus verwendet die modernsten Formen der Zeit: Das sogenannte Pianino-Motiv, bei dem ein Erker mit Balkonabschluss von einem vierachsigen Giebel überfangen wird, während der andere mit kleinerem Dachaufbau abschließt, brachte neben der wirkungsvoll bewegten Dachlandschaft auch zusätzlichen Raumgewinn. Hier ist die Dachzone noch weitergehend durch ein Fensterband über Fußwalm erschlossen. Die beiden Kastenerker sind durch Balkonloggien verbunden, wodurch der Mitteltrakt der Fassade über dem monumental gebildeten Eingang stark hervorspringt. Dieses sehr kräftige Fassadenprofil wird durch eine differenzierte Putzgliederung und die erhaltene feingliedrige Fenstersprossung gemildert. LfD/1998 (vgl. Denkmaltopographie Stadt Leipzig) | 09295705 |
|                                         | Mietshaus in geschlossener Bebauung | Fockestraße 5 (Karte)                                           | 1911 (Mietshaus)                                                                                          | mit Hausdurchgang, Putzfassade, Erker und Balkons, Reformstil-Architektur, baugeschichtlich von Bedeutung Denkmaltext 1910–1911 nach Plänen und unter Bauleitung von Theodor Kösser für den Baumeister Heinrich Meyer errichtet. In der Fassade mischen sich Elemente eines verspäteten Jugendstils, (Polygonalform und Stuckdekor des Erkers, Fensterrahmung im Obergeschoss) mit Heimatstil-Tendenzen (Schieferverblendung in Erker und Dachfenster, Erkerdach, vergitterte Fensteroberlichter). Die jeweils eine große Wohnung pro Etage modern ausgestattet. LfD/1998 (vgl. Denkmaltopographie Stadt Leipzig) | 09295706 |
|                                         | Mietshaus (Anschriften: Wundtstraße 9 und Fockestraße 6) in offener Bebauung mit Vorgarten | Fockestraße 6 (Karte)                                           | 1913–1914 (Mietshaus)                                                                                     | Putzfassade mit Kalksteingliederungen, Balkons, Reformstil-Architektur, baugeschichtlich von Bedeutung Denkmaltext Letzte der vier großen Mietvillen, die der Privatarchitekt Erich Walter Voigt zwischen 1910 und 1912 an der begradigten Mühlpleiße errichten ließ (siehe Kurt-Eisner-Straße 1, Tieckstraße 1 und 2). Während das Erscheinungsbild der beiden mittleren, an der Einmündung Tieckstraße gelegenen Villen durch die roten Porphyrgliederungen bestimmt wird, ist bei den äußeren, schon durch ihren Umfang anspruchsvollsten Bauten, heller Kalkstein verwendet worden. Auch die zentrale Eingangszone mit dreiteiligem, von einem Fensterband über dem Gebälk überfangenem Portal ist bei beiden Außenbauten ähnlich. Die Stelle der weiblichen Dreiviertelfigur nimmt hier ein leuchtend bunter Papagei ein. Der langgestreckte Bau mit mächtigem Mansarddach und zwei kurzen Seitenflügeln ist wie alle übrigen Bauten durch kannelierte Pilaster gegliedert, die im Hauptgeschoss von einer Natursteinbrüstung abgeschlossen werden. Auch hier äußern sich sowohl in der klaren und strengen Gesamtauffassung wie in den Einzelformen neoklassizistische Tendenzen. LfD/1998 (vgl. Denkmaltopographie Stadt Leipzig) | 09295556 |
|                                         | Mietshaus in halboffener Bebauung | Fockestraße 8 (Karte)                                           | 1915 (Mietshaus)                                                                                          | Putzfassade, reiche Ausstattung, Reformstil-Architektur, baugeschichtlich von Bedeutung Denkmaltext 1915 vom Architekten Friedrich Lutz, der gleichzeitig Bauherr war, als Teil eines Doppelhauses (Nummer8a nach Kriegszerstörung durch Neubau ersetzt) errichtet. Das Doppelhaus besaß einen Dachreiter, da es als point de vue von der Alfred-Kästner-Straße aus konzipiert war. Hierbei, wie auch in den folgenden Projekten,sind die städtebaulichen Ambitionen des Architekten erkennbar. Dekorativer Höhepunkt des Hauses ist der Hauseingang mit kräftigen reliefierten Halbsäulen und Stuckmedaillons. Ebenso reich geschmückt der tonnengewölbte Hausflur mit Stuckranken, figürlichen Reliefs und Buntverglasungen. LfD/1998 (vgl. Denkmaltopographie Stadt Leipzig) | 09295707 |
|                                         | Mietvilla mit Vorgarten | Fockestraße 8b (Karte)                                          | 1925 (Mietvilla)                                                                                          | Putzfassade, traditionalistisch gestaltetes Gebäude mit Art-déco-Dekoration, baugeschichtlich von Bedeutung Denkmaltext Nach der Unterbrechung durch den Krieg führte Friedrich Lutz die Bebauung seiner Grundstücke im nordwestlichen Teil der Fockestraße und der einmündenden Tieckstraße weiter. Nach Tieckstraße 3 und 4 (vollendet 1923 und 1924) folgten die beiden Kopfbauten Fockestraße 8b und 8c (vollendet 1925 und 1926). Alle vier sind in den Grundrissen und der Außengestaltung aufeinander bezogen und bilden eine vom Architekten bewusst komponierte städtebauliche Einheit. Es sind drei- bis viergeschossige Mietvillen mit repräsentativen, nach neuestem technischen Standard ausgestatteten Etagenwohnungen, die von Verlegern, Rauchwarenhändlern, Fabrikanten und Großkaufleuten bewohnt wurden. Allen ist das hohe Sockelgeschoss gemeinsam, da wegen des sumpfigen Untergrundes des ehemals hier verlaufenden Pleißeflußbettes die Gründung auf Straußpfählen erfolgen musste. Die beiden Kopfbauten an der Fockestraße sind höher als die Villen der Tieckstraße. Nummer 8b, 1924–1925 erbaut, war ursprünglich ein Zweiflügelbau mit Hofsituation zur Tieckstraße, der westliche Flügel ist nach Kriegszerstörungen teilweise abgetragen. Während die Straßenfront mit Treppenhaus relativ geschlossen erscheint, war die zur Rennbahn gerichtete Westseite und die zum Hof weisende Südseite, die die repräsentativen Räume einnahmen, durch große Fenster, Erker und Arkadenloggien geöffnet. Die bewegte Dachlandschaft, die durch Risalite, polygonale Eckerker und Fenstergruppierung aufgelockerte Umrisslinie und der zurückhaltende Art-déco -Schmuck auf den einst hellen Terranova-Putzflächen, gliedern den umfangreichen Bau. Im Souterrain befand sich das Architekturbüro von Friedrich Lutz. LfD/1998 (vgl. Denkmaltopographie Stadt Leipzig) | 09295802 |
|                                         | Doppelmietshaus (Anschrift: Fockestraße 8c und Tieckstraße 6) in offener Bebauung, mit Vorgarten und Einfriedung | Fockestraße 8c (Karte)                                          | 1926 (Doppelmietshaus)                                                                                    | Dreiflügelbau, Putzfassade, im Art-Déco-Stil, baugeschichtlich von Bedeutung Denkmaltext 1925 vollendet, bildet der große Dreiflügelbau als stark betonter Straßenkopf den Abschluss der Lutz'schen Bebauung Tieckstraße/Fockestraße. Auch hier ist der Hof zur Straße hin geöffnet, ein Motiv, das bei der gegenüberliegenden Nummer 8 b begonnen, später in Friedrich Lutz Bauten immer wieder auftauchen wird. Die Fassade ist hier zum Hof hin geöffnet: mit den charakteristischen spitzbogigen Arkaden der zwanziger Jahre im Untergeschoss, großen Kastenfenstern darüber und einer ursprünglich offenen Arkadenloggia als oberen Abschluss. Auch die Kopfteile an der – und Nordseite sind durch tiefe Loggien und Arkadenbögen aufgelockert. Die flächige Fassade ist durch feine Details, wie profilierte Lisenen, welche die Fensterreihen vertikal verbinden und aufgelegtem, zum Teil figürlichen Art-Déco Schmuck belebt. Das Haus besitzt zwei oktogonale Treppenhäuser jeweils im Ansatz der Flügel, die ursprünglich nur zwei großen Wohnungen pro Etage sind später geteilt worden. Nach Fertigstellung erwarben es der Kaufmann Rudolf Springer, der Arzt Friedrich Singer und der Verlagsbuchhändler Kurt Jacoby (Akademische Verlagsanstalt). Zwischen 1960 und 1991 war es Ausländerwohnheim der Karl-Marx-Universität. LfD/1998 (vgl. Denkmaltopographie Stadt Leipzig) | 09295709 |
| Weitere Bilder                          | Doppelmietshaus in geschlossener Bebauung | Fockestraße 9; 11 (Karte)                                       | 1911 (Doppelmietshaus)                                                                                    | Putzfassade mit Erker und Balkons, Reformstil-Architektur, baugeschichtlich von Bedeutung Denkmaltext Als Doppelhaus nach Plänen des Baumeisters Karl Erler, der gleichzeitig Bauherr von Nummer 9 war und unter Bauleitung von Alfred Lohse, dem die Nummer 11 gehörte, 1911 vollendet. Die Baumeister selbst bezeichneten ihre Fassade als „im Barockstil, anklingend an den alten Leipziger Barock“ gehalten und meinten damit wahrscheinlich die mit Eckquaderung versehenen Erker und die konvexe Gestaltung der Loggienbrüstungen. Mit der ansonsten eher sachlichen Haltung, den hinter Fußwalm zurückgesetzten Dachaufbauten und auch der zum Neoklassizismus tendierenden Portalgestaltung (kannelierte dorische Säulen und Triglyphenfries) entspricht der Bau den Tendenzen der Zeit zwischen 1910 und 1914. Auch die Ausstattung mit Garage und Zentralheizung entsprach dem damals modernsten Standard für Mietshäuser. LfD/1998 (vgl. Denkmaltopographie Stadt Leipzig) | 09295703 |
|                                         | Doppelmietshaus in geschlossener Bebauung und Backofen mit Brustfeuerung im Hofgebäude | Fockestraße 13; 15 (Karte)                                      | 1910 (Mietshaus), 1911–1913 (Backofen)                                                                    | Putzfassade mit Erker und Balkons, Reformstil-Architektur, baugeschichtlich von Bedeutung | 09295710 |
|                                         | Doppelmietshaus in geschlossener Bebauung | Fockestraße 17; 19 (Karte)                                      | 1910–1911 (Doppelmietshaus)                                                                               | Putzfassade mit Erker und Balkons, markanter Eckbau, Reformstil-Architektur, städtebaulich und baugeschichtlich von Bedeutung Denkmaltext Das große Eck-Doppelhaus, 1909 bis 1911 vom Architekten Ernst Arthur Hänsch, der gleichzeitig auch Bauherr war, errichtet, akzentuiert mit seinen 4 Erkern und der aufgetürmten Dachlandschaft die Ecksituation zur repräsentativen Kurt-Eisner-Straße. Ein Klinkersockel (der in den Bauzeichnungen bis zum Gurtgesims der 2. Etage reichte und nur die Portale aussparte) gibt dem vertikal betonten Bau Standfestigkeit. Deutlicher als die stark beschädigte Fassade heute noch erkennen lässt, zeigen die Baurisse, wie sehr solche umfangreichen Bauten durch graphisch wirkende Putzdekorationen, Relieffelder, zarte Fensterrahmungen und Oberlichtsprossen sowie zierliche Balkongitter belebt wurden. Einige Schmuckformen sind dabei noch vom Jugendstil beeinflusst, andere, wie die figürlichen Portalbekrönungen,zeigen den kräftigen Stil der beginnenden Werkbund-Periode. Die Innenausstattung, einschließlich des schmiedeeisernen Treppenhauses, ist original erhalten. LfD/1998 (vgl. Denkmaltopographie Stadt Leipzig) | 09295711 |
|                                         | Wohnhaus in offener Bebauung, ehemals Polizeigebäude | Fockestraße 20 (Karte)                                          | um 1930 (Polizei)                                                                                         | straßenraumprägendes Gebäude, Putzfassade, im traditionalistischen Stil der 1920er Jahre, ortsgeschichtlich und baugeschichtlich von Bedeutung | 09296909 |
|                                         | Mietshaus in geschlossener Bebauung | Fockestraße 21 (Karte)                                          | 1909 (Mietshaus)                                                                                          | Putzfassade, zwei Erker, Reformstil-Architektur, baugeschichtlich von Bedeutung Denkmaltext Zusammen mit dem Eckhaus Kurt-Eisner-Straße und der benachbarten Nummer 23 durch den Bauunternehmer Willy Voigt als Bauherr, Bauleiter und wahrscheinlich Urheber der Pläne 1908–1909 erbaut. Auch das Fassadensystem mit zwei Kastenerkern, von denen einer von einem vierachsigen Giebel überfangen wird (Piano-System) und die flache Jugendstil-Dekoration, die im geschweiften Giebel und am Portal kulminiert, sind Varianten desselben Themas. Der Hausflur ist mit farbiogen Kacheln und kassettiertem Tonnengewölbe ausgestattet. Als typische Grundriss-Eigentümlichkeit findet sich das zum Schlafzimmer hin offene Bad am Ende des Korridors. LfD/1998 (vgl. Denkmaltopographie Stadt Leipzig) | 09295224 |
|                                         | Mietshaus in geschlossener Bebauung | Fockestraße 23 (Karte)                                          | 1909 (Mietshaus)                                                                                          | Putzfassade, zwei Erker, Reformstil-Architektur, baugeschichtlich von Bedeutung Denkmaltext Auch dies nach Plänen und unter Bauleitung von Willy Voigt 1909 erbaut. Bei einer sorgfältigen Differenzierung der Außenhaut: Sockel in Werksteinquaderung, vertikaler Kammputz bis zur Hälfte des ersten Obergeschosses, Rieselputz in Erkern, Traufzone und Giebel, beschränkt sich die Dekoration auf flache Stuckfelder an den Erkern, das obligate bekränzte Medaillon im Giebel und das rundbogige Portal mit seiner charakteristischen Fußwalm-Bedachung. LfD/1998 (vgl. Denkmaltopographie Stadt Leipzig) | 09295225 |
|                                         | Mietshaus in ehemals geschlossener Bebauung | Fockestraße 35 (Karte)                                          | 1910 (Mietshaus)                                                                                          | Putzfassade, zwei Erker und Balkons, Reformstil-Architektur, baugeschichtlich von Bedeutung Denkmaltext Wie alle Bauten zwischen Kurt-Eisner- und Hardenbergstraße, ist auch die Nummer 35 von dem Architekten und Bauunternehmer Willy Voigt entworfen (1910). Das Haus ist das letzte in der durch Kriegsschäden sehr dezimierten Reihe. Die Differenzen zwischen der Fassadenzeichnung und der Ausführung lassen erkennen, wie der Bauherr und Architekt seine wahrscheinlich schon früher entstandenen Pläne modernisierte: Zeigen die ersteren noch reine Jugendstildekoration so finden wir in der Ausführung die um 1910 beliebten neobiedermeierlichen Motive wie Früchtekörbe, kranztragende Putti usw. Die schöne Kachelausstattung im Hausflur ist ebenso wie die Dekoration der Räume mit Jugendstil-Deckenstuck usw. erhalten. LfD/1998 (vgl. Denkmaltopographie Stadt Leipzig) | 09295226 |
|                                         | Doppelmietshaus in offener Bebauung | Fockestraße 41; 43 (Karte)                                      | 1912 (Doppelmietshaus)                                                                                    | Putzfassade, mehrere Erker, Reformstil-Architektur, baugeschichtlich von Bedeutung Denkmaltext Doppelhaus, nach einheitlichem Plan des Architekten Ernst Steinkopf 1912 errichtet: zuerst Nummer 43 für den Baumeister Paul Günther, dann Nummer 41 für Baumeister Max Kilian, die beide auch die Bauleitung und Ausführung ihrer Bauten übernahmen. Mit Doppelgiebel in der Mitte, in den jeweils einer der Erker mit Balkonabschluss ragt, entspricht das Haus dem um diese Zeit verbreiteten „Piano-Typ“. Die Fassaden sind glatt, die Fenster ohne Rahmung, die Erker zurückhaltend durch flache Putzspiegel geschmückt. Nur die Hauseingänge und Flure sind unterschiedlich gestaltet (farbige Wandkacheln, Lisenen und Kassettengliederung, Nummer 41 mit Deckenmalerei). Der Grundrisse dieser sehr tiefen Doppelhäuser im hinteren Teil der Fockestraße sind durch seitliche und hintere Vorsprünge erweitert und bringen dadurch Raumgewinn: so ist die Küche im breiten hinteren Treppenhaus-Vorsprung angeordnet, Bäder und WC an den Giebelseiten. LfD/1998 (vgl. Denkmaltopographie Stadt Leipzig) | 09295713 |
|                                         | Mietshaus in offener Bebauung und seitliche Toreinfahrt | Fockestraße 49 (Karte)                                          | 1913 (Mietshaus)                                                                                          | Putzfassade, zwei Erker und Balkons, Reformstil-Architektur, baugeschichtlich von Bedeutung Denkmaltext 1913 von Baumeister Hermann Böttcher als Bauherr und Bauleiter errichtet. Symmetrisch angelegt durch zwei Erker mit abgerundeten Ecken und verbindenden Loggien, ebenfalls mit leicht konvexen Brüstungen. Dreigeschossig über kräftigem Werksteinsockel, das ausgebaute Dachgeschoss mit Klappläden als horizontaler Abschluss. Die glatte Fassade nur durch doppeltes Gurtgesims und eingetiefte Rechteckspiegel über dem zweiten Geschoss gegliedert. Monumentale Portaleinfassung. Flur mit kassettiertem Tonnengewölbe und farbigen Wandkacheln. LfD/1998 (vgl. Denkmaltopographie Stadt Leipzig) | 09295717 |
|                                         | Doppelmietshaus in offener Bebauung | Fockestraße 51; 53 (Karte)                                      | 1913 (Doppelmietshaus)                                                                                    | Putzfassade, Balkonloggien, Reformstil-Architektur, baugeschichtlich von Bedeutung Denkmaltext Als Urheber der Pläne sowie als Bauherr, Bauleiter und Ausführender zeichnet 1913 der Baumeister Alfred Lohse. Die Fassade des Doppelhauses ist horizontal zusammengefasst durch das Gesimsband, das je zwei Erker und vorschwingende breite Loggien verbindet. Vertikale Akzente setzen die schlanken Holzsäulen der Loggien und die Dreiteilung der Erkerfenster, die durch kannelierte Lisenen in Kolossalordnung gerahmt sind. Die breitgelagerte Front erscheint dadurch sehr feingliedrig und öffnet sich durch die weiten Loggien und den durchlaufenden Balkonabschluss im Obergeschoss zum gegenüberliegendem Wald. Ursprünglich war der hohe Sockel mit den identischen Hauseingängen durch Horizontalfugen gegliedert. Das zweigeschossige 7-achsige Hintergebäude enthielt ebenfalls Wohnungen. LfD/1998 (vgl. Denkmaltopographie Stadt Leipzig) | 09295716 |
|                                         | Doppelmietshaus in offener Bebauung mit seitlicher Einfriedung | Fockestraße 55; 57 (Karte)                                      | 1926 (Mietshaus)                                                                                          | Putzfassade, ungewöhnliche Fassadengliederung und Grundrissgestaltung, im Stil der Moderne, im Innern Art-déco-Dekoration, Architekt: Friedrich Lutz, baugeschichtlich von Bedeutung Denkmaltext Ende 1926 vom Architekten Friedrich Lutz in eigener Bauherrschaft errichtetes Mietshaus. Wie die meisten seiner Privatbauten besitzt auch dieses einen sehr individuellen Grundriss, der nach meist langwierigen Planungen im Bemühen um effiziente Raumausnutzung und maximale Licht- und Luftbedingungen zustande kam. Wie die Flügel eines Schmetterlings sind hier vier kurze Seitenflügel an den Ecken des Kernbaus angeordnet. Zusammengefasst wurden sie durch breite rötliche Putzbänder (bei der Renovierung ist dieses wichtige Gestaltungselement nicht berücksichtigt worden.) Im Dachgeschoss enden diese seitlichen Flügeln in großen Terrassen, der verglaste flache Mittelaufbau überdeckte einen zentralen Atelierraum. Über dem hohen Sockel mit Garagen und Wirtschaftsräumen ergibt sich durch den hier zurücktretenden Mitteltrakt ein langgestreckter Balkon. Die Eingänge sind in halbrund vorspringenden Segmenten zwischen den Seitenflügeln angelegt, sie sind, wie auch das Treppenhaus und die erhaltene Einfriedung, in gratigen Art-déco-Formen gehalten. Das Haus enthält je vier gut ausgestattete Wohnungen pro Etage. LfD/1998 (vgl. Denkmaltopographie Stadt Leipzig) | 09295715 |
|                                         | Mietshaus in offener Bebauung | Fockestraße 59 (Karte)                                          | 1913 (Mietshaus)                                                                                          | Putzfassade, zwei Erker und Balkons, Reformstil-Architektur, baugeschichtlich von Bedeutung Denkmaltext 1913 durch den Baumeister Walter Seyfarth als Bauherr, Bauleiter und Ausführender nach eigenen Plänen errichtet. Die Grundform: zwei Erker mit anstoßenden massiven Balkons, einer davon vor zurückgesetztem Giebel, entspricht dem zur gleichen Zeit in der Straße üblichen Bautyp. Auch hier war das hohe Erdgeschoss über dem Werksteinsockel mit Putznutung versehen, befinden sich Garage und Wirtschaftsräume im Souterrain. Gleichzeitig wird an den erhaltenen Sprossenfenstern deutlich, wie sehr die massig wirkenden Bauten mit den glatten Putzfassaden dieser feinteiligen Gliederung bedurften. LfD/1998 (vgl. Denkmaltopographie Stadt Leipzig) | 09295714 |
|                                         | Mietshaus in offener Bebauung | Hardenbergstraße 2 (Karte)                                      | 1913 (Mietshaus)                                                                                          | Putzfassade mit Erker und Balkons, Eckbetonung, Reformstil-Architektur, baugeschichtlich von Bedeutung Denkmaltext Der freistehende Eckbau zur Fockestraße,1913 vom Baumeister Max Kilian, der gleichzeitig Bauherr, Entwerfender und Ausführender war, errichtet, ist typisch für die anspruchsvolleren Wohnbauten dieser Zeit und in dieser Lage: Ein kräftiger Baukörper auf festem Natursteinsockel, gegliedert durch mehrere Erker und eine durchgebildete Dachlandschaft mit Eckturm, mehreren Giebeln und Schleppgaupen. Die Fassade ist nur an den Erkern zurückhaltend durch Putzspiegel und flache Lisenen gegliedert. Einziges Schmuckelement ist die Kassettenrahmung der rundbogigen Eingangstür mit der typischen teigig-flachen Dekoration. Ursprünglich lockerten durchgehend gesproßte Fenster die strenge Fassade auf. LfD/1998 (vgl. Denkmaltopographie Stadt Leipzig) | 09295432 |
|                                         | Mietshaus in geschlossener Bebauung | Hardenbergstraße 3                                              | um 1900 (Mietshaus)                                                                                       | mit Tordurchfahrt, Klinkerfassade, baugeschichtlich von Bedeutung | 09299245 |
|                                         | Mietshaus in geschlossener Bebauung | Hardenbergstraße 5 (Karte)                                      | 1903 (Mietshaus)                                                                                          | Klinkerfassade, baugeschichtlich von Bedeutung Denkmaltext Jeweils zwei Wohnungen sahen die Pläne für den im April 1903 beantragten Wohnhausneubau des Zimmerpoliers Otto Hänseroth aus Lindenau vor. Unter der Bauleitung von Hermann Reinboth entstand auf dem 410 m² großen Grundstück ein viergeschossiges Gebäude mit Klinker-Putz-Fassade. Fassadenrhytmisierung durch symmetrischen Aufbau, gestalterische Zusammenfassung von jeweils zwei Achsen beiderseits der Mitte und Austritte im ersten und zweiten Obergeschoss, Schmuckelemente an der Fassade und der Stuck im Eingangsbereich zeigen die vorsichtige Annäherung an den Jugendstil. Instandsetzungsarbeiten 1963, Sanierung 1995/1996 mit Dachgeschossausbau. LfD/2006 | 09300236 |
|                                         | Mietshaus in geschlossener Bebauung | Hardenbergstraße 9 (Karte)                                      | 1889–1891 (Mietshaus)                                                                                     | historistische Putzfassade mit Stuckdekor, baugeschichtlich von Bedeutung Denkmaltext Gustav Bertram, Zimmermeister und Bauunternehmer aus Lindenau, fungierte als Entwerfender, Bauherr und einer der Ausführenden für das auf sehr schmalem Grundriss 1889 bis 1891 errichtete Mietshaus. Ab Mai 1890 werden der Gohliser Kaufmann Franz Feldmann als Eigentümer sowie das Immobilien- und Baugeschäft C. F. Neumann als Ausführende genannt. Einbau einer Dachgeschosswohnung 1934, letzte Sanierung 2003. Sehr feingliedrige Putzfassade mit Dekor in barockisierender Formensprache. LfD/2006 | 09299266 |
|                                         | Mietshaus in offener Bebauung | Hardenbergstraße 12 (Karte)                                     | 1904 (Mietshaus)                                                                                          | Eckbetonung durch Abschrägung und Balkons, Klinkerfassade, baugeschichtlich von Bedeutung Denkmaltext Das Eckhaus zur Brandvorwerkstraße wurde 1903 für den Maurer Gustav Wagner vom Architekten Carl Wolf entworfen. Die Fassade, Ziegelverblender über geputztem Sockel, nimmt mit ihrer feinen Durchbildung dem großen Eckbau viel von seiner Schwere: Zwischen den beiden Gurtgesimsen, die das Gebäude horizontal zusammenfassen, betonen zart gegratete Stucklisenen den Höhenzug, der über der verbrochenen Ecke in einem Zeltdach-Aufbau mündet. Wie die Eisengitter der Balkons sind auch die Schmuckformen um die Vorhangbogenfenster , die Eingangstür und die Ausstattung von Flur und Treppenhaus in feinen, maßvoll bewegten Jugendstilformen gehalten. LfD/1998 (vgl. Denkmaltopographie Stadt Leipzig) | 09295433 |
|                                         | Mietshaus in offener Bebauung und seitliche Toreinfahrt | Hardenbergstraße 14 (Karte)                                     | 1904 (Mietshaus)                                                                                          | Mietshaus in offener Bebauung und seitliche Toreinfahrt; repräsentative Klinkerfassade mit Putzgliederung und Balkons, Einfahrt mit zwei aufwendig gestalteten Torpfosten und Torgitter, baugeschichtlich von Bedeutung; 1903 vom Bauherrn, Otto Röllig entworfen. Wie die meisten Bauten dieses Architekten besitzt auch dieser eine für die Zeit recht untypische , stark plastische Fassade, die im Grunde nur das historistische | 09295427 |
|                                         | Mietshaus in offener Bebauung mit Vorgarten | Hardenbergstraße 16 (Karte)                                     | 1903 (Mietshaus)                                                                                          | Eckbetonung durch Eckerker, zur August-Bebel-Straße gusseiserne Veranda, historisierende Putzfassade in rokokohaft anmutender Jugendstilmanier, baugeschichtlich von Bedeutung Denkmaltext Die Fassade dieses Hauses, 1903 für den Putzmauerer Hermann Pabst von Otto Röllig entworfen, zeigt sich in einer rokokohaft anmutenden Jugendstilmanier. Die nach innen gewendeten Voluten und geschwungenen Fensterbekrönungen mit ihrer Füllung von Kränzen, Ranken und Masken erzeugen diesen lebhaft-üppigen Eindruck. Ihm entspricht auch die erhaltene Ausstattung von Flur und Treppenhaus mit Ornamentfliesen, Stuckdekoration und Bleiglasfenstern. LfD/1998 (vgl. Denkmaltopographie Stadt Leipzig) | 09295426 |
|                                         | Mietshaus in offener Bebauung sowie Vorgarten | Hardenbergstraße 18 (Karte)                                     | 1904–1905 (Mietshaus)                                                                                     | Eckgestaltung durch erkerartige Vorkragung, Putzfassade, zur August-Bebel-Straße wuchtige, loggienartige Balkons, Reformstil-Architektur mit Jugendstildetails, baugeschichtlich von Bedeutung Denkmaltext Zeitgenossen sagten dem Architekten Paul Burghardt, der das „herrschaftliche Wohnhaus“ für den Baumeister Carl Noack entwarf, nach, dass er im „Geist des Barock“ arbeite. In der Tat zeigt das 1904–1905 entstandene Haus die für Burghardt typische kräftig-plastische Kubatur mit dem polygonal um die Ecke geführten Erker, dem abgestuften Vorbau an den sich Loggien mit konvexen Brüstungen schließen. Auch die breiten, etwas teigigen Dekorationsformen, die stämmigen gekuppelten Säulen an den Loggien und die wulstigen Gesimse weisen eher in die Zeit um 1910, als in das noch vom Jugendstil geprägte Entstehungsjahr. LfD/1998 (Denkmaltopographie Stadt Leipzig) | 09295425 |
|                                         | Mietshaus in geschlossener Bebauung | Hardenbergstraße 19 (Karte)                                     | 1902–1904 (Mietshaus)                                                                                     | historisierende Klinkerfassade mit Putzgliederung, zwei Erker, baugeschichtlich von Bedeutung Denkmaltext Das 1902 bis 1904 für den Glasermeister Rudolf Hentschel erbaute Haus besitzt eine sowohl für die Entstehungszeit wie für die Autoren des Planes, die Architekten Friedrich und Poser sehr konventionelle Fassade. Erhalten ist die schöne Ausstattung von Flur und Treppenhaus mit farbig reliefierten und bemalten Wandkacheln der Firma Franke und schönen Bleiglasfenstern. LfD/1998 (vgl. Denkmaltopographie Stadt Leipzig) | 09295424 |
|                                         | Doppelmietshaus in offener Bebauung | Hardenbergstraße 20; 22 (Karte)                                 | 1904–1905 (Doppelmietshaus)                                                                               | ursprünglich mit Laden bei Nummer 22, ehemals mit Werkstattgebäude im Hof, Putzfassade, baugeschichtlich von Bedeutung Denkmaltext Eines der charakteristischen freistehenden Doppelhäuser, wie sie jeweils die Mitte der Blockrandbebauung nach der Jahrhundertwende einnahmen. 1904 vom Architekten Ernst Riedel für den Dachdeckermeister Otto Heller entworfen, zeigt es eine schlichte, klar horizontal betonte Fassade mit zurückhaltenden aber insbesondere für die Zeit um 1904 in Leipzig typischen Dekorationsformen, wie das stalaktitenartige Motiv und die aufgehende Sonne in den flachen, schildartigen Fensterrahmungen. Die Grundrisseigenart dieser Häuser- mit Bad und IWC am Ende des Korridors, offenbart sich an der mit Fenster versehenen Giebelseite. Im noch existierenden Hinterhaus befanden sich Pferdestall, Wurstküche, Backstube und darüber eine Werkstatt für Holzblasinstrumente. LfD/1998 (vgl. Denkmaltopographie Stadt Leipzig) | 09295418 |
|                                         | Mietshaus in geschlossener Bebauung | Hardenbergstraße 21 (Karte)                                     | 1906–1907 (Mietshaus)                                                                                     | repräsentative Putzfassade mit hochgezogenem Sandsteinsockel, zwei Erker und Balkons, Reformstil-Architektur, baugeschichtlich von Bedeutung Denkmaltext Baumeister Kurt Bergk, Bauherr und Entwerfer des 1907 fertiggestellten Hauses,ließ die Fassade ausdrücklich reicher und in größerer Materialvielfalt errichten als die Nachbarhäuser. Über dem kräftigen Sockel aus Granit mit Sandstein-Fensterrahmungen ist die Fassade delikat mit geradlinigen „Antragsarbeiten“ und -besonders im Obergeschoss- mit dekorativ gegeneinander gesetzten Putzstrukturen geschmückt. Die Brüstungen der Loggien zwischen den wuchtigen Erkern sind mit Zierfachwerk versehen- auch hier ist das Obergeschoss reichhaltiger verziert. LfD/1998 (vgl. Denkmaltopographie Stadt Leipzig) | 09295423 |
|                                         | Mietshaus in geschlossener Bebauung | Hardenbergstraße 23 (Karte)                                     | 1907 (Mietshaus)                                                                                          | repräsentative Putzfassade mit hochgezogenem Sandsteinsockel, zwei Erker und Balkons, Reformstil-Architektur, Hausflur mit Plafondmalerei, baugeschichtlich von Bedeutung Denkmaltext Der nach gleichem Plan vom gleichen Architekten geschaffene Bau unterscheidet sich vom Nachbarhaus Nummer 21 in der markanten Gestaltung des Erkers mit den gequaderten Ecklisenen (die Quader mit feiner Kammstruktur) und den ovalen Medaillons in den Erkersohlbänken, die ebenfalls einem Hintergrund von feinem Kammputz aufgelegt sind. Diese ausgeprägt graphische Gestaltungsweise findet sich an dem im Juni 1906 vollendeten Haus August-Bebel-Str. 77 von Georg Wünschmann. Curt Bergk, der August-Bebel-Straße 55 wohnte,entwarf die Zeichnung zu seinem Haus im September 1906. Bemerkenswert ist die gut erhaltene und künstlerisch qualitätvolle Ölmalerei an der tonnengewölbten Decke des Hausflurs (Amor rettet die ohnmächtige Psyche). LfD/1998 (vgl. Denkmaltopographie Stadt Leipzig) | 09295422 |
|                                         | Doppelmietshaus in offener Bebauung, mit seitlicher Toreinfahrt | Hardenbergstraße 24; 26 (Karte)                                 | 1914 (Doppelmietshaus)                                                                                    | Putzfassade mit drei Kastenerkern, seitliches Tor mit originalem Gitter, Reformstil-Architektur, baugeschichtlich von Bedeutung Denkmaltext Der Doppelhaustyp nach 1910 – hier ein 1913 vom Architekten Martin May für Tischlermeister Georg Sparmeyer entworfenes Mietshaus- unterscheidet sich deutlich von dem benachbarten der Nummer 20/22. Dieser Haustyp, der für die äußere Südvorstadt in den Jahren vor dem Ersten Weltkrieg fast verbindlich ist, besitzt mehrere kräftig-kantige Erker, häufig mit Balkonabschluss, Giebelaufbauten im hohen Krüppelwalm- oder Mansarddach und eine häufig unregelmäßige Grundrissform mit seitlichen und hinteren Vorsprüngen, die Möglichkeiten für individuelle Raumanordnungen bieten – hier ist z.B. die Mädchenkammer im 3,20 m tiefen hinteren Treppenhausvorsprung untergebracht. Die Häuser wirken massig und kubisch, weil auf Fassadenschmuck weitgehend verzichtet wird. Hier ist er auf die kaum noch erkennbare zarte Nutung des Erdgeschosses, flache Putzspiegel und kannelierte Ecklisenen in den Erkern reduziert. Dekorativer Höhepunkt sind die Hauseingänge: mit ihren kräftigen dorischen Säulen und pausbäckigen Kindern im Bogenfeld entsprechen sie dem Grundcharakter des Hauses. Das zweigeschossige Zwillings-Gartengebäude enthält ebenfalls Wohnungen. LfD/1998 (vgl. Denkmaltopographie Stadt Leipzig) | 09295417 |
|                                         | Mietshaus in geschlossener Bebauung | Hardenbergstraße 25 (Karte)                                     | 1893–1895 (Mietshaus)                                                                                     | Putzfassade, baugeschichtlich von Bedeutung Denkmaltext 1893–1895 nach mehrfachem Wechsel des Bauherren im Zusammenhang mit der Bebauung Kochstraße errichtet. Klar und symmetrisch gegliedert: einachsiger flacher Mittelrisalit über Mitteleingang, genutet (wie ursprünglich auch das Erdgeschoss).Darüber zwei Hauptgeschosse, deren abnehmende Wertigkeit durch Bedachung gekennzeichnet. Obergeschoss durch Konsolen, Festons und Zahnschnittfries geschmückt. LfD/1998 (vgl. Denkmaltopographie Stadt Leipzig) | 09295421 |
|                                         | Mietshaus in offener Bebauung | Hardenbergstraße 28 (Karte)                                     | 1915 (Mietshaus)                                                                                          | Putzfassade, breiter Kastenerker, Reformstil-Architektur, baugeschichtlich von Bedeutung Denkmaltext 1915 vom Architekten Johannes Theuerkorn, der mit dem Zimmerpolier Gustav Küster auch als Bauherr zeichnet, errichtet. Verbreiteter Typ des freistehenden Mietshauses um 1910–1915, kubisch wirkend durch breiten Kastengiebel und Verzicht auf Dekoration. Auch hier Vergrößerung der Wohnfläche durch Vorsprünge an Vorder- und Rückfront. Ursprünglich spundiertes Erdgeschoss, damit und durch die drei Gurtgesimse horizontale Gliederung der relativ schmalen Fassade. Hausflurausstattung mit Wandkacheln, flachen Stuckgirlanden usw. erhalten. LfD/1998 (vgl. Denkmaltopographie Stadt Leipzig) | 09295416 |
|                                         | Mietshaus in offener Bebauung und Hinterhaus | Hardenbergstraße 31 (Karte)                                     | 1904 (Mietshaus)                                                                                          | historisierende Fassade, helle Ziegelfassade mit farbigen glasierten Friesen, Kastenerker, Schweifgiebel, baugeschichtlich von Bedeutung Denkmaltext 1904 nach Plänen von Fritz Krocker für den Kaufmann Hans Krocker gebautes freistehendes Mietshaus. Über dem monumental wirkenden Rustikamauerwerk mit Bogenquaderung erscheint die darüberliegende Ziegelfassade mit farbigen glasierten Friesen und durchbrochenen Brüstungsfeldern fast filigran. Der Hausflur mit (Kunst-)Marmorverkleidung und Stuck in Jugendstilformen. Im Hofgebäude Kleinwohnungen. LfD/1998 (vgl. Denkmaltopographie Stadt Leipzig) | 09295431 |
|                                         | Mietshaus in ehemals geschlossener Bebauung | Hardenbergstraße 32 (Karte)                                     | 1904 (Mietshaus)                                                                                          | repräsentative Fassade mit Neorokokoformen, Hausflur mit originaler Ausstattung, Putzfassade, zwei Erker, am Heinrich-Schütz-Platz gelegen, vergleiche auch Nummer 36, baugeschichtlich von Bedeutung Denkmaltext Nach der Zerstörung des Eckhauses eröffnet dieser Bau, 1904 durch den Maurermeister Wilhelm Friedrich errichtet, die geschlossene Reihe der repräsentativen Mietshäuser am Schützplatz. Mit zwei oktogonalen Erkern, kräftigen Gurtgesimsen, Fensterbedachungen und einem weit vorkragenden Dach plastisch stark durchgebildet, flankieren die Nummer 32 und das identische, vom gleichen Bauherren errichtete Haus Nummer 36 , den flacher aber ebenso aufwendig gestalteten Mittelbau Nummer 34. Die Dekorationsformen – geschwungene oder korbbogige Fensterbedachungen mit nach innen geschwungenen Voluten und Muschelwerk-ähnliche Motive in den Sohlbänken- stellen eine der häufig anzutreffenden Neo-Rokokovarianten des Jugendstils in Leipzig dar. Flurausstattung mit Stuck und Bild-Wandkacheln der Firma Franke erhalten. LfD/1998 (vgl. Denkmaltopographie Stadt Leipzig) | 09295415 |
|                                         | Mietshaus in offener Bebauung | Hardenbergstraße 33 (Karte)                                     | 1904 (Mietshaus)                                                                                          | Putzfassade, zwei Erker, Eckbetonung, Jugendstil-Dekoration, baugeschichtlich von Bedeutung Denkmaltext 1904 von Robert Pätz als entwerfender Architekt und Bauherr errichtetes Eckhaus zur Bernhard-Göring-Straße. Ecklösung im Stil der Zeit, verschleifend über drei Achsen der beiden Hauptetagen. Die polygonalen Erker an jeder Straßenfront mit Jugendstil-Stuck und abschließendem hölzernen Balkonaufsatz. Horizontale Zusammenfassung des großen Eckgebäudes durch einen „Gürtel“, gebildet durch die beiden Gurtgesimse, welche die Hauptgeschosse zusammenfassen. Gleichzeitig hier Vertikalakzente durch Lisenen, die, zunächst durch Friese unterbrochen, sich bis ins Obergeschoss fortsetzen. Bemerkenswert der abschließende florale Stuckfries, der bis in die Kämpferzonen der Obergeschossfenster reicht- eine Form die häufig an Bauten des Dülfer-Kreises in München zu finden ist. Das Sonnenmotiv über dem eleganten Portal gerade um 1904–1905 beliebt. LfD/1998 (vgl. Denkmaltopographie Stadt Leipzig) | 09295430 |
|                                         | Mietshaus in geschlossener Bebauung und Hinterhaus | Hardenbergstraße 34 (Karte)                                     | 1904 (Mietshaus)                                                                                          | repräsentative Putzfassade mit Balkons, stilistisch zwischen Neobarock und Jugendstil, baugeschichtlich von Bedeutung Denkmaltext Das 1904 von Maurermeister Franz Schilling für Rosa Schilling errichtet Mietshaus zeigt einen in der Südvorstadt gerade um 1904–1905 beliebten Jugendstil – Fassadentypus, der hier besonders reich und elegant ausgeführt ist: Der vierachsige Mitteltrakt mit flach geschweiftem Giebel wird flankiert von einer zurückgesetzten Achse mit zierlichen halbrunden Balkons. Die Außenachsen mit Serliana und hohen geschweiften, in Masken auslaufenden Giebeln sind neben dem Eingang die dekorativen Hauptakzente der Fassade. Blendbogen- und Brüstungsfelder sind hier dicht gefüllt mit flachem bandartigem Ornament, das Früchte, Blumen und Kartuschen einschließt. Alle Details dieser Jugendstilfassade, einschließlich des Türblatts, der Fenster, Keller- und Balkongitter und der Hausflurausstattung sind original erhalten. Im dreigeschossigen Gartenhaus Wohnungen und Niederlage. LfD/1998 (vgl. Denkmaltopographie Stadt Leipzig) | 09295420 |
|                                         | Mietshaus in geschlossener Bebauung, mit originaler Ausmalung im Treppenhaus | Hardenbergstraße 36 (Karte)                                     | 1904 (Mietshaus), 1930 (Wandmalerei)                                                                      | repräsentative Fassade mit Neorokokoformen, Hausflur und Treppenhaus mit originaler Ausstattung, Putzfassade, zwei Erker, am Heinrich-Schütz-Platz gelegen, vergleiche auch Nummer 32, baugeschichtlich von Bedeutung Denkmaltext Fassade und Grundriss des vom gleichen Bauherrn errichteten Hauses sind identisch mit Nummer 32. Noch vollkommener ist hier die Ausstattung von Hausflur und Treppenhaus erhalten: Neben Wandkacheln mit gemalten Landschaftsdarstellungen finden sich hier gut erhaltene Malereien an Wand und Decke: Blumen, Landschaften (später hinzugefügt) und fliegende Engelsputten in jugendstilig bewegter Stuckfelderung. LfD/1998 (vgl. Denkmaltopographie Stadt Leipzig) | 09295414 |
|                                         | Mietshaus in ehemals geschlossener Bebauung | Hardenbergstraße 38 (Karte)                                     | 1900 (Mietshaus)                                                                                          | repräsentative Klinkerfassade mit Sandsteingliederungen, mit Mittelerker und Balkons, am ehemaligen Andreasplatz (heute Alexis-Schumann-Platz), baugeschichtlich von Bedeutung Denkmaltext Die maßvoll repräsentativen Bauten um den heute freien Platz wurden nach der Vollendung der (zerstörten) Andreas-Kirche errichtet. Das Haus für den Kohlenhändler Wilhelm Glaubig entstand 1900 nach den Worten des Architekten Albin Conrad „solid, einfach aber ansprechend in gutem Rohbaumaterial mit Sandsteinarchitektur“. Das hohe Kellergeschoss mit Waschhaus, Niederlage und Wirtschaftseingang ist aus Granit, ebenso wie die Portalgewände, die das gesprengte Gebälk tragen. Dank dieser Solidität ist die Fassade mit ihrem dezenten Schmuck aus Sandstein, gebrannten Hohlziegeln an den Balkonbrüstungen und farbig glasierten Ziegeln fast unbeschädigt erhalten. LfD/1998 (vgl. Denkmaltopographie Stadt Leipzig) | 09295419 |
|                                         | Mietshaus in geschlossener Bebauung | Hardenbergstraße 42 (Karte)                                     | 1903 (Mietshaus)                                                                                          | Putzfassade durch zwei Erker betont, am ehemaligen Andreasplatz, heute Alexis-Schumann-Platz, baugeschichtlich von Bedeutung Denkmaltext 1903 nach Plänen des Architekten Carl Wolf vom Bauherrn, dem Baumeister Carl Nelb ausgeführt. Ursprünglich mit Putznutung im Erdgeschoss und sparsamen Stuck an den Erkern versehen, nimmt das Mietshaus mit den beiden übergiebelten Kastenerkern und der relativ einfachen Fassadengestaltung schon den um 1910 verbreiteten Fassadentyp vorweg. Historisierende Rückgriffe dagegen die Gestaltung des Eingangs und der Giebel. Erhalten die Ausstattung von Flur und Treppenhaus mit Stucklisenen, reliefierten Wandkacheln und Resten von Malerei. LfD/1998 (vgl. Denkmaltopographie Stadt Leipzig) | 09295413 |
|                                         | Mietshaus (Nr. 47) in halboffener Bebauung und Hinterhaus (Nr. 47a) | Hardenbergstraße 47; 47a (Karte)                                | 1907 (Mietshaus)                                                                                          | Vorderhaus Klinker-Putz-Fassade mit zwei Erkern, Jugendstildekoration, baugeschichtlich von Bedeutung Denkmaltext 1907 nach Plänen des Architekten Franz Hübler für den Maurermeister Richard Theilemann vollendet. Ursprünglich wie alle Bauten zwischen Arthur-Hoffmann- und Lößniger Straße als freistehendes Doppelhaus (zusammen mit der zerstörten Nummer 45) angelegt. Das dazugehörige zweigeschossige Zwillings-Gartenhaus hinter einer Hausgartenanlage erhalten. Die Schwere des Baukörpers mit den beiden Kastenerkern wird durch die Farbigkeit der Ziegel und die feinen Details: jugendstiliger Stuck an Erkern und Giebeln, gesproßte Fensteroberlichter und schöne Balkongitter zwischen den Erkern gemindert. Das Erdgeschoss mit von Jugendstilstuck gerahmtem Eingang ursprünglich mit Putzfugen. LfD/1998 (vgl. Denkmaltopographie Stadt Leipzig) | 09295429 |
|                                         | Hinterhaus | Hardenbergstraße 49a (Karte)                                    | 1906–1907 (Hinterhaus)                                                                                    | interessant gestaltete Putzfassade, als Hinterhaus zu Nummer 49 (Neubau nach Kriegszerstörung) gehörig, vergleiche Nummer 45a/47a und Nummer 51a, baugeschichtlich von Bedeutung Denkmaltext Der Bauantrag für das Hinterwohngebäude datiert vom 15. August 1906 – bereits sechs Wochen früher waren die Pläne für das vordere Mietshaus als 'westlicher Flügel eines viergeschossigen Doppelwohngebäudes' eingereicht worden. Pläne fertigte Architekt Franz Hübler, die Finanzierung übernahm der Gohliser Bauunternehmer August Behnke, die Ausführung Ernst Enge. Nach der Rohbauprüfung des Vorderhauses Anfang November 1906 übernahmen die beiden in Gohlis tätigen Schlossermeister Ernst Karl Schenke und Richard Oswald Krause das Grundstück, keine vierzehn Tage später die Firma der beiden Herren, die Kunst- und Bauschlosserei Schenke & Krause. Endabnahme erfolgte im Juni 1907. Im Krieg wurde das straßenseitige Mietshaus zerstört und in den Jahren 1957 bis 1959 ein fünfgeschossiger Bau mit zehn Wohnungen nach Plänen des Entwurfsbüros für Hochbau des Rates der Stadt Leipzig aufgeführt. Erhalten ist das denkmalgeschützte zweigeschossige Hofwohngebäude mit seiner durch Putzstrukturen gegliederten, komplett über gelbem Klinkersockel verputzten Fassade sowie einigen Ausstattungselementen. Von besonderem Interesse ist der bauliche Zusammenhang mit den ebenfalls erhaltenen Hofgebäuden der Grundstücke 45/45a/47/47a und 51/51a. Sanierungsarbeiten, der rückwärtige Anbau selbsttragender Balkone sowie ein Dachausbau zu Wohnzwecken mit nicht ganz glücklichem Erscheinungsbild fanden im Jahr 1999 statt. Der Vergleich mit den unversehrten Dachlandschaften der Hofgebäude 45a und 47a zeigt deutlich den Unterschied. Das Gebäude ist Bestandteil einer bemerkenswerten Gebäudegruppe „in zweiter Reihe“ und besitzt einen baugeschichtlichen Wert. LfD/2019 | 09293541 |
|                                         | Mietshaus in halboffener Bebauung, mit Hinterhaus | Hardenbergstraße 50 (Karte)                                     | 1912 (Mietshaus)                                                                                          | Putzfassade, zwei Erker und Balkons, Reformstil-Architektur, baugeschichtlich von Bedeutung Denkmaltext 1912 als freistehendes Doppelhaus zusammen mit Nummer 48 (verändert) von Robert Wunderlich für Carl Weidner, Inhaber eines Parkettgeschäfts, errichtet. Der kubisch wirkende Bau, gegliedert durch zwei weit vorspringende Erker auf kräftigen Konsolen, mit asymmetrischem Dachaufbau gehört dem verbreiteten Typ der Wohnbauten zwischen 1910 und dem Ersten Weltkrieg an. Der Fassadenschmuck beschränkt sich auf flache Putzspiegel und kaum noch erkennbare Lisenen mit Medaillons unter dem kräftigen oberen Gurtgesims. Wie häufig bei dieser Art Bauten liegen die dekorativen Hauptakzente im monumental wirkenden Portal und in der Zone des Obergeschosses, hier mit den zeittypischen stämmigen Kindergestalten. LfD/1998 (vgl. Denkmaltopographie Stadt Leipzig) | 09295412 |
|                                         | Mietshaus (Nr. 51) in halboffener Bebauung, mit Hinterhaus (Nr. 51a) | Hardenbergstraße 51; 51a (Karte)                                | um 1905 (Mietshaus)                                                                                       | Vorderhaus gründerzeitliche Klinkerfassade, zwei Kastenerker, ursprünglich Hälfte eines Doppelmietshauses (zerstörter Teil Nummer 49 durch Neubau ersetzt), baugeschichtlich von Bedeutung | 09295558 |
|                                         | Mietshaus in offener Bebauung und seitlich Toreinfahrt | Hardenbergstraße 52 (Karte)                                     | 1911 (Mietshaus)                                                                                          | Putzfassade mit zwei Erkern, im Reformstil, baugeschichtlich von Bedeutung Denkmaltext Dieses 1911 vom Architekten Theodor George für den Maurermeister Otto Dähne erbaute Haus ist das früheste seines Typs in der Südvorstadt (Hardenbergstraße ?). Die Wandgliederung scheint noch etwas zierlicher, vor allem durch die flache Putznutung von Sockel und Erdgeschoss anstelle des kräftigen Rustikaquaderwerks, das den Nachbarbauten einen monumentaleren Charakter verleiht. Im Zusammenspiel mit den zart reliefierten Putzspiegeln geben die (vollständig erhaltenen) Fenster mit ihren Oberlichtsprossen der Fassade dieser kubisch wirkenden Häuser eine feinteilige Binnengliederung. LfD/1998 (vgl. Denkmaltopographie Stadt Leipzig) | 09295411 |
|                                         | Wohnhauszeile (Anschrift: Hardenbergstraße 53, Lößniger Straße 56-60 und Scharnhorststraße 42) und seitliche Einfriedung | Hardenbergstraße 53 (Karte)                                     | 1921–1922 (Wohnblock)                                                                                     | kommunale Wohnhauszeile mit Kleinwohnungen, gehört zu den frühesten Bauvorhaben, die das Hochbauamt der Stadt Leipzig nach dem Ersten Weltkrieg in Angriff nahm, seitlich Ziegelmauer als Einfriedung, einfach gestaltete Putzfassade mit Ziegelsockel, baugeschichtlich und sozialgeschichtlich von Bedeutung Denkmaltext Der aus fünf Häusern bestehende dreigeschossige Baublock zwischen Scharnhorst- und Hardenbergstraße wurde 1921–1922 nach Plänen des Stadtbaurates James Bühring errichtet und gehört somit zu den frühesten Bauvorhaben, die das Hochbauamt der Stadt Leipzig nach dem Ersten Weltkrieg in Angriff nahm, um der verheerenden Wohnungsnot zu begegnen. Mit der Ausführung wurde die erst kurz zuvor neu gebildete Städtische Wohnungsbau GmbH beauftragt, neben der Weidenhofsiedlung in Mockau stellt die Wohnzeile eine der ersten in städtischem Regiebau errichteten Anlagen dar. Das heute sehr schlichte Erscheinungsbild der Straßenfront des verputzten und mit einem Ziegelsockel versehenen Blockes war ursprünglich belebter durch aufgelegten Stuckdekor zwischen den leicht vorstehenden Erkern. Bei den drei mittleren Häusern erfolgt die Erschließung sowohl von der Straße als auch von der Rückseite, bei den beiden äußeren, von Scharnhorst- und Hardenbergstraße aus nummerierten Häusern ausschließlich von der Hofseite mit Zugängen von diesen Straßen aus. Rückseitig befinden sich in der Front Balkonloggien für jede Wohnung sowie Dachhäuser über den fünf Eingangsachsen. Insgesamt beinhaltet der Baublock dreißig Kleinwohnungen, bestehend aus Küche, Bad, WC und zwei Stuben. Zur Scharnhorst- wie auch zur Hardenbergstraße wird das Hofareal durch Ziegelmauern eingefriedet (s.a. Hardenbergstraße 53 und Scharnhorststraße 42). LfD/1998 (vgl. Denkmaltopographie Stadt Leipzig) | 09295484 |
|                                         | Mietshaus in offener Bebauung und seitliche Toreinfahrt | Hardenbergstraße 54 (Karte)                                     | 1913 (Mietshaus)                                                                                          | mit Eckladen, Eckbetonung durch Erker mit Turmaufsatz, weitere Erker und Balkons, seitlich Torpfosten mit Torgitter, Putzfassade, Reformstil-Architektur, baugeschichtlich von Bedeutung Denkmaltext 1913 für den Fleischermeister Hans Romig nach Plänen von Franz Hübler erbaut. Der massige Eckbau zur Bernhard-Göring-Straße mit durchgehenden, im Obergeschoss verdoppelten Gurtgesimsen zusammengefasst – eine Form, die auf den ausdrücklichen Wunsch des damaligen Stadtbaudirektors Strobel zurückgeht. Ansonsten entspricht der Bau den übrigen Häusern dieses Straßenabschnitts, die zugleich stellvertretend für einen neuen, vom Werkbund geprägten Mietshaustyp stehen: Kubische Wirkung durch breite und tiefe Erker, glatte Fassade über Rustikasockel und das mächtige Walmdach mit unterschiedlichen Dachaufbauten. LfD/1998 (vgl. Denkmaltopographie Stadt Leipzig) | 09295409 |
|                                         | Einzeldenkmal der Wohnanlage Altenburger Straße: zwei Mehrfamilienhäuser einer Wohnanlage (siehe auch Sachgesamtheitsdokument – Obj. 09304592, Altenburger Straße 6-24) | Hardenbergstraße 55; 57 (Karte)                                 | 1912–1913 (Mehrfamilienwohnhaus)                                                                          | Teile einer geschlossenen Wohnanlage um begrünten Innenhof, im Reformstil der Zeit um 1910, zusammen mit Altenburger Straße 6, 8, 10, 14 und 16, 18, 20, 22, Lößniger Straße 31, 33, 39, 41 und 43, 45, 47, 49, Scharnhorststraße 44, 46, Hardenbergstraße 80, 82, 84 und Steinstraße 83, 85, niedriger Verbindungsbau mit gewölbter Tordurchfahrt und seitlichen Funktionsräumen, baugeschichtlich von Bedeutung Denkmaltext s. Altenburger Straße 6,8,10,14 | 09295401 |
|                                         | Mietshaus in offener Bebauung | Hardenbergstraße 62 (Karte)                                     | 1925 (Mietshaus)                                                                                          | sparsam dekorierte Putzfassade, Art-déco-Stil, baugeschichtlich von Bedeutung Denkmaltext 1925 von Baumeister Gustav Skur für die Leipziger Baugesellschaft errichtet. In Kubatur und allen Details erhaltenes charakteristisches Mietshaus der zwanzioger Jahre. Über hohem Klinkersockel die typische Fleckenputz-Fassade mit wenigen aufgelegten Art-Déco Dekorationen (im asymmetrisch überhöhtem linken Bautrakt als Nischenplastik). Erdgeschoss, Gesimse, Fensterrahmungen und die als Scheinrisalit angelegte Treppenhausachse mit versetzten Fenstern in rotem Porphyrputz. Die Fenster klein und fast quadratisch- im Erdgeschoss ursprünglich mit Klappläden. Zur besseren Raumausnutzung an der Südfront kein durchgehendes Treppenhaus. LfD/1998 (vgl. Denkmaltopographie Stadt Leipzig) | 09295410 |
|                                         | Mietshaus in halboffener Bebauung | Hardenbergstraße 68 (Karte)                                     | 1927–1928 (Mietshaus)                                                                                     | Putzfassade, an den Reformstil der Zeit um 1910 angelehnt, Art-Déco-Dekorationen, baugeschichtlich von Bedeutung Denkmaltext 1928 im Auftrag der Eisenbahner-Baugenossenschaft vom Architekten O.M. Rothmann in architektonischer Angleichung an die bereits 1908 erbaute rechte (kriegszerstörte) Doppelhaus-Hälfte errichtet. Nur die Fensterformen und die aufgelegten Art-Déco Dekorationen deuten auf die Entstehungszeit hin. Das Zwillings-Gartenhaus (zusammen mit Nummer 66) von 1913 erhalten. LfD/1998 (vgl. Denkmaltopographie Stadt Leipzig) | 09295407 |
|                                         | Hinterhaus in halboffener Bebauung und Doppelgarage | Hardenbergstraße 70a (Karte)                                    | 1912 (Hinterhaus), um 1925 (Doppelgarage)                                                                 | Putzfassade, baugeschichtlich von Bedeutung Denkmaltext s. Nummer 72 | 09295406 |
|                                         | Mietshaus in halboffener Bebauung und Hinterhaus in halboffener Bebauung | Hardenbergstraße 72 (Karte)                                     | 1911–1912 (Mietshaus)                                                                                     | Putzfassade, zwei Erker, Reformstil-Architektur, ursprünglich Teil eines Doppelmietshauses (Nummer 70 kriegszerstört), baugeschichtlich von Bedeutung Denkmaltext Als Teil eines Doppelhauses ( Nummer 70 nach Kriegszerstörung durch Neubau ersetzt) 1912 von Architekt Richard Rieffel für Antonie Rieffel erbaut. Ursprünglich übefing ein hoher achtachsiger Mittelgiebel das Doppelhaus, in den jeweils die beiden inneren, mit Balkons abgeschlossenen Erker hineinragten. Diese zeittypische Dach- und Fassaden- form (Pianino-Motiv) wird hier elegant durch das Verschleifen der Kanten sowohl an den Erkern wie auch an der östlichen Hausecke abgewandelt. Betont wird diese schwingende Linienführung noch durch die bis ins zweite Erkergeschoss durchgehende Putznutung. Diese graphisch anmutende horizontale Linienführung verband beide Doppelhaushälften und verlieh dem ursprünglich recht massigen Bau eine markante Gliederung.·Auch der Grundriss weicht vom Standard ab, er ist durch rückwärtige Vorbauten erweitert und bringt dadurch zugleich Platzgewinn und individuelle Raumformen. Erhalten ist das dazugehörige dreigeschossige Zwillings-Gartenhaus ( mit Nummer 70), zwischen Vorder- und Hinterhaus ursprünglich 6 Hausgärten, zu denen eine monumentale Toranlage führt. LfD/1998 (vgl. Denkmaltopographie Stadt Leipzig) | 09295405 |
|                                         | Mietshaus in offener Bebauung | Hardenbergstraße 78 (Karte)                                     | 1915 (Mietshaus)                                                                                          | mit Eckladen, Eckbetonung durch erhöhten Eckbau mit Abrundung, mehrere seitliche Erker und Balkons, Putzfassade, Reformstil-Architektur, baugeschichtlich von Bedeutung Denkmaltext 1915 nach mehrfach veränderten Plänen vom Architekten Max Naumann für den Malermeister Johann Hofmann errichtet. Der große Eckbau zur Lößniger Straße mit abgerundeter Ecke und je 2 durch Balkone verbundenen Erkern aufgelockert. Die in Blendbögen auslaufende vertikale Zusammenfassung der beiden mittleren Geschosse bringt eine leichte Binnengliederung in den massiven Baukörper. Ursprünglich nur für zwei Wohnungen pro Etage angelegt. Erhalten die repräsentative Ausstattung von Flur und Treppenhaus mit Marmorimitation und Stuck. LfD/1998 (vgl. Denkmaltopographie Stadt Leipzig) | 09295404 |
|                                         | Einzeldenkmal der Wohnanlage Altenburger Straße: drei Mehrfamilienhäuser einer Wohnanlage (siehe auch Sachgesamtheitsdokument – Obj. 09304594, Altenburger Straße 6-24) | Hardenbergstraße 80; 82; 84 (Karte)                             | 1913–1914 (Mehrfamilienwohnhaus)                                                                          | Teile einer geschlossenen Wohnanlage um begrünten Innenhof, im Reformstil der Zeit um 1910, zusammen mit Altenburger Straße 6, 8, 10, 14, Lößniger Straße 31, 33, 39, 41 und 43, 45, 47, 49, Scharnhorststraße 44, 46 und Hardenbergstraße 55, 57, Steinstraße 83, 85, zwischen Nummer 80 und Nummer 82 Verbindungsbau mit Tordurchfahrt und seitlichen Funktionsräumen, Putzfassade, baugeschichtlich von Bedeutung Denkmaltext s. Lößniger Straße 43,45,49 | 09295789 |
| Weitere Bilder                          | Platzanlage | Heinrich-Schütz-Platz (Karte)                                   | 1892 (Schmuckplatz)                                                                                       | Schmuckplatz mit gestalteter Grünfläche, an zwei Seiten umgeben von geschlossener Mietshausbebauung, an Nordseite repräsentatives Schulgebäude, ortsgeschichtlich, gartenhistorisch und entwicklungsgeschichtlich von Bedeutung | 09295502 |